# 1989
| [ Edytuj tabelę ]                                                  | |
| Prezydent Polski                                                   | - 1989 Wojciech Jaruzelski 1990 |
| Przewodniczący Rady Państwa                                        | - 1985 Wojciech Jaruzelski 1989 |
| Premier Polski                                                     | - 1988 Mieczysław Rakowski 1989 - 1989 Czesław Kiszczak (bez gabinetu) 1989 - 1989 Tadeusz Mazowiecki 1991                                                                                          |
| Prezydent Polski na uchodźstwie                                    | - 1986 Kazimierz Sabbat 1989 - 1989 Ryszard Kaczorowski 1990 |
| Premier rządu RP na uchodźstwie                                    | - 1986 Edward Szczepanik 1990 |
| I sekretarz KC PZPR                                                | - 1981 Wojciech Jaruzelski 1989 - 1989 Mieczysław Rakowski 1990 |
| Prezydent Afganistanu                                              | - 1987 Mohammad Nadżibullah 1992 |
| Premier Afganistanu                                                | - 1988 Mohammad Hasan Szark 1989 - 1989 Sultan Ali Kesztmand 1990 |
| Przywódca Albanii                                                  | - 1985 Ramiz Alia 1991 |
| Premier Albanii                                                    | - 1982 Adil Çarçani 1991 |
| Prezydent Algierii                                                 | - 1979 Szadli Bendżedid 1992 |
| Premier Algierii                                                   | - 1988 Kasdi Merbah 1989 - 1989 Mouloud Hamrouche 1991 |
| Współksiążęta Andory                                               | - 1971 Joan Martí i Alanís 2003 - 1981 François Mitterrand 1995 |
| Premier Andory                                                     | - 1984 Josep Pintat-Solans 1990 |
| Prezydent Angoli                                                   | - 1979 José Eduardo dos Santos 2017 |
| Premier Antigui i Barbudy                                          | - 1981 Vere Cornwall Bird 1994 |
| Król Arabii Saudyjskiej                                            | - 1982 Fahd ibn Abd al-Aziz Al Su’ud 2005 |
| Prezydent Argentyny                                                | - 1983 Raúl Alfonsín 1989 - 1989 Carlos Saúl Menem 1999 |
| Premier Australii                                                  | - 1983 Bob Hawke 1991 |
| Prezydent Austrii                                                  | - 1986 Kurt Waldheim 1992 |
| Kanclerz Austrii                                                   | - 1986 Franz Vranitzky 1997 |
| Premier Bahamów                                                    | - 1973 Lynden Pindling 1992 |
| Emir Bahrajnu                                                      | - 1971 Isa ibn Salman Al Chalifa 1999 |
| Premier Bahrajnu                                                   | - 1970 Chalifa ibn Salman Al Chalifa 2020 |
| Prezydent Bangladeszu                                              | - 1983 Hossain Mohammad Ershad 1990 |
| Premier Bangladeszu                                                | - 1988 Moudud Ahmed 1989 - 1989 Kazi Zafar Ahmed 1990 |
| Premier Barbadosu                                                  | - 1987 Erskine Sandiford 1994 |
| Król Belgów                                                        | - 1951 Baudouin 1993 |
| Premier Belgii                                                     | - 1981 Wilfried Martens 1992 |
| Premier Belize                                                     | - 1984 Manuel Esquivel 1989 - 1989 George Cadle Price 1993 |
| Prezydent Beninu                                                   | - 1972 Mathieu Kérékou 1991 |
| Król Bhutanu                                                       | - 1972 Jigme Singye Wangchuck 2006 |
| Premier Bhutanu                                                    | - 1964 urząd zniesiony 1998 |
| Prezydent Boliwii                                                  | - 1985 Víctor Paz Estenssoro 1989 - 1989 Jaime Paz Zamora 1993 |
| Prezydent Botswany                                                 | - 1980 Quett Masire 1998 |
| Prezydent Brazylii                                                 | - 1985 José Sarney 1989 - 1989 Fernando Collor de Mello 1992 |
| Sułtan Brunei                                                      | - 1967 Hassanal Bolkiah |
| Przywódca Bułgarii                                                 | - 1954 Todor Żiwkow 1989 - 1989 Petyr Mładenow 1990 |
| Premier Bułgarii                                                   | - 1986 Georgi Atanasow 1990 |
| Prezydent Burkiny Faso                                             | - 1987 Blaise Compaoré 2014 |
| Prezydent Burundi                                                  | - 1987 Pierre Buyoya 1993 |
| Premier Burundi                                                    | - 1988 Adrien Sibomana 1993 |
| Prezydent Chile                                                    | - 1973 Augusto Pinochet 1990 |
| Przewodniczący ChRL                                                | - 1988 Yang Shangkun 1993 |
| Premier Chin                                                       | - 1987 Li Peng 1998 |
| Prezydent Cypru                                                    | - 1988 Jorgos Wasiliu 1993 |
| Prezydent Cypru Północnego                                         | - 1983 Rauf Denktaş 2005 |
| Prezydent Czadu                                                    | - 1982 Hissène Habré 1990 |
| Premier Czadu                                                      | - 1982 urząd zniesiony 1991 |
| Prezydent Czechosłowacji                                           | - 1975 Gustáv Husák 1989 - 1989 Václav Havel 1992 |
| Premier Czechosłowacji                                             | - 1988 Ladislav Adamec 1989 - 1989 Marián Čalfa 1992 |
| Król Danii                                                         | - 1972 Małgorzata II 2024 |
| Premier Danii                                                      | - 1982 Poul Schlüter 1993 |
| Dalajlama                                                          | - 1940 Tenzin Gjaco |
| Prezydent Dominikany                                               | - 1986 Joaquín Balaguer 1996 |
| Prezydent Dominiki                                                 | - 1983 Clarence Seignoret 1993 |
| Premier Dominiki                                                   | - 1980 Eugenia Charles 1995 |
| Prezydent Dżibuti                                                  | - 1977 Hasan Guled Aptidon 1999 |
| Premier Dżibuti                                                    | - 1978 Barkat Gourad Hamadou 2001 |
| Prezydent Egiptu                                                   | - 1981 Husni Mubarak 2011 |
| Premier Egiptu                                                     | - 1986 Atif Sidki 1996 |
| Prezydent Ekwadoru                                                 | - 1988 Rodrigo Borja Cevallos 1992 |
| Prezydent Etiopii                                                  | - 1987 Mengystu Hajle Marjam 1991 |
| Premier Etiopii                                                    | - 1987 Fikre Selassie Wogderess 1989 - 1989 Hailu Yimenu (tymcz.) 1991 |
| Przew. Komisji Europejskiej                                        | - 1985 Jacques Delors (Francja) 1995 |
| Prezydent Fidżi                                                    | - 1987 Penaia Ganilau 1993 |
| Premier Fidżi                                                      | - 1987 Kamisese Mara 1992 |
| Prezydent Filipin                                                  | - 1986 Corazon Aquino 1992 |
| Prezydent Finlandii                                                | - 1981 Mauno Koivisto 1994 |
| Premier Finlandii                                                  | - 1987 Harri Holkeri 1991 |
| Prezydent Francji                                                  | - 1981 François Mitterrand 1995 |
| Premier Francji                                                    | - 1988 Michel Rocard 1991 |
| Prezydent Gabonu                                                   | - 1967 Omar Bongo 2009 |
| Premier Gabonu                                                     | - 1975 Léon Mébiame 1990 |
| Prezydent Gambii                                                   | - 1970 Dawda Kairaba Jawara 1994 |
| Prezydent Ghany                                                    | - 1981 Jerry John Rawlings 2001 |
| Prezydent Grecji                                                   | - 1985 Christos Sardzetakis 1990 |
| Premier Grecji                                                     | - 1981 Andreas Papandreu 1989 - 1989 Dzanis Dzanetakis 1989 - 1989 Joanis Griwas 1989 - 1989 Ksenofon Zolotas 1990                                                                                  |
| Premier Grenady                                                    | - 1984 Herbert Blaize 1989 - 1989 Ben Jones 1990 |
| Prezydent Gujany                                                   | - 1985 Desmond Hoyte 1992 |
| Premier Gujany                                                     | - 1985 Hamilton Green 1992 |
| Prezydent Gwatemali                                                | - 1986 Marco Vinicio Cerezo Arévalo 1991 |
| Prezydent Gwinei                                                   | - 1984 Lansana Conté 2008 |
| Premier Gwinei                                                     | - 1984 urząd zniesiony 1996 |
| Prezydent Gwinei Bissau                                            | - 1984 João Bernardo Vieira 1999 |
| Premier Gwinei Bissau                                              | - 1984 urząd zniesiony 1991 |
| Prezydent Gwinei Równikowej                                        | - 1979 Teodoro Obiang Nguema Mbasogo |
| Premier Gwinei Równikowej                                          | - 1982 Cristino Seriche Bioko 1992 |
| Prezydent Haiti                                                    | - 1988 Prosper Avril 1990 |
| Król Hiszpanii                                                     | - 1975 Jan Karol I 2014 |
| Premier Hiszpanii                                                  | - 1982 Felipe González 1996 |
| Król Holandii                                                      | - 1980 Beatrycze 2013 |
| Premier Holandii                                                   | - 1982 Ruud Lubbers 1994 |
| Prezydent Hondurasu                                                | - 1986 José Azcona del Hoyo 1990 |
| Najwyższy przywódca Iranu                                          | - 1979 Ruhollah Chomejni 1989 - 1989 Ali Chamenei |
| Prezydent Iranu                                                    | - 1981 Ali Chamenei 1989 - 1989 Ali Akbar Haszemi Rafsandżani 1997 |
| Premier Iranu                                                      | - 1981 Mir-Hosejn Musawi 1989 |
| Prezydent Iraku                                                    | - 1979 Saddam Husajn 2003 |
| Premier Iraku                                                      | - 1979 Saddam Husajn 1991 |
| Prezydent Indii                                                    | - 1987 Ramaswamy Venkataraman 1992 |
| Premier Indii                                                      | - 1984 Rajiv Gandhi 1989 - 1989 Vishwanath Pratap Singh 1990 |
| Prezydent Indonezji                                                | - 1967 Suharto 1998 |
| Prezydent Irlandii                                                 | - 1976 Patrick Hillery 1990 |
| Premier Irlandii                                                   | - 1987 Charles Haughey 1992 |
| Prezydent Islandii                                                 | - 1980 Vigdís Finnbogadóttir 1996 |
| Premier Islandii                                                   | - 1988 Steingrímur Hermannsson 1991 |
| Prezydent Izraela                                                  | - 1983 Chaim Herzog 1993 |
| Premier Izraela                                                    | - 1986 Icchak Szamir 1992 |
| Premier Jamajki                                                    | - 1980 Edward Seaga 1989 - 1989 Michael Manley 1992 |
| Cesarz Japonii                                                     | - 1926 Hirohito 1989 - 1989 Akihito 2019 |
| Premier Japonii                                                    | - 1987 Noboru Takeshita 1989 - 1989 Sōsuke Uno 1989 - 1989 Toshiki Kaifu 1991 |
| Prezydent Jemenu Południowego                                      | - 1986 Hajdar Abu Bakr al-Attas 1990 |
| Prezydent Jemenu Północnego                                        | - 1978 Ali Abd Allah Salih 1990 |
| Król Jordanii                                                      | - 1952 Husajn 1999 |
| Premier Jordanii                                                   | - 1985 Zajd ar-Rifa’i 1989 - 1989 Zajd ibn Szakir 1989 - 1989 Mudar Badran 1991 |
| Prezydent Jugosławii                                               | - 1988 Raif Dizdarević 1989 - 1989 Janez Drnovšek 1990 |
| Premier Jugosławii                                                 | - 1986 Branko Mikulić 1989 - 1989 Ante Marković 1991 |
| Prezydent Kamerunu                                                 | - 1982 Paul Biya |
| Premier Kamerunu                                                   | - 1984 urząd zniesiony 1991 |
| Przywódca Ludowej Republiki Kampuczy                               | - 1972 Heng Samrin 1992 |
| Premier Republiki Kampuczy                                         | - 1985 Hun Sen 1993 |
| Premier Kanady                                                     | - 1984 Brian Mulroney 1993 |
| Emir Kataru                                                        | - 1972 Chalifa ibn Ahmad 1995 |
| Premier Kataru                                                     | - 1971 Chalifa ibn Ahmad 1995 |
| Prezydent Kenii                                                    | - 1978 Daniel Moi 2002 |
| Prezydent Kiribati                                                 | - 1983 Ieremia Tabai 1991 |
| Prezydent Kolumbii                                                 | - 1986 Virgilio Barco Vargas 1990 |
| Prezydent Konga                                                    | - 1979 Denis Sassou-Nguesso 1992 |
| Premier Konga                                                      | - 1984 Ange Édouard Poungui 1989 - 1989 Alphonse Poaty-Souchlaty 1990 |
| Patriarcha Konstantynopola                                         | - 1972 Dymitr I 1991 |
| Prezydent Korei Południowej                                        | - 1988 Roh Tae-woo 1993 |
| Premier Korei Południowej                                          | - 1988 Kang Young-hoon 1990 - 1988 Kim Jong-pil 2000 |
| Prezydent KRLD                                                     | - 1972 Kim Il Sŏng 1994 |
| Premier KRLD                                                       | - 1988 Yŏn Hyŏng Muk 1992 |
| Prezydent Kostaryki                                                | - 1986 Óscar Arias Sánchez 1990 |
| Przewodniczący Rady Państwa Kuby                                   | - 1976 Fidel Castro 2008 |
| Emir Kuwejtu                                                       | - 1977 Dżabir III 2006 |
| Premier Kuwejtu                                                    | - 1978 Sad al-Abd Allah as-Salim as-Sabah 2003 |
| Prezydent Laosu                                                    | - 1975 Tiao Souphanouvong 1991 - 1986 Phoumi Vongvichit (p.o.) 1991 |
| Król Lesotho                                                       | - 1966 Moshoeshoe II 1990 |
| Premier Lesotho                                                    | - 1986 Justin Lekhanya 1991 |
| Prezydent Libanu                                                   | - 1988 Salim al-Huss (p.o.) (międzynarodowo uznany) 1989 - 1988 Michel Aoun (p.o.) (międzynarodowo nieuznany) 1990 - 1989 René Moawad 1989 - 1989 Salim al-Huss (p.o.) 1989 - 1989 Elias Hrawi 1998 |
| Premier Libanu                                                     | - 1987 Salim al-Huss 1990 - 1988 Michel Aoun (nieuznawany na arenie międzynarodowej) 1990 |
| Prezydent Liberii                                                  | - 1980 Samuel Doe 1990 |
| Przywódca Libii                                                    | - 1969 Mu’ammar al-Kaddafi 2011 |
| Premier Libii                                                      | - 1987 Umar Mustafa al-Muntasir 1990 |
| Sekretarz generalny PKL Libii                                      | - 1984 Miftah al-Usta Umar 1990 |
| Książę Liechtensteinu                                              | - 1938 Franciszek Józef II 1989 - 1989 Jan Adam II |
| Premier Liechtensteinu                                             | - 1978 Hans Brunhart 1993 |
| Premier Litwyna emigracji                                          | - 1987 Stasys Lozoraitis (junior) 1991 |
| Wielki książę Luksemburga                                          | - 1964 Jan 2000 |
| Premier Luksemburga                                                | - 1984 Jacques Santer 1995 |
| Prezydent Madagaskaru                                              | - 1975 Didier Ratsiraka 1993 |
| Premier Madagaskaru                                                | - 1988 Victor Ramahatra 1991 |
| Prezydent Malawi                                                   | - 1966 Hastings Kamuzu Banda 1994 |
| Prezydent Malediwów                                                | - 1978 Maumun ̓Abdul Gajum 2008 |
| Król Malezji                                                       | - 1984 Iskandar 1989 - 1989 Azlan Shah 1994 |
| Premier Malezji                                                    | - 1981 Mahathir bin Mohamad 2003 |
| Prezydent Mali                                                     | - 1968 Moussa Traoré 1991 |
| Premier Mali                                                       | - 1988 urząd zniesiony 1991 |
| Prezydent Malty                                                    | - 1987 Paul Xuereb 1989 - 1989 Ċensu Tabone 1994 |
| Premier Malty                                                      | - 1987 Edward Fenech Adami 1996 |
| Król Maroka                                                        | - 1961 Hassan II 1999 |
| Premier Maroka                                                     | - 1986 Izz ad-Din al-Araki 1992 |
| Prezydent Mauretanii                                               | - 1984 Maawija uld Sid’Ahmad Taja 2005 |
| Premier Mauretanii                                                 | - 1984 Maawija uld Sid’Ahmad Taja 1992 |
| Premier Mauritiusa                                                 | - 1982 Anerood Jugnauth 1995 |
| Prezydent Meksyku                                                  | - 1988 Carlos Salinas de Gortari 1994 |
| Prezydent Mikronezji                                               | - 1987 John Haglelgam 1991 |
| Przewodniczący Państwowej Rady Przywrócenia Ładu i Porządku Mjanmy | - 1988 Saw Maung 1992 |
| Premier Mjanmy                                                     | - 1988 Saw Maung 1992 |
| Książę Monako                                                      | - 1949 Rainier III 2005 |
| Minister stanu Monako                                              | - 1985 Jean Ausseil 1991 |
| Przewodniczący Prezydium Wielkiego Churału Ludowego Mongolii       | - 1984 Dżambyn Batmönch 1990 |
| Premier Mongolii                                                   | - 1984 Dumaagijn Sodnom 1990 |
| Prezydent Mozambiku                                                | - 1986 Joaquim Chissano 2005 |
| Premier Mozambiku                                                  | - 1986 Mário da Graça Machungo 1994 |
| Sekretarz generalny NATO                                           | - 1988 Manfred Wörner (Niemcy) 1994 |
| Prezydent Nauru                                                    | - 1986 Hammer DeRoburt 1989 - 1989 Kenos Aroi 1989 - 1989 Bernard Dowiyogo 1995 |
| Król Nepalu                                                        | - 1972 Birendra 2001 |
| Premier Nepalu                                                     | - 1986 Marich Man Singh Shrestha 1990 |
| Prezydent Niemiec                                                  | - 1984 Richard von Weizsäcker 1994 |
| Kanclerz Niemiec                                                   | - 1982 Helmut Kohl 1998 |
| Prezydent Nigru                                                    | - 1987 Ali Saibou 1993 |
| Premier Nigru                                                      | - 1988 Mamane Oumarou 1989 - 1989 urząd zniesiony 1990 |
| Prezydent Nigerii                                                  | - 1985 Ibrahim Babangida 1993 |
| Prezydent Nikaragui                                                | - 1985 Daniel Ortega 1990 |
| Król Norwegii                                                      | - 1957 Olaf V 1991 |
| Premier Norwegii                                                   | - 1986 Gro Harlem Brundtland 1989 - 1989 Jan P. Syse 1990 |
| Premier Nowej Zelandii                                             | - 1984 David Lange 1989 - 1989 Geoffrey Palmer 1990 |
| Przewodniczący Rady Państwa NRD                                    | - 1976 Erich Honecker 1989 - 1989 Egon Krenz 1989 - 1989 Manfred Gerlach (tymcz.) 1990 |
| Premier NRD                                                        | - 1976 Willi Stoph 1989 - 1989 Hans Modrow 1990 |
| Sułtan Omanu                                                       | - 1970 Kabus ibn Sa’id 2020 |
| Sekretarz generalny ONZ                                            | - 1982 Javier Pérez de Cuéllar (Peru) 1991 |
| Prezydent Pakistanu                                                | - 1988 Ghulam Ishaq Khan 1993 |
| Premier Pakistanu                                                  | - 1988 Benazir Bhutto 1990 |
| Prezydent Palau                                                    | - 1988 Thomas Remengesau (tymcz.) 1989 - 1989 Ngiratkel Etpison 1993 |
| Prezydent Panamy                                                   | - 1988 Manuel Solís Palma (p.o.) 1989 - 1989 Francisco Rodríguez (p.o.) 1989 - 1989 Guillermo Endara 1994                                                                                           |
| Wojskowy przywódca Panamy                                          | - 1983 Manuel Noriega 1989 |
| Papież                                                             | - 1978 Jan Paweł II 2005 |
| Premier Papui-Nowej Gwinei                                         | - 1988 Rabbie Namaliu 1992 |
| Prezydent Paragwaju                                                | - 1954 gen. Alfredo Stroessner 1989 - 1989 gen. Andrés Rodríguez 1993 |
| Prezydent Peru                                                     | - 1985 Alan García Pérez 1990 |
| Premier Peru                                                       | - 1988 Armando Villanueva del Campo 1989 - 1989 Luis Alberto Sánchez 1989 - 1989 Guillermo Larco Cox 1990                                                                                           |
| Prezydent Południowej Afryki                                       | - 1984 Pieter Botha 1989 - 1989 Frederik de Klerk 1994 |
| Prezydent Portugalii                                               | - 1986 Mário Soares 1996 |
| Premier Portugalii                                                 | - 1985 Anibal Cavaco Silva 1995 |
| Sekretarz generalny Rady Europy                                    | - 1984 Marcelino Oreja Aguirre (Hiszpania) 1989 - 1989 Catherine Lalumière (Francja) 1994 |
| Prezydent Republiki Środkowoafrykańskiej                           | - 1981 André Kolingba 1993 |
| Premier Republiki Środkowoafrykańskiej                             | - 1981 urząd zniesiony 1991 |
| Prezydent Republiki Zielonego Przylądka                            | - 1975 Aristides Pereira 1991 |
| Premier Republiki Zielonego Przylądka                              | - 1975 Pedro Pires 1991 |
| Prezydent Rumunii                                                  | - 1967 Nicolae Ceaușescu 1989 - 1989 Ion Iliescu 1996 |
| Premier Rumunii                                                    | - 1982 Constantin Dăscălescu 1989 - 1989 Petre Roman 1991 |
| Prezydent Rwandy                                                   | - 1973 Juvénal Habyarimana 1994 |
| Premier Saint Kitts i Nevis                                        | - 1983 Kennedy Simonds 1995 |
| Premier Saint Lucia                                                | - 1982 John Compton 1996 |
| Premier Saint Vincent i Grenadyn                                   | - 1984 James Fitz-Allen Mitchell 2000 |
| Prezydent Salwadoru                                                | - 1984 José Napoleón Duarte 1989 - 1989 Alfredo Cristiani 1994 |
| O le Ao o le Malo Samoa                                            | - 1962 Malietoa Tanumafili II 2007 |
| Premier Samoa                                                      | - 1988 Tofilau Eti Alesana 1998 |
| Kapitanowie regenci San Marino                                     | - 1988 Luciano Cardelli Reves Salvatori 1989 - 1989 Mauro Fiorini Marino Vagnetti 1989 - 1989 Gloriana Ranocchini Leo Achilli 1989                                                                  |
| Sekretarz Stanu do spraw Politycznych i Zagranicznych San Marino   | - 1986 Gabriele Gatti 2002 |
| Prezydent Senegalu                                                 | - 1981 Abdou Diouf 2000 |
| Premier Senegalu                                                   | - 1983 urząd zniesiony 1991 |
| Prezydent Seszeli                                                  | - 1977 France-Albert René 2004 |
| Prezydent Sierra Leone                                             | - 1985 Joseph Saidu Momoh 1992 |
| Prezydent Singapuru                                                | - 1985 Wee Kim Wee 1993 |
| Premier Singapuru                                                  | - 1965 Lee Kuan Yew 1990 |
| Prezydent Somalii                                                  | - 1969 Mohammed Siad Barre 1991 |
| Premier Somalii                                                    | - 1987 Muhammad Ali Samatar 1990 |
| Prezydent Sri Lanki                                                | - 1978 Junius Jayewardene 1989 - 1989 Ranasinghe Premadasa 1993 |
| Premier Sri Lanki                                                  | - 1978 Ranasinghe Premadasa 1989 - 1989 Dingiri Banda Wijetunge 1993 |
| Król Suazi                                                         | - 1986 Ntombi (współpanująca) 2018 - 1986 Mswati III 2018 |
| Premier Suazi                                                      | - 1986 Sotsha Dlamini 1989 - 1989 Obed Dlamini 1993 |
| Prezydent Sudanu                                                   | - 1986 Ahmad al-Mirghani 1989 - 1989 Umar al-Baszir 2019 |
| Premier Sudanu                                                     | - 1986 Sadik al-Mahdi 1989 |
| Prezydent Surinamu                                                 | - 1988 Ramsewak Shankar 1990 |
| Prezydent Syrii                                                    | - 1971 Hafiz al-Asad 2000 |
| Premier Syrii                                                      | - 1987 Mahmud az-Zubi 2000 |
| Prezydent Szwajcarii                                               | - 1989 Jean-Pascal Delamuraz 1989 |
| Król Szwecji                                                       | - 1973 Karol XVI Gustaw |
| Premier Szwecji                                                    | - 1986 Ingvar Carlsson 1991 |
| Król Tajlandii                                                     | - 1946 Bhumibol Adulyadej 2016 |
| Premier Tajlandii                                                  | - 1988 Chatichai Choonhavan 1991 |
| Prezydent Tajwanu                                                  | - 1988 Lee Teng-hui 2000 |
| Prezydent Tanzanii                                                 | - 1985 Ali Hassan Mwinyi 1995 |
| Premier Tanzanii                                                   | - 1985 Joseph Warioba 1990 |
| Prezydent Togo                                                     | - 1967 Gnassingbé Eyadéma 2005 |
| Premier Togo                                                       | - 1961 urząd zniesiony 1991 |
| Król Tonga                                                         | - 1965 Taufaʻahau Tupou IV 2006 |
| Premier Tonga                                                      | - 1965 Sione Ngū Manumataongo Uelingatoni 1991 |
| Prezydent Trynidadu i Tobago                                       | - 1987 Noor Hassanali 1997 |
| Premier Trynidadu i Tobago                                         | - 1986 Arthur N.R. Robinson 1991 |
| Prezydent Tunezji                                                  | - 1987 Zajn al-Abidin ibn Ali 2011 |
| Premier Tunezji                                                    | - 1987 Al-Hadi al-Bakkusz 1989 - 1989 Hamid al-Karawi 1999 |
| Prezydent Turcji                                                   | - 1980 Kenan Evren 1989 - 1989 Turgut Özal 1993 |
| Premier Turcji                                                     | - 1983 Turgut Özal 1989 - 1989 Yıldırım Akbulut 1991 |
| Prezydent Ugandy                                                   | - 1986 Yoweri Museveni |
| Premier Ugandy                                                     | - 1986 Samson Kisekka 1991 |
| Prezydent Urugwaju                                                 | - 1985 Julio María Sanguinetti 1990 |
| Prezydent USA                                                      | - 1981 Ronald Reagan 1989 - 1989 George H.W. Bush 1993 |
| Prezydent Vanuatu                                                  | - 1984 George Kalkoa 1989 - 1989 Onneyn Tahi (p.o.) 1989 - 1989 Frederick Karlomuana Timakata 1994                                                                                                  |
| Premier Vanuatu                                                    | - 1980 Walter Lini 1991 |
| Prezydent Wenezueli                                                | - 1984 Jaime Lusinchi 1989 - 1989 Carlos Andrés Pérez 1993 |
| Prezydent Węgier                                                   | - 1988 Brúnó Ferenc Straub 1989 - 1989 Mátyás Szűrös 1990 |
| Premier Węgier                                                     | - 1988 Miklós Németh 1990 |
| Monarcha Wielkiej Brytanii                                         | - 1952 Elżbieta II 2022 |
| Premier Wielkiej Brytanii                                          | - 1979 Margaret Thatcher 1990 |
| Prezydent Wietnamu                                                 | - 1981 Rada Państwa 1992 |
| Premier Wietnamu                                                   | - 1988 Đỗ Mười 1991 |
| Prezydent Włoch                                                    | - 1985 Francesco Cossiga 1992 |
| Premier Włoch                                                      | - 1988 Ciriaco De Mita 1989 - 1989 Giulio Andreotti 1992 |
| Prezydent WKS                                                      | - 1960 Félix Houphouët-Boigny 1993 |
| Premier WKS                                                        | - 1960 urząd zniesiony 1990 |
| Prezydent Wysp Marshalla                                           | - 1986 Amata Kabua 1996 |
| Prezydent Wysp Świętego Tomasza i Książęcej                        | - 1975 Manuel Pinto da Costa 1991 |
| Prezydent Zambii                                                   | - 1964 Kenneth Kaunda 1991 |
| Prezydent Zairu                                                    | - 1971 Mobutu Sese Seko 1997 |
| Prezydent Zimbabwe                                                 | - 1987 Robert Mugabe 2017 |
| Premier Zimbabwe                                                   | - 1987 urząd zniesiony 2009 |
| Prezydent ZEA                                                      | - 1971 Zajid ibn Sultan Al Nahajjan 2004 |
| Premier ZEA                                                        | - 1979 Raszid ibn Said al-Maktum 1990 |
| Przywódca ZSRR                                                     | - 1985 Michaił Gorbaczow 1991 |
| Premier ZSRR                                                       | - 1985 Nikołaj Ryżkow 1991 |

Rok 1989 / MCMLXXXIX
stulecia: XIX wiek ~
XX wiek ~
XXI wiek

dziesięciolecia:
1950–1959 •
1960–1969 •
1970–1979 •
1980–1989
• 1990–1999
• 2000–2009
• 2010–2019

lata: 1979 «
1984 «
1985 «
1986 «
1987 «
1988 «
1989
» 1990
» 1991
» 1992
» 1993
» 1994
» 1999

## Wydarzenia w Polsce

### Styczeń
- 1 stycznia:
  - Łomianki, Oleszyce i Żukowo uzyskały prawa miejskie.
  - wystartowała Telegazeta TVP.
  - zniesiono kartki na benzynę, talony na samochody, kwity na węgiel; utrzymano kartki na mięso i jego przetwory.
  - utworzono Wigierski Park Narodowy.
- 4 stycznia – „Polityka” zamieściła wywiad z Lechem Wałęsą pt. „...i dlatego musimy się dogadać”.
- 6 stycznia – kapitan polskiego trawlera „Kantar” nie wpłynął do portu w Bostonie, by uniemożliwić ucieczkę członkom załogi. Mimo tego zbiegło 12 marynarzy, skacząc na pokład amerykańskiej barki zaopatrującej statek w paliwo. Wszyscy poprosili o azyl w USA. Tydzień wcześniej z polskich statków uciekło 27 marynarzy.
- 9 stycznia – przed Sądem Najwyższym zapadł wyrok zakazujący krakowskiemu adwokatowi Janowi Marii Rokicie wykonywania zawodu, ponieważ „jego osoba nie daje rękojmi wykonywania zawodu w zgodzie z zasadami ustroju socjalistycznego”. Rokita był członkiem Ruchu „Wolność i Pokój”.
- 10 stycznia – z inicjatywy Jana Młotkowskiego reaktywowane zostało Polskie Towarzystwo Gimnastyczne „Sokół”, zdelegalizowane uprzednio przez władze PRL.
- 12 stycznia – miało miejsce pierwsze posiedzenie Komisji Ochrony Środowiska i Zasobów Naturalnych Komitetu Obywatelskiego przy przewodniczącym NSZZ „Solidarność” Lechu Wałęsie.
- 13 stycznia – na Uniwersytecie Łódzkim zdjęto umieszczoną trzy dni wcześniej tablicę upamiętniającą ofiary MBP.
- 16 stycznia – dyrektor CBOS Stanisław Kwiatkowski, przemawiając podczas drugiej części X plenarne posiedzenie KC PZPR, powiedział, że według danych jego instytucji od jesieni 1987 do jesieni 1988 liczba zwolenników opozycji zwiększyła się dwukrotnie, a wiarygodność partii spadła.
- 19 stycznia – na plebanii w Warszawie odnaleziono ciało zamordowanego kapelana Rodziny Katyńskiej, łącznika AK ks. Stefana Niedzielaka.
- 27 stycznia:
  - rozmowy w Magdalence, ustalono termin obrad Okrągłego Stołu[1].
  - w Warszawie odbył się festiwal rockowy Letnia zadyma w środku zimy.

### Luty
- 6 lutego – rozpoczęły się obrady Okrągłego Stołu, które trwały do 5 kwietnia[1].
- 12 lutego – utworzono Związek Harcerstwa Rzeczypospolitej.
- 15 lutego:
  - Sejm PRL ustanowił 11 listopada Narodowym Świętem Niepodległości; ustawa weszła w życie 21 lutego[2].
  - na mocy ustawy został powołany przez Sejm PRL IX kadencji – Fundusz Obsługi Zadłużenia Zagranicznego (FOZZ)[3].
- 25 lutego – prapremiera dwóch jednoaktówek Vaclava Havla „Audiencja” i „Protest” w reżyserii Feliksa Falka (Teatr Powszechny).
- 27 lutego – zespół ekspertów Kościoła katolickiego zyskał poparcie 78 głosów dla projektu ustawy o prawnej ochronie dziecka poczętego; PRON poparł inicjatywę.

### Marzec
- 2 marca – rozpoczęła się druga tura rozmów w Magdalence.
- 5 marca – „Pierścień Nibelunga” Richarda Wagnera na scenie Teatru Wielkiego w Warszawie (reż. August Everding).
- 9 marca – w Białymstoku wykoleił się pociąg przewożący 20 t chloru. Dzięki całodobowej akcji ratowniczej nie doszło do potężnego skażenia.
- 15 marca:
  - weszło w życie nowe prawo dewizowe[4], które zalegalizowało prywatny obrót walutami – pojawiły się pierwsze prywatne kantory; kurs dolara wahał się w granicach 2900-3000 zł[5].
  - powstało Stowarzyszenie Łemków.
- 22 marca – Rada Ministrów podjęła decyzję o wysłaniu kontyngentu wojskowego do Namibii.
- 30 marca – pierwsza pacjentka w łódzkim Szpitalu Centrum Matki Polki.
- 31 marca:
  - obradowało XI Plenum KC PZPR; Wojciech Jaruzelski o obradach „Okrągłego Stołu”: „Oczekujemy, że zostaną one uwieńczone osiągnięciem porozumienia w sprawach najżywotniejszych dla pomyślności narodu, dla siły ludowego państwa, dla procesów reform w warunkach socjalistycznej demokracji parlamentarnej”.
  - premiera filmu Piłkarski poker[6].

### Kwiecień
- 1 kwietnia – podwyżka cen energii elektrycznej i paliw. W I kwartale 1989 r. podniesiono ceny węgla, artykułów mleczarskich, tłuszczów roślinnych, mięsa i opłaty komunikacyjne.
- 5 kwietnia – podpisano porozumienia Okrągłego Stołu.
- 7 kwietnia – uchwalono ustawę Prawo o stowarzyszeniach[7].
- 8 kwietnia – weszła w życie Nowela kwietniowa[8].
- 15 kwietnia – rozpoczął się pierwszy kongres reaktywowanej Polskiej Partii Socjalistycznej.
- 17 kwietnia – Sąd Wojewódzki w Warszawie ponownie zarejestrował NSZZ „Solidarność”.
- 18 kwietnia – w gmachu Sejmu odbyło się spotkanie Wojciecha Jaruzelskiego z Lechem Wałęsą w sprawie ponownej rejestracji „Solidarności”.
- 22 kwietnia – rząd Mieczysława Rakowskiego na skutek protestów społecznych podjął decyzję o rezygnacji z budowy Elektrowni Jądrowej „Warta” w wielkopolskim Klempiczu.
- 25 kwietnia – przybył z wizytą sekretarz generalny ONZ, Javier Pérez de Cuéllar.
- 26 kwietnia – Rozporządzenie Rady Ministrów w Polsce w sprawie udzielania pracownikom zwolnień od pracy w związku z przygotowaniem wyborów do Sejmu i Senatu Polskiej Rzeczypospolitej Ludowej.
- 27 kwietnia – Jerzy Urban został ministrem i prezesem Radia i Telewizji; rzecznikiem rządu został Zbysław Rykowski, dotychczasowy zastępca Urbana.
- 28 kwietnia – pierwszy półgodzinny program radiowy „Solidarności”.
- 30 kwietnia – średnia płaca w kraju wyniosła 107 tys. zł.

### Maj
- 2 maja:
  - pisarka szwedzka Astrid Lindgren została doktorem honoris causa Uniwersytetu Warszawskiego.
  - akcje ostrzegawcze i strajki płacowe w licznych kopalniach.
- 8 maja:
  - ukazał się pierwszy numer Gazety Wyborczej pod redakcją Adama Michnika.
  - premiera filmu Schodami w górę, schodami w dół w reżyserii Andrzeja Domalika.
- 10 maja – przybył z wizytą prezydent Włoch Francesco Cossiga.
- 12 maja:
  - otwarto Muzeum Sportu w Olsztynie.
  - prawnie uznano wyznanie Świadków Jehowy w Polsce.
- 17 maja:
  - Sejm PRL uchwalił ustawy: o gwarancjach wolności sumienia i wyznania oraz o stosunku państwa do kościoła katolickiego[9][10].
  - Wyższa Szkoła Filozoficzno-Pedagogiczna „Ignatianum” w Krakowie otrzymała potwierdzenie osobowości prawnej przez polskie władze państwowe.
  - na lotnisku w Pile rozbił się samolot bombowo-szturmowy Su-22, zginął pilot.
- 22 maja:
  - po trwającym 4 lata konflikcie dokonano rozgraniczenia wód terytorialnych między Polską a NRD.
  - premiera komedii filmowej Sztuka kochania w reżyserii Jacka Bromskiego.
- 27 maja – na Stadionie Dziesięciolecia wystąpił Stevie Wonder.
- 31 maja – powstało Stowarzyszenie Pisarzy Polskich, którego prezesem został Jan Józef Szczepański.

### Czerwiec
- 1 czerwca – w Gdańsku podpisano porozumienie w kwestii ratowania Stoczni Gdańskiej. Miliarderka z USA Barbara Piasecka Johnson zobowiązała się do zainwestowania w zakład 100 mln dol., za co miała otrzymać 55 proc. akcji przedsiębiorstwa.
- 2 czerwca – ukazał się zlikwidowany w stanie wojennym tygodnik „Solidarność”; naczelnym redaktorem został ponownie Tadeusz Mazowiecki.
- 4 czerwca – pierwsza tura wyborów do tzw. Sejmu kontraktowego, zwycięska dla Obywatelskiego Komitetu Wyborczego skupionego wokół „Solidarności”; datę tę uważa się najczęściej za koniec realnego socjalizmu w Polsce[11][12].
- 12 czerwca – legalizacja rozwiązanego w stanie wojennym Stowarzyszenia Dziennikarzy Polskich.
- 14 czerwca – z 3-dniową wizytą przybył do Polski prezydent Francji François Mitterrand.
- 18 czerwca – odbyła się II tura wyborów parlamentarnych[13].
- 26 czerwca – premiera filmu psychologicznego Światło odbite w reżyserii Andrzeja Titkowa.
- 27 czerwca – zjazd Stowarzyszenia Dziennikarzy Polskich. Prezesem został Stefan Bratkowski, honorowym prezesem Jerzy Turowicz.
- 28 czerwca – zarejestrowano Związek Piłsudczyków.
- 30 czerwca – generał Wojciech Jaruzelski odmówił kandydowania na urząd prezydenta państwa.

### Lipiec
- 1 lipca – na terenie eksploatowanym przez kopalnię „Szombierki” w Bytomiu podziemny wybuch uszkodził 300 budynków.
- 3 lipca – Gazeta Wyborcza opublikowała artykuł Adama Michnika pt. „Wasz prezydent, nasz premier”, który był symbolicznym początkiem zmiany rządów[14].
- 4 lipca – pierwsze posiedzenie Sejmu i Senatu; Mikołaj Kozakiewicz – marszałkiem Sejmu, Andrzej Stelmachowski – marszałkiem Senatu; powołanie Trybunału Stanu.
- 9 lipca – prezydent USA George Bush rozpoczął wizytę w Polsce.
- 11 lipca – spotkanie Lecha Wałęsy i George’a Busha w Gdańsku[15].
- 17 lipca – wznowiono stosunki dyplomatyczne między Polską a Watykanem.
- 19 lipca:
  - Zgromadzenie Narodowe wybrało prezydentem generała Wojciecha Jaruzelskiego (jako że nastąpiła też zmiana prezydenta emigracyjnego, był to wyjątkowy dzień w historii Polski – z trzema prezydentami w ciągu doby)[16].
  - po śmierci Kazimierza Sabbata ostatnim prezydentem RP na uchodźstwie został Ryszard Kaczorowski[17].
- 20 lipca – na posiedzeniu Klubu Obywatelskiego w Sejmie, grupującego solidarnościowych posłów i senatorów, część obecnych skrytykowała posłów, którzy głosowali na Wojciecha Jaruzelskiego podczas wyboru prezydenta. W ich obronie wystąpił Jacek Kuroń, mówiąc, że głosowali oni zgodnie ze swoim sumieniem.
- 25 lipca – spotkanie Lecha Wałęsy z Wojciechem Jaruzelskim poświęcone tworzeniu rządu. Wałęsa odrzucił propozycję koalicji z PZPR i powiedział, że „Solidarność” jest gotowa przejąć samodzielną odpowiedzialność za państwo.
- 26 lipca – Polska ratyfikowała konwencję w sprawie zakazu stosowania tortur[18].
- 29 lipca:
  - Mieczysław Rakowski został ostatnim I sekretarzem KC PZPR.
  - rząd Rakowskiego podjął decyzję o urynkowieniu cen żywności.

### Sierpień
- 1 sierpnia – zniesiono kartki na mięso na terenie całego kraju.
- 2 sierpnia – Czesław Kiszczak został desygnowany na premiera.
- 10 sierpnia – prezydent wystąpił z inicjatywą rejestracji NZS.
- 11–13 sierpnia – międzynarodowy kongres Świadków Jehowy Prawdziwa pobożność zgromadził w Warszawie 54,5 tys. uczestników z 26 krajów, poza tym tydzień wcześniej odbyły się kongresy w Chorzowie i Poznaniu. W sumie 166 tys. obecnych oraz 6093 ochrzczonych.
- 12 sierpnia – w kraju nastąpił wzrost chaosu rynkowego, strajków, społecznego niezadowolenia. Kurs dolara wzrósł o 8100 zł.
- 17 sierpnia:
  - powstała koalicja OKP-SD-ZSL. Tadeusz Mazowiecki został zgłoszony jako kandydat na premiera.
  - Sejm powołał Sejmową Komisję Nadzwyczajną do Zbadania Działalności MSW.
- 18 sierpnia:
  - burza gradowa nad Zamojszczyzną; zanotowano straty w 6 gminach.
  - premiera filmu Konsul.
- 24 sierpnia – Tadeusz Mazowiecki otrzymał misję tworzenia rządu.
- 25 sierpnia – premiera filmu Stan wewnętrzny.
- 29 sierpnia – Tomasz Nagórka ustanowił rekord Polski w biegu na 110 m ppł. wynikiem 13,41 s.
- 31 sierpnia – cena 1 dolara USA przekroczyła 10 tys. zł. Niektóre artykuły podrożały w sierpniu siedmiokrotnie.

### Wrzesień
- 4 września – oświadczenie OPZZ („potęguje się chaos w gospodarce”), krytyka zbyt długiego formowania nowego rządu. 3 dni później OPZZ wezwało do rozliczenia byłego rządu, odpowiedzialnego za pogłębienie kryzysu.
- 7 września – rozwiązano ZOMO.
- 10 września:
  - pierwszy powojenny Zjazd Oficerów Kawalerii II RP (Warszawa-Grudziądz).
  - sekretariat prymasa Polski poinformował, że z powodu okoliczności „nie sprzyjających pożytkowi duszpasterskiemu” odłożona została podróż kardynała Józefa Glempa do USA.
- 11 września – Roman Malinowski zrezygnował z funkcji prezesa Zjednoczonego Stronnictwa Ludowego; zastąpił go Dominik Ludwiczak.
- 12 września – Sejm udzielił wotum zaufania rządowi Tadeusza Mazowieckiego, pierwszego niesocjalistycznego premiera w powojennej historii Polski, powstał nowy rząd.
- 19 września – podpisano w Warszawie umowę między Polską a Wspólnotami Europejskimi w sprawie handlu oraz współpracy gospodarczej.
- 29 września:
  - w wypadku samochodowym pod Raciborzem zginęli Zdzisław Kamiński i Andrzej Kurek z programu Sonda.
  - seryjny morderca Mariusz Trynkiewicz wyrokiem sądu został czterokrotnie skazany na karę śmierci.
  - premiera filmu Jeniec Europy.

### Październik
- 1 października – z Dworca Wschodniego w Warszawie wyruszył o godz. 2:50 specjalny pociąg z 809 uciekinierami z NRD, którzy okupowali ambasadę RFN. Władze NRD obiecały swobodny przejazd przez jej terytorium.
- 3 października:
  - z wizytą przybył król Hiszpanii Jan Karol I z żoną Zofią.
  - zakończyły się obrady XV Plenum KC PZPR: Mieczysław F. Rakowski wyraził nadzieję, że partia dotrwa w jedności do zjazdu, który miał się odbyć w styczniu 1990. Plenum zaaprobowało ideę powstania nowej partii.
- 9 października – premiera filmu Kornblumenblau.
- 12 października – Prokurator Generalny PRL zwrócił się z prośbą do Generalnego Prokuratorstwa ZSRR o wszczęcie śledztwa w sprawie Katynia, Ostaszkowa, Starobielska oraz tzw. procesu szesnastu.
- 15 października – w Szczecinie odsłonięto pomnik „Tym, którzy nie powrócili z morza”.
- 28 października:
  - na koniec wywiadu w głównym wydaniu Dziennika, aktorka Joanna Szczepkowska słowami „Proszę Państwa, czwartego czerwca osiemdziesiątego dziewiątego roku skończył się w Polsce komunizm.” symbolicznie zakończyła „erę komunizmu” w Polsce. Trzy tygodnie później – 18 listopada – Dziennik Telewizyjny został zastąpiony przez Wiadomości TVP.
  - założono Zjednoczenie Chrześcijańsko-Narodowe.
- 30 października – odbyła się premiera filmu 300 mil do nieba.
- 31 października – Andrzej Łapicki prezesem ZASP.

### Listopad
- 9 listopada – kanclerz RFN Helmut Kohl rozpoczął oficjalną wizytę w Polsce.
- 11 listopada – po raz pierwszy po zakończeniu II wojny światowej oficjalnie obchodzono Narodowe Święto Niepodległości.
- 12 listopada – kanclerz RFN Helmut Kohl i premier Tadeusz Mazowiecki uczestniczyli w mszy polowej w Krzyżowej, kończąc ją symbolicznym gestem pojednania.
- 16 listopada:
  - w Warszawie przystąpiono do demontażu pomnika Feliksa Dzierżyńskiego.
  - Sejm przyjął ustawę amnestyjną.
- 17 listopada:
  - nadano ostatnie wydanie Dziennika Telewizyjnego.
  - ukończono demontaż pomnika Feliksa Dzierżyńskiego w stolicy, a plac jego imienia przemianowano na Plac Bankowy[19].
- 18 listopada – po raz pierwszy wyemitowano „Wiadomości” w TVP1[20].
- 23 listopada – Sejm PRL zlikwidował Urząd do Spraw Wyznań i Ochotniczą Rezerwę Milicji Obywatelskiej (ORMO).
- 24 listopada – Michaił Gorbaczow spotkał się z premierem Tadeuszem Mazowieckim.
- 26 listopada:
  - XI Kongres ZSL przekształcił partię w Polskie Stronnictwo Ludowe „Odrodzenie”.
  - uroczysty ingres nuncjusza apostolskiego, arcybiskupa Józefa Kowalczyka.
- 29 listopada – rozwiązano Zjednoczone Stronnictwo Ludowe.
- 30 listopada – Sejm rozpoczął debatę nad zmianą konstytucji, z której miano usunąć zapis mówiący o przewodniej roli PZPR.

### Grudzień
- 1 grudnia – premiera filmu Ostatni prom.
- 2 grudnia – prezydent Wojciech Jaruzelski złożył wieniec w miejscu upamiętniającym zamordowanych górników z kopalni „Wujek” w Katowicach.
- 6 grudnia – nuncjusz apostolski abp Józef Kowalczyk złożył listy uwierzytelniające na ręce prezydenta Wojciecha Jaruzelskiego.
- 7 grudnia – Sejm ogłosił amnestię[21].
- 10 grudnia:
  - zdemontowano pomnik Lenina w Nowej Hucie[22].
  - premiera filmu telewizyjnego Dekalog I.
- 13 grudnia – premiera filmu Przesłuchanie Ryszarda Bugajskiego.
- 18 grudnia – Artyści dla Rzeczypospolitej – to pierwszy z cyklu koncertów, jakimi twórcy chcieli wspomóc Fundusz Daru Narodowego, wspierający rząd Tadeusza Mazowieckiego.
- 19 grudnia – rekord ciepła w grudniu. Termometry w Tarnowie pokazały 19 stopni Celsjusza.
- 23 grudnia – premiera filmu Rififi po sześćdziesiątce.
- 26 grudnia – kontradmirał Romuald Waga został dowódcą Marynarki Wojennej.
- 27–28 grudnia – Sejm PRL przyjął tzw. plan Balcerowicza, czyli pakiet ustaw zmieniających ustrój gospodarczy kraju[23].
- 29 grudnia – Sejm PRL zmienił nazwę państwa na Rzeczpospolita Polska, a określenie „państwo socjalistyczne” zostało zastąpione sformułowaniem „państwo demokratyczne”[24].
- 30 grudnia – spotkanie między Lechem Wałęsą a Mieczysławem Rakowskim.
- 31 grudnia – prezydent Wojciech Jaruzelski podpisał tzw. plan Balcerowicza.

## Wydarzenia na świecie

### Styczeń
- 1 stycznia:
  - Hiszpania objęła prezydencję w Radzie Unii Europejskiej.
  - Rozpoczęła nadawanie niemiecka stacja telewizyjna ProSieben.
- 2 stycznia:
  - Ranasinghe Premadasa został prezydentem Sri Lanki.
  - dokonano oblotu samolotu pasażerskiego Tu-204.
- 4 stycznia – około 100 km od libijskiego wybrzeża 2 amerykańskie myśliwce F-14 zestrzeliły 2 libijskie MiGi-23.
- 7 stycznia:
  - po długiej chorobie zmarł 88-letni cesarz Japonii Hirohito. Nowym cesarzem Japonii został jego syn Akihito.
  - w Instytucie Języków Obcych w Pekinie odbyło się spotkanie 300 afrykańskich studentów, którzy po rasistowskich wystąpieniach studentów chińskich postanowili opuścić Chiny.
  - w walkach w Libanie zginęło pięć osób. Do potyczek doszło między powiązaną z Syrią lewicową milicją Amal a proirańskimi oddziałami Hezbollahu.
- 8 stycznia:
  - rozpoczęła się japońska epoka Heisei.
  - w trakcie pochodzenia do awaryjnego lądowania w Porcie lotniczym East Midlands rozbił się Boeing 737-400 lecący z Londynu do Belfastu; zginęło 47 osób, a 79 zostało rannych.
- 10 stycznia – rozpoczęła się ewakuacja interwencyjnych wojsk kubańskich z Angoli.
- 11 stycznia – władze Czechosłowacji podały do wiadomości, że będą znakować chemicznie produkowany w krajowych zakładach materiał wybuchowy „Semtex”, celem łatwiejszego rozpoznania w przypadku użycia go przez terrorystów.
- 14 stycznia – prezydent USA Ronald Reagan wygłosił swoje ostatnie wystąpienie radiowe przed odejściem z urzędu.
- 16 stycznia:
  - w wywiadzie dla niemieckiego tygodnika „Stern” Arkady Jakowlew, bliski współpracownik Michaiła Gorbaczowa, powiedział, że władze radzieckie nie doceniły oporu, z jakim pieriestrojka spotkała się w radzieckim społeczeństwie.
  - podczas demonstracji w 20. rocznicę samospalenia Jana Palacha (Tydzień Palacha) został aresztowany Václav Havel.
- 18 stycznia – język estoński został ponownie językiem państwowym w Estonii.
- 19 stycznia:
  - agencje podały, że władze Czechosłowacji rozważają możliwość oskarżenia aresztowanego 16 stycznia 1989 r. dramaturga Václava Havla o chuligaństwo.
  - władze sowieckiej Akademii Nauk nie zaakceptowały kandydatury Andrieja Sacharowa w wyborach deputowanych ludowych. Został on jednak kandydatem z ramienia niezależnej grupy „Memoriał”.
- 20 stycznia:
  - George H.W. Bush został zaprzysiężony na 41. prezydenta Stanów Zjednoczonych.
  - powstał Związek Polaków w Estonii.
- 28 stycznia – założono stowarzyszenie Memoriał, zajmujące się badaniami historycznymi i propagowaniem wiedzy o ofiarach represji radzieckich i ochroną praw człowieka w krajach byłego ZSRR.
- 29 stycznia:
  - radziecka sonda Fobos 2 weszła na orbitę Marsa.
  - Węgry jako pierwszy kraj bloku wschodniego nawiązały stosunki dyplomatyczne z Koreą Południową.
- 30 stycznia – Amerykanie ewakuowali swoją ambasadę w Kabulu w związku z wycofaniem z Afganistanu wojsk radzieckich i groźbą wojny domowej.

### Luty
- 1 lutego – z połączenia miasta Kalgoorlie z hrabstwem Boulder powstało miasto Kalgoorlie-Boulder (Australia Zachodnia).
- 3 lutego – został obalony wieloletni dyktator Paragwaju Alfredo Stroessner.
- 5 lutego:
  - wystartowała brytyjska telewizja informacyjna Sky News.
  - wystartowała francuska telewizja sportowa Eurosport.
  - został zastrzelony Chris Gueffroy; ostatnia śmiertelna ofiara próby przekroczenia Muru Berlińskiego.
- 8 lutego – 144 osoby zginęły w katastrofie lotu Independent Air 1851, na należącej do portugalskiego archipelagu Azorów wyspie Santa Maria.
- 10 lutego – Michael Manley został po raz drugi premierem Jamajki.
- 14 lutego:
  - w Iranie ajatollah Chomejni skazał zaocznie na karę śmierci brytyjskiego pisarza Salmana Rushdiego za obrazę islamu w książce Szatańskie wersety.
  - na orbicie okołoziemskiej został umieszczony pierwszy z 24 satelitów z systemu GPS.
- 15 lutego – ostatnie oddziały Armii Radzieckiej opuściły Afganistan.
- 19 lutego – została otwarta sztokholmska hala widowiskowo-sportowa Globen, największy kulisty obiekt na świecie.
- 21 lutego – Sultan Ali Keshtmand został premierem Afganistanu.
- 24 lutego – 9 osób zginęło, a 38 zostało rannych w katastrofie lotu United Airlines 811.
- 27 lutego – w Wenezueli doszło do krwawych rozruchów znanych jako El Caracazo.

### Marzec
- 3 marca – Dingiri Banda Wijetunge został premierem Sri Lanki.
- 7 marca:
  - po publikacji Szatańskich wersetów Iran zerwał stosunki dyplomatyczne z Wielką Brytanią.
  - w ogarniętym protestami Tybecie wprowadzono stan wojenny.
- 10 marca – 24 osoby zginęły, a 45 zostało rannych w katastrofie lotu Air Ontario 1363 w Dryden (Ontario).
- 13 marca – koronalny wyrzut materii ze Słońca spowodował w ciągu 90 sekund przerwanie dostaw prądu (na 9 godzin) w całej kanadyjskiej prowincji Quebec.
- 15 marca – Malimba Masheke został premierem Zambii.
- 22 marca – radziecki samolot transportowy An-225 Mrija podczas trzygodzinnego lotu ustanowił 106 rekordów świata.
- 23 marca – Stanley Pons z University of Utah i Martin Fleischmann z University of Southampton ogłosili, że wynaleźli prostą metodę wykonania zimnej fuzji atomów deuteru, poprzez elektrolizę ciężkiej wody z użyciem porowatej elektrody palladowej.
- 24 marca – tankowiec MT Exxon Valdez wpłynął na skały w Zatoce Alaska w okolicy cennego przyrodniczo Sundu (Cieśniny) Księcia Williama. Wydostało się z niego 11 mln z 53 mln galonów nieprzerobionej ropy naftowej powodując katastrofę ekologiczną.
- 26 marca – w ZSRR odbyły się wybory deputowanych ludowych.
- 27 marca – z powodu awarii utracono kontakt z radziecką sondą Fobos 2, która miała zbadać Fobosa, jeden z dwóch księżyców Marsa.
- 29 marca:
  - dwóch czeskich nastolatków porwało w Pradze samolot węgierskich linii lotniczych Malév żądając lotu do USA; samolot ostatecznie wylądował we Frankfurcie nad Menem.
  - odbyła się 61. ceremonia wręczenia Oscarów.

### Kwiecień
- 2 kwietnia – Michaił Gorbaczow jako pierwszy przywódca ZSRR od 1974 roku przybył z wizytą na Kubę.
- 7 kwietnia – na Morzu Norweskim zatonął najnowocześniejszy radziecki okręt podwodny „Komsomolec”. Zginęło 42 członków załogi.
- 9 kwietnia – w Tbilisi radzieccy komandosi zaatakowali przy pomocy gazu i łopatek saperskich niepodległościową demonstrację gruzińskich studentów. Zginęło 20 osób.
- 15 kwietnia:
  - w Pekinie rozpoczęły się protesty na placu Tian’anmen.
  - podczas półfinałowego meczu o Puchar Anglii Liverpool F.C. – Nottingham Forest F.C. na stadionie Hillsborough w Sheffield zostało stratowanych 96 osób.
- 19 kwietnia – w wyniku wybuchu amunicji na pancerniku USS Iowa zginęło 47 marynarzy.
- 20 kwietnia – papież Jan Paweł II przyjął na półgodzinnej audiencji Lecha Wałęsę z żoną Danutą oraz osoby towarzyszące.
- 21 kwietnia – przedsiębiorstwo Nintendo wprowadziło na rynek przenośną konsolę do gier Game Boy (była sprzedawana z grą Tetris Aleksieja Pażytnowa).
- 26 kwietnia:
  - Azlan Muhibbuddin Shah został królem Malezji.
  - najbardziej śmiercionośne tornado w historii zabiło w Bangladeszu 1300 osób.
- 27 kwietnia – Zaid ibn Szakir został premierem Jordanii.

### Maj
- 1 maja – w wyborach prezydenckich w Paragwaju zwyciężył w I turze gen. Andrés Rodríguez.
- 2 maja – władze węgierskie zniosły restrykcje dotyczące ruchu granicznego z Austrią.
- 4 maja – z pokładu wahadłowca Atlantis została wystrzelona sonda kosmiczna Magellan, przeznaczona do badań Wenus.
- 5 maja – Finlandia została przyjęta do Rady Europy.
- 6 maja – w Lozannie odbył się 34. Konkurs Piosenki Eurowizji.
- 15 maja:
  - Michaił Gorbaczow przybył z wizytą do Pekinu.
  - Luis Alberto Sánchez został premierem Peru.
- 16 maja:
  - 5 osób zginęło w katastrofie śmigłowca podczas kręcenia amerykańskiego filmu sensacyjnego Oddział Delta 2 na Filipinach.
  - w zamachu bombowym w Bejrucie zginęły 22 osoby, w tym przywódca duchowy libańskich sunnitów Hassan Khaled.
- 17 maja – ponad milion osób pokojowo demonstrowało w Pekinie domagając się demokratyzacji i ukrócenia samowoli władz. Demonstracje odbyły się też w innych wielkich miastach Chin.
- 19 maja:
  - Zhao Ziyang został usunięty ze stanowiska sekretarza generalnego KPCh. Do Pekinu zaczęły przybywać oddziały wojskowe.
  - Parlamenty republik związkowych: Litwy i Estonii uchwaliły daleko idącą niezależność gospodarczą od ZSRR.
- 20 maja – w związku z protestami na placu Tian’anmen wprowadzono stan wyjątkowy w Pekinie.
- 23 maja – odbyła się prezentacja samochodu osobowego Citroën XM.
- 27 maja – w lawinie na Mount Everest zginęli polscy himalaiści: Mirosław Dąsal, Mirosław Gardzielewski, Zygmunt Andrzej Heinrich i Wacław Otręba, a Eugeniusz Chrobak zmarł dzień później wskutek odniesionych obrażeń. Jedynym ocalałym był Andrzej Marciniak.
- 30 maja – założono boliwijski klub piłkarski La Paz FC.
- 31 maja – na Węgrzech wykonano ostatni wyrok śmierci.

### Czerwiec
- 1 czerwca – sympatycy „Solidarności”, którzy rozlepiali plakaty wyborcze na budynku ambasady PRL w Paryżu, zostali napadnięci przez ochronę placówki. Trzy osoby doznały obrażeń, jednej złamano dwa żebra.
- 2 czerwca – premiera filmu Stowarzyszenie Umarłych Poetów w reżyserii Petera Weira.
- 3 czerwca – chiński rząd wysłał oddziały wojska w celu usunięcia protestujących z placu Tian’anmen w Pekinie.
- 4 czerwca:
  - chińskie wojsko krwawo stłumiło pokojową demonstrację na rzecz demokracji na placu Tian’anmen w Pekinie.
  - Ali Chamenei został wybrany duchowym przywódcą Iranu.
  - w katastrofie kolejowej koło Czelabińska (dzisiejszej Ufy) na Uralu spowodowanej przez wybuch pobliskiego gazociągu podczas mijania się dwóch pociągów pasażerskich zginęło 575 osób, a 600 zostało rannych.
- 5 czerwca – Nieznany Buntownik zatrzymał w Pekinie kolumnę czołgów wracających z akcji krwawego stłumienia studenckiego protestu na Placu Niebiańskiego Spokoju.
- 7 czerwca – 176 osób zginęło w katastrofie samolotu Douglas DC-8 w Surinamie.
- 8 czerwca – wykonano ostatni wyrok śmierci w Czechosłowacji.
- 13 czerwca:
  - na Węgrzech rozpoczęły się obrady Trójkątnego Stołu.
  - Międzynarodowa Federacja Kynologiczna uznała rasę wilczak czechosłowacki.
  - premiera filmu sensacyjnego Licencja na zabijanie w reżyserii Johna Glena.
- 14 czerwca – wystrzelono pierwszą amerykańską rakietę typu Titan IV.
- 15 czerwca – ukazał się debiutancki album amerykańskiej grupy Nirvana pt. Bleach.
- 17 czerwca – należący do wschodnioniemieckich linii lotniczych Interflug Ił-62 rozbił się i spłonął podczas nieudanej próby startu z lotniska Berlin-Schönefeld, w wyniku czego zginęło 21 spośród 105 osób na pokładzie.
- 18 czerwca – odbyły się wybory do Parlamentu Europejskiego.
- 19 czerwca – premiera filmu fantasy Batman w reżyserii Tima Burtona.
- 30 czerwca – Umar al-Baszir został prezydentem Sudanu.

### Lipiec
- 1 lipca – Francja objęła prezydencję w Radzie Unii Europejskiej.
- 3 lipca – w Sztokholmie, Kenijczyk Peter Koech ustanowił rekord świata w biegu na 3000 m przeszk. (8.05,35 s.)
- 4 lipca – radziecki myśliwiec typu MiG-23 rozbił się w pobliżu miasta Kortrijk w Belgii zabijając jedną osobę. Pilot katapultował się nad Polską, samolot przed katastrofą przeleciał bez pilota około 900 km.
- 6 lipca:
  - Sąd Najwyższy Węgier zrehabilitował ofiary represji po powstaniu 1956 (wśród nich Imre Nagya).
  - Pierwsza intifada: terrorysta z Islamskiego Dżihadu uprowadził autobus pomiędzy Tel Awiwem a Jerozolimą, zjechał z drogi i wpadł do głębokiego wąwozu. Zginęło 16 Izraelczyków, a 27 osób zostało rannych.
- 8 lipca – Carlos Saúl Menem został prezydentem Argentyny.
- 9 lipca
  - wybuch dwóch bomb w Mekce; w wyniku eksplozji 1 osoba poniosła śmierć, a 16 zostało rannych.
  - w Somalii, za reżimu Siada Barrego zastrzelony został katolicki biskup Mogadiszu Salvatore Colombo[25].
- 13 lipca – w Paryżu oddano do użytku gmach Opéra Bastille.
- 17 lipca – dokonano oblotu amerykańskiego bombowca B-2.
- 19 lipca:
  - w Londynie zmarł prezydent RP na emigracji Kazimierz Sabbat, zastąpił go Ryszard Kaczorowski.
  - w katastrofie lotu United Airlines 232 w Sioux City zginęło 111 osób, 185 zostało rannych.
- 24 lipca – Jesień Ludów: delegacja „Solidarności”, która przebywała w Czechosłowacji, spotkała się z byłym pierwszym sekretarzem partii z czasów praskiej wiosny, Alexandrem Dubčekiem. Wspólnie wydano oświadczenie stwierdzające, że inwazja na Czechosłowację w 1968 roku była bezprawna.
- 27 lipca – w katastrofie południowokoreańskiego samolotu McDonnell Douglas DC-10 w Libii zginęło 79 osób.

### Sierpień
- 8 sierpnia:
  - rozpoczęła się tajna misja wojskowa STS-28 wahadłowca Columbia.
  - został wystrzelony europejski satelita Hipparcos, który wyznaczył odległości do ponad 2,5 miliona gwiazd.
- 9 sierpnia – w Meksyku 105 osób zginęło po runięciu mostu do rzeki pod pociągiem jadącym z Mazatlán do Mexicali.
- 15 sierpnia:
  - Frederik Willem de Klerk został prezydentem RPA.
  - w Santiago de Compostela rozpoczęły się 3. Światowe Dni Młodzieży.
- 17 sierpnia – Ali Akbar Haszemi Rafsandżani został prezydentem Iranu.
- 20 sierpnia – na Tamizie po zderzeniu z pogłębiarką zatonął statek wycieczkowy „Marchioness”. Zginęło 51 osób.
- 23 sierpnia – Jesień Ludów: ok. 2 mln mieszkańców Litwy, Łotwy i Estonii utworzyło w geście protestu tzw. „bałtycki łańcuch” – łańcuch ludzi o długości 600 km.
- 25 sierpnia – nastąpiło największe zbliżenie między sondą kosmiczną Voyager 2, a Neptunem.

### Wrzesień
- 4 września – 171 osób zginęło w katastrofie Iła-62M na Kubie.
- 8 września:
  - katastrofa norweskiego samolotu u wybrzeży Danii, zginęło 55 osób.
  - w Santiago założono Uniwersytet Andyjski.
- 10 września – Jesień Ludów: władze Węgier zdecydowały o otwarciu granicy z Austrią dla uchodźców z b. NRD.
- 19 września – 171 osób zginęło po wybuchu bomby na pokładzie samolotu DC-10 nad pustynią w Nigrze.
- 20 września – na londyńskim West Endzie odbyła się premiera musicalu Miss Saigon Claude-Michela Schönberga.
- 22 września:
  - założono Międzynarodowy Komitet Paraolimpijski.
  - premiera serialu Słoneczny patrol.

### Październik
- 7 października – w Berlinie Wschodnim uroczyste obchody 40-lecia powstania NRD z udziałem m.in. Michaiła Gorbaczowa, Wojciecha Jaruzelskiego, Nicolae Ceaușescu oraz Todora Żiwkowa.
- 13 października – premiery filmów I kto to mówi i Zabić księdza.
- 17 października – trzęsienie ziemi w okolicy San Francisco: zginęło 67 osób, a 3757 zostało rannych.
- 18 października:
  - Jesień Ludów: w NRD dymisję złożył wieloletni I sekretarz SED, Erich Honecker.
  - została wystrzelona bezzałogowa sonda kosmiczna Galileo.
  - Jesień Ludów: węgierski parlament uchwalił zmiany w konstytucji usuwające z niej elementy komunistyczne.
  - krótko po starcie z Baku rozbił się nad Morzem Kaspijskim samolot wojskowy Ił-76; zginęło 57 żołnierzy.
- 21 października – 127 osób zginęło w katastrofie Boeinga 727 w Hondurasie.
- 22 października – zawarto porozumienie z Taif kończące libańską wojnę domową.
- 23 października:
  - Jesień Ludów: proklamowano powstanie Republiki Węgierskiej na miejsce Węgierskiej Republiki Ludowej.
  - ukazało się pierwsze wydanie hiszpańskiego dziennika El Mundo.
- 24 października – podczas wspinaczki na himalajski ośmiotysięcznik Lhotse zginął Jerzy Kukuczka.

### Listopad
- 7 listopada – Jesień Ludów: w NRD do dymisji podał się rząd Willi Stopha
- 9 listopada:
  - Jesień Ludów: rozpoczęło się burzenie Muru Berlińskiego.
  - Yildirim Akbulut został premierem Turcji.
- 10 listopada – Jesień Ludów: rozpoczęły się demokratyczne przemiany w komunistycznej Bułgarii: odszedł komunistyczny lider Todor Żiwkow, zastąpił go Petyr Mładenow, Bułgarska Partia Komunistyczna zmieniła nazwę na Bułgarska Partia Socjalistyczna.
- 12 listopada – papież Jan Paweł II kanonizował brata Alberta Chmielewskiego.
- 13 listopada:
  - Hans Modrow został ostatnim komunistycznym premierem NRD.
  - Jan Adam II został księciem Liechtensteinu.
- 15 listopada – Jesień Ludów: Lech Wałęsa jako trzeci w historii niepełniący funkcji głowy państwa bądź szefa rządu cudzoziemiec (po markizie de La Fayette i W. Churchillu) wygłosił przemówienie do połączonych izb Kongresu USA; tłumaczem był Jacek Kalabiński.
- 17 listopada:
  - Jesień Ludów: legalna demonstracja studentów w Pradze stłumiona przez Veřejną bezpečnost; pogłoska o śmierci studenta spowodowała ogłoszenie strajku aktorów i studentów i dała początek aksamitnej rewolucji w Czechosłowacji.
  - Tragedia w kopalni węgla w Aleksinacu w Jugosławii. Po wybuchu metanu zginęło 90 osób.
- 18 listopada – NASA wystrzeliła satelitę badawczego COBE.
- 20 listopada – Zgromadzenie Ogólne ONZ uchwaliło Konwencję o prawach dziecka.
- 22 listopada:
  - Aneta Kręglicka została miss świata.
  - Bejrut: w wyniku zamachu bombowego dokonanego podczas defilady z okazji Święta Niepodległości zginął prezydent Libanu René Moawad i 16 innych osób.
  - odbyła się premiera filmu Powrót do przyszłości II.
- 24 listopada:
  - Michaił Gorbaczow przyjął premiera Tadeusza Mazowieckiego podczas jego wizyty w Moskwie.
  - Jesień Ludów: pod naciskiem wielodniowych masowych demonstracji ustąpiło całe prezydium KC Komunistycznej Partii Czechosłowacji. Po raz pierwszy od praskiej wiosny publicznie pojawił się i przemówił Alexander Dubček, owacyjnie powitany przez tłumy.
- 26 listopada:
  - założono Bułgarską Partię Socjaldemokratyczną.
  - ostatnie wietnamskie oddziały wojskowe opuściły Kambodżę.
  - prezydent Komorów Ahmed Abdallah zginął w zamachu w stolicy kraju Moroni.
- 27 listopada – w wyniku zamachu bombowego przeprowadzonego przez narkotykowy kartel z Medellín na samolot Boeinga 727 linii Avianca zginęło 107 osób oraz 3 kolejne na ziemi.
- 28 listopada – Jesień Ludów: kanclerz Helmut Kohl przedstawił tzw. „Zehn-Punkte-Programm zur Überwindung der Teilung Deutschlands und Europas” – 10-punktowy program zjednoczenia Niemiec.
- 30 listopada:
  - rozgłośnia radiowa w Pradze poinformowała, że w najbliższym czasie rozpocznie się demontaż umocnień i zasieków na granicy czechosłowacko-austriackiej.
  - prezes zarządu Deutsche Bank Alfred Herrhausen zginął w zamachu bombowym w Bad Homburg przeprowadzonym przez Frakcję Czerwonej Armii.

### Grudzień
- 1 grudnia – Jan Paweł II przyjął na audiencji Michaiła Gorbaczowa.
- 2 grudnia:
  - na Malcie rozpoczęło się dwudniowe spotkanie na szczycie George H.W. Bush – Michaił Gorbaczow.
  - Vishwanath Pratap Singh został premierem Indii.
- 3 grudnia:
  - Jesień Ludów: wszyscy członkowie komitetu centralnego i biura politycznego SED złożyli dymisję. Z partii usunięto większość wyższych funkcjonariuszy epoki Ericha Honeckera.
  - ukazał się pierwszy numer tygodnika „Głos znad Niemna”, organu prasowego Związku Polaków na Białorusi.
- 4 grudnia – w Moskwie na spotkaniu przedstawicieli państw Układu Warszawskiego potępiono interwencję w Czechosłowacji w 1968 roku jako sprzeczną z prawem międzynarodowym.
- 6 grudnia:
  - 62 osoby zginęły, a kilkaset zostało rannych w samobójczym zamachu bombowym przy użyciu ciężarówki na departament bezpieczeństwa administracyjnego w stolicy Kolumbii Bogocie.
  - w budynku École polytechnique w Montrealu 25-letni Marc Lépine zastrzelił 14 kobiet, zranił 14 kolejnych osób, a następnie popełnił samobójstwo.
- 10 grudnia – Jesień Ludów: w Czechosłowacji powołano nowy rząd, z udziałem przedstawicieli opozycji. Gustáv Husák ustąpił z funkcji prezydenta. Marián Čalfa został premierem Czechosłowacji.
- 14 grudnia – w Chile odbyły się pierwsze od wojskowego zamachu stanu w 1973 roku demokratyczne wybory. Wygrał je kandydat opozycji, Patricio Aylwin.
- 16 grudnia – Jesień Ludów: w Rumunii wybuchło powstanie przeciw komunistycznemu dyktatorowi Nicolae Ceaușescu.
- 17 grudnia:
  - Fernando Collor de Mello wygrał wybory prezydenckie w Brazylii.
  - USA: wyemitowano pierwszy odcinek Simpsonów.
- 20 grudnia – rozpoczęła się inwazja Stanów Zjednoczonych na Panamę.
- 21 grudnia – rewolucja w Rumunii: dyktator Nicolae Ceaușescu został wygwizdany podczas wygłaszania przemówienia z balkonu Komitetu Centralnego w Bukareszcie. Po wiecu doszło do brutalnej pacyfikacji demonstrantów.
- 22 grudnia:
  - rewolucja w Rumunii: obalony rumuński dyktator Nicolae Ceaușescu uciekł helikopterem z Pałacu Prezydenckiego. Władzę przejął Front Ocalenia Narodowego z Ionem Iliescu na czele.
  - Brama Brandenburska w Berlinie została ponownie otwarta.
  - 35 osób zginęło, a 41 zostało rannych w wyniku czołowego zderzenia dwóch autobusów na autostradzie pod Kempsey w australijskim stanie Nowa Południowa Walia.
- 24 grudnia:
  - inwazja Stanów Zjednoczonych na Panamę: obalony dyktator Manuel Noriega schronił się w ambasadzie Watykanu.
  - w liberyjskiej prowincji Nimba wybuchło powstanie, które doprowadziło do całkowitej destabilizacji kraju.
- 25 grudnia – Jesień Ludów: rozstrzelano Elenę i Nicolae Ceaușescu.
- 26 grudnia – Jesień Ludów: stojący na czele Frontu Ocalenia Narodowego Ion Iliescu został tymczasowym prezydentem Rumunii.
- 27 grudnia – Egipt i Syria po dwunastu latach przywróciły stosunki dyplomatyczne.
- 28 grudnia – 13 osób zginęło, a 162 zostały ranne w wyniku trzęsienia ziemi w Newcastle w Nowej Południowej Walii.
- 29 grudnia:
  - Jesień Ludów: Václav Havel został prezydentem Czechosłowacji.
  - indeks Nikkei na Tokijskiej Giełdzie Papierów Wartościowych osiągnął rekordowy w historii wskaźnik 38 957,44 pkt.
- Powstał Uniwersytet św. Krzyża w Rzymie.

## Urodzili się

### Styczeń
- 1 stycznia:
  - Essaïd Belkalem, algierski piłkarz
  - Felix Drahotta, niemiecki wioślarz
  - Zouhair Feddal, marokański piłkarz
  - Adèle Haenel, francuska aktorka
  - Magdalena Hawryła, polska siatkarka
  - Mercy Moim, kenijska siatkarka
  - Ioana Nemțanu, rumuńska siatkarka
  - Adam Okruaszwili, gruziński judoka
  - Stefan Reinartz, niemiecki piłkarz
  - Tornike Sanikidze, gruziński szachista
  - Marek Strzyżowski, polski hokeista
  - Sabah Szari’ati, irański i azerski zapaśnik
  - Meritzer Williams, lekkoatletka Saint Kitts i Nevis, sprinterka
- 2 stycznia:
  - Maksims Bogdanovs, łotewski żużlowiec
  - Joanna Nowakowska-Dzimińska, polska strzelczyni sportowa
  - Andrij Sahajdak, ukraiński piłkarz
- 3 stycznia:
  - Hovig Demirjian, ormiańsko-cypryjski piosenkarz
  - Alex D. Linz, amerykański aktor pochodzenia żydowskiego
  - Automne Pavia, francuska judoczka
  - Kōhei Uchimura, japoński gimnastyk
  - Rodrigo Velilla(inne języki), argentyński tancerz, piosenkarz
  - Arielle Wilson, amerykańska siatkarka
  - Giulio Zorzi, południowoafrykański pływak
- 4 stycznia:
  - Jan Hable, czeski piłkarz
  - Graham Rahal, amerykański kierowca wyścigowy
  - Laura Wilde, niemiecka piosenkarka
- 5 stycznia:
  - Julia Hart, nowozelandzka lekkoatletka, tyczkarka
  - Irina Malkowa, rosyjska siatkarka
  - Krisztián Németh, węgierski piłkarz
  - Jiří Orság, czeski sztangista
  - Yasin Pehlivan, austriacki piłkarz pochodzenia tureckiego
- 6 stycznia – Kurtley Beale, australijski rugbysta
- 7 stycznia:
  - Miles Addison, angielski piłkarz
  - Mayra Antes, ekwadorska zapaśniczka
  - Zakarya Bergdich, marokański piłkarz
  - John Degenkolb, niemiecki kolarz szosowy
  - Emiliano Insúa, argentyński piłkarz
  - Alro’ej Kohen, izraelski piłkarz
  - Björn Kopplin, niemiecki piłkarz
  - Jonathan Mejía, honduraski piłkarz
  - Jimmy Simouri, madagaskarski piłkarz
  - David Templeton, szkocki piłkarz
  - Ziyoda, uzbecka piosenkarka, kompozytorka
- 8 stycznia:
  - Jessica Beard, amerykańska lekkoatletka, sprinterka
  - Oliver Bozanic, australijski piłkarz pochodzenia chorwackiego
  - Fabian Frei, szwajcarski piłkarz
  - Jakob Jantscher, austriacki piłkarz
- 9 stycznia:
  - Kinga Achruk, polska piłkarka ręczna
  - Michael Beasley, amerykański koszykarz
  - Nina Dobrev, kanadyjska aktorka pochodzenia bułgarskiego
  - Aneta Kotnis, polska koszykarka
  - Michaëlla Krajicek, holenderska tenisistka
  - Jana Maksimawa, białoruska lekkoatletka, wieloboistka
  - Rachel Sánchez, kubańska siatkarka
- 10 stycznia:
  - Conor Dwyer, amerykański pływak
  - Magdalena Jagodzińska, polska siatkarka
  - Jasmin Kurtić, słoweński piłkarz
  - Michaił Poliszczuk, rosyjski pływak
  - Zuria Vega, meksykańska aktorka
  - Wu Jingbiao, chiński sztangista
- 11 stycznia:
  - Urszula Bejga, polska siatkarka
  - Sam Carlson, amerykański narciarz dowolny
  - Marcus Haber, kanadyjski piłkarz
  - Najif Hazzazi, saudyjski piłkarz
  - Matylda Kowal, polska lekkoatletka, biegaczka długodystansowa
- 12 stycznia:
  - Claire Donahue, amerykańska pływaczka
  - Aneta Sablik, polska piosenkarka
  - Sopia Szapatawa, gruzińska tenisistka
  - Axel Witsel, belgijski piłkarz
- 13 stycznia:
  - Panida Khamsri, tajska sztangistka
  - Triinu Kivilaan, estońska muzyk, piosenkarka
  - Yannick Lebherz, niemiecki pływak
  - Tim Matavž, słoweński piłkarz
  - Beau Mirchoff, amerykańsko-kanadyjski aktor
- 14 stycznia:
  - Adam Clayton, angielski piłkarz
  - Élodie Clouvel, francuska pięcioboistka nowoczesna
  - Dünýägözel Gulmanowa, turkmeńska polityczka
  - Lærke Møller, duńska piłkarka ręczna
  - Alcides Peña, boliwijski piłkarz
- 15 stycznia:
  - Kelci Bryant, amerykańska skoczkini do wody
  - Ryan Corr, australijski aktor
  - Aleksiej Czeriepanow, rosyjski hokeista (zm. 2008)
  - Martin Dúbravka, słowacki piłkarz, bramkarz
  - Anita Márton, węgierska lekkoatleta, dyskobolka i kulomiotka
  - Emmanuel Mas, argentyński piłkarz pochodzenia włoskiego
  - Kaciaryna Miszyna, białoruska lekkoatletka, sprinterka
  - Flux Pavilion, brytyjski didżej, producent muzyczny
  - Sun Ye, chińska pływaczka
- 16 stycznia:
  - Kiesza, kanadyjska piosenkarka, tancerka pochodzenia norwesko-szkockiego
  - Jernej Košnjek, słoweński skoczek narciarski
  - Chris Maguire, szkocki piłkarz
  - Franco Noriega, peruwiański pływak, szef kuchni, model
  - Rafał Omelko, polski lekkoatleta, sprinter i płotkarz
  - Agnieszka Skobel, polska koszykarka
- 17 stycznia:
  - Vladimir Lučić, serbski koszykarz
  - Léster Blanco, salwadorski piłkarz
  - Antoine Diot, francuski koszykarz
  - Pierre Le Coq, francuski żeglarz sportowy
  - Vincenzo Mangiacapre, włoski bokser
  - Kelly Marie Tran, amerykańska aktorka
  - Kōji Yamamuro, japoński gimnastyk
- 18 stycznia:
  - Chen Long, chiński badmintonista
  - Per-Egil Flo, norweski piłkarz
  - Rubén Miño, hiszpański piłkarz, bramkarz
  - Barbara Nwaba, amerykańska lekkoatletka, wieloboistka
- 19 stycznia:
  - Chen Ezra, izraelski piłkarz
  - He Wenna, chińska gimnastyczka
  - Dustin Poirier, amerykański zawodnik mieszanych sztuk walki (MMA)
- 21 stycznia:
  - Hubert Pabian, polski koszykarz
  - Kayla Banwarth, amerykańska siatkarka
  - Siergiej Fiesikow, rosyjski pływak
  - Henrich Mychitarian, ormiański piłkarz
  - Maryna Pauława, białoruska siatkarka
  - Zhang Shuai, chińska tenisistka
- 22 stycznia:
  - Caio Castro, brazylijski aktor
  - Ugo Legrand, francuski judoka
  - Lu Ying, chińska pływaczka
  - Oscar Möller, szwedzki hokeista
- 23 stycznia:
  - Anastasia Baranova, amerykańska aktorka pochodzenia rosyjskiego
  - James Chester, walijski piłkarz
  - Wadym Lichoszerstow, ukraińsko-rosyjski piłkarz
  - April Pearson, brytyjska aktorka
  - Shen Yang, chińska szachistka
- 24 stycznia:
  - Samba Diakité, malijski piłkarz
  - Calvin Goldspink, brytyjski muzyk, wokalista, członek zespołu S Club 8(inne języki)
  - Gong Lijiao, chińska lekkoatletka, kulomiotka
  - Serdar Kesimal, turecki piłkarz
  - Ki Sung-yong, południowokoreański piłkarz
  - Mi Yang, chińska siatkarka
  - José Quintana, kolumbijski baseballista
  - Stélvio, angolski piłkarz
- 25 stycznia:
  - Murad Hüseynov, azerski piłkarz pochodzenia rosyjskiego
  - Damian Mielewczyk, polski bokser
  - Víctor Ruiz, hiszpański piłkarz
  - Marcelina Zawadzka, polska prezenterka telewizyjna, aktorka, modelka, zdobywczyni tytułu Miss Polonia
- 26 stycznia:
  - MarShon Brooks, amerykański koszykarz
  - Curtis Gonzales, trynidadzko-tobagijski piłkarz
  - Emily Hughes, amerykańska łyżwiarka figurowa
  - Jesper Juelsgård, duński piłkarz
  - Magdalena Korzekwa-Kaliszuk, polska prawnik, dziennikarka, publicystka, pisarka
  - Kerim Lechner, austriacki muzyk, kompozytor, multiinstrumentalista
  - Celso Ortiz, paragwajski piłkarz
  - Sterjos Papachristos, grecki wioślarz
  - Lin Qingfeng, chiński sztangista
  - Jan Urbas, słoweński hokeista
- 27 stycznia:
  - Weronika Idczak, polska koszykarka
  - Daisy Lowe, brytyjska modelka
  - Piotr Nerlewski, polski aktor
  - Yamila Nizetich, argentyńska siatkarka
  - Ricky van Wolfswinkel, holenderski piłkarz
- 28 stycznia:
  - Przemysław Kasparek, polski siatkarz
  - Kamil Kozłowski, polski judoka
  - Bruno Massot, niemiecki łyżwiarz figurowy pochodzenia francuskiego
  - Siem de Jong, holenderski piłkarz
  - Juan Diego Ormaechea, urugwajski rugbysta
  - Gal Szisz, izraelski piłkarz
  - Małgorzata Tomaszewska, polska prezenterka telewizyjna i dziennikarka
- 29 stycznia:
  - Selim Ben Djemia, tunezyjski piłkarz
  - Marta Dobrowolska, polska koszykarka
  - Francisca Donders, holenderska koszykarka
  - Martyna Galewicz, polska biegaczka narciarska
  - Noel Murambi, kenijska siatkarka
  - Łukasz Polański, polski siatkarz
  - Kevin Shattenkirk, amerykański hokeista
  - Kadene Vassell, holenderska lekkoatletka, sprinterka
- 30 stycznia:
  - Wiktoryja Jemialjanczyk, białoruska siatkarka
  - Regina Kulikowa, rosyjska tenisistka
  - Tomás Mejías, hiszpański piłkarz, bramkarz
  - Marta Moszczyńska, polska aktorka, wokalistka
  - Josip Pivarić, chorwacki piłkarz
  - Rufuz, polski raper
- 31 stycznia:
  - Joanna Atkins, amerykańska lekkoatletka, sprinterka
  - Walerija Czepsarakowa, rosyjska zapaśniczka
  - Sebastian Eriksson, szwedzki piłkarz
  - Claire Hamilton, szkocka curlerka
  - Ołena Samburska, ukraińska koszykarka

### Luty
- 1 lutego:
  - Alfreð Finnbogason, islandzki piłkarz
  - Reza Haghighi, irański piłkarz
  - Han Soo-ji, południowokoreańska siatkarka
  - Simon Hjalmarsson, szwedzki hokeista
  - Sara Jacobs, amerykańska polityk, kongreswoman ze stanu Kalifornia
  - Jonas Lössl, duński piłkarz, bramkarz
- 3 lutego:
  - Greg Drummond, szkocki curler
  - Vania King, amerykańska tenisistka
  - Slobodan Rajković, serbski piłkarz
  - Ryne Sanborn, amerykański aktor
  - Łukasz Wiśniewski, polski siatkarz
- 4 lutego:
  - Ołeksandra Chomenczuk, ukraińska koszykarka
  - Lavoy Allen, amerykański koszykarz
  - Joel Ekstrand, szwedzki piłkarz
  - Ion Izagirre, hiszpański kolarz szosowy
  - Jewgienija Rodina, rosyjska tenisistka
- 5 lutego:
  - Karen Bennett, brytyjska wioślarka
  - Marina Mielnikowa, rosyjska tenisistka
  - Jeremy Sumpter, amerykański aktor
- 6 lutego:
  - Alena Amialusik, białoruska kolarka
  - Sophie Bennett, kanadyjska aktorka, piosenkarka
  - Craig Cathcart, północnoirlandzki piłkarz
  - Jonny Flynn, amerykański koszykarz
  - Alicja Grygier, polska zawodniczka jeździectwa sportowego
  - Vakaharia Khyati, indyjska lekkoatletka, tyczkarka
  - Dariusz Matecki, polski polityk i samorządowiec
- 7 lutego:
  - Isaiah Thomas, amerykański koszykarz
  - Nick Calathes, amerykański koszykarz greckiego pochodzenia
- 8 lutego:
  - Bronte Barratt, australijska pływaczka
  - Christina Grima, maltańska koszykarka
  - Renata Dąbrowska, polska kolarka torowa
  - Chai Romruen, australijski aktor pochodzenia tajskiego
  - Brendan Smith, kanadyjski hokeista
  - Courtney Vandersloot, amerykańsko-węgierska koszykarka
  - Małgorzata Vlk, polska siatkarka
  - Andrej Warankou, białoruski piłkarz
- 9 lutego:
  - Pablo Aguilar, hiszpański koszykarz
  - Beka Ciklauri, gruziński rugbysta
  - Jamal Gay, trynidadzko-tobagijski piłkarz
  - Monika Kopycka, polska lekkoatletka, płotkarka
  - Zhang Chengdong, chiński piłkarz
- 10 lutego – Wiesław Borkowski Jr.(inne języki) (Baiwei), polski artysta
- 12 lutego:
  - Pavel Callta, czeski piosenkarz
  - Josh Harrellson, amerykański koszykarz
  - Daulet Nijazbiekow, kazachski zapaśnik
  - Jewgienija Starcewa, rosyjska siatkarka
  - Ron-Robert Zieler, niemiecki piłkarz, bramkarz
- 13 lutego:
  - Regulo Alberto Briceno, wenezuelski siatkarz
  - David Chartier, polsko-francuski rugbysta
  - Demetrius Pinder, bahamski lekkoatleta, sprinter
  - Katarzyna Połeć, polska siatkarka
  - Julian Schieber, niemiecki piłkarz
  - Bror van der Zijde, holendersko-szwajcarski bobsleista
- 14 lutego:
  - Priscilla Frederick, lekkoatletka z Antigui i Barbudy, skoczkini wzwyż
  - Lee Kyu-won, południowokoreański judoka
  - Adam Matuszczyk, polski piłkarz
  - Byron Mullens, amerykańsko-brytyjski koszykarz
  - Jurij Tepeš, słoweński skoczek narciarski
- 15 lutego:
  - Adrianna Najtkowska, polska koszykarka
  - Martyna Mićków, polska koszykarka
  - Vjačeslavs Giruckis, łotewski żużlowiec
  - Ziomara Morrison, chilijska koszykarka
  - Karolina Sztokfisz, polska snowboardzistka
  - Mo Tae-bum, południowokoreański łyżwiarz szybki
- 16 lutego:
  - Mū Kanazaki, japoński piłkarz
  - Joanna Mendak, polska pływaczka
  - Liu Wanting, chińska tenisistka
  - Damian Pieloch, polski koszykarz
  - Elizabeth Olsen, amerykańska aktorka
  - Paulina Staszewska, polska wioślarka
- 17 lutego:
  - Rebecca Adlington, brytyjska pływaczka
  - Albert Černý, czeski wokalista, gitarzysta, członek zespołów: Charlie Straight i Lake Malawi
  - Antoni Królikowski, polski aktor
  - Chord Overstreet, amerykański piosenkarz, muzyk, aktor
  - Katarzyna Pawlik, polska pływaczka, paraolimpijka
  - Vladimír Růžička (młodszy), czeski hokeista
- 18 lutego:
  - Elisheba Chepkemboi, kenijska siatkarka
  - Michael Fakuade, amerykańsko-nigeryjski koszykarz
  - Aleksiej Ionow, rosyjski piłkarz
  - Sonja Petrović, serbska koszykarka
  - Xue Chen, chińska siatkarka plażowa
- 19 lutego:
  - Jeorjos Bogris, grecki koszykarz
  - Danielle Adams, amerykańska koszykarka
  - Arsen Gałstian, rosyjski judoka
  - Jeff Henderson, amerykański lekkoatleta, skoczek w dal
  - Wu Xi, chiński piłkarz
- 20 lutego:
  - Ra Gun-ah, amerykański koszykarz, posiadający także południowokoreańskie obywatelstwo
  - Iga Wyrwał, polska modelka, aktorka
  - Zhang Yangyang,chińska wioślarka
  - Katarzyna Żabińska, polska siatkarka
- 21 lutego:
  - Roman Bezjak, słoweński piłkarz
  - Corbin Bleu, amerykański aktor, model, tancerz, piosenkarz
  - Anastasija Bratczikowa, rosyjska zapaśniczka
  - Federico Fernández, argentyński piłkarz
  - Kristin Herrera, amerykańska aktorka
  - Jake Muzzin, kanadyjski hokeista
  - Vadis Odjidja-Ofoe, belgijski piłkarz pochodzenia ghańskiego
  - Pawło Olijnyk, ukraiński zapaśnik
  - Scout Taylor-Compton, amerykańska aktorka
- 22 lutego:
  - Deimantė Cornette, litewska szachistka
  - Gaëtan Courtet, francuski piłkarz
  - Wojciech Nowicki, polski lekkoatleta, młociarz
  - Krzysztof Szczepaniak, polski aktor
  - Franco Vázquez, argentyński piłkarz pochodzenia włoskiego
- 23 lutego:
  - Ahmed Akaïchi, tunezyjski piłkarz
  - Arianna Barbieri, włoska pływaczka
  - Natalia Skrzypkowska, polska siatkarka
- 24 lutego:
  - Trace Cyrus, amerykański muzyk, autor tekstów, wokalista zespołu Metro Station
  - Ken Pisi, samoański rugbysta
  - Kosta Koufos, grecki koszykarz
- 25 lutego:
  - Karim Aït-Fana, marokański piłkarz
  - Milan Badelj, chorwacki piłkarz
  - Jacek Brysz, polski judoka
  - Hannelore Desmet, belgijska lekkoatletka, skoczkini wzwyż
  - Olga Drożdż, polska strzelczyni sportowa
  - Jimmer Fredette, amerykański koszykarz
  - Valerică Găman, rumuński piłkarz
  - Kana Hanazawa, japońska aktorka głosowa, piosenkarka
  - Lee Sang-hwa, południowokoreańska łyżwiarka szybka
  - Liang Chen, chińska tenisistka
  - E’Twaun Moore, amerykański koszykarz
  - Paula Szeremeta, polska siatkarka
- 26 lutego – Alba Rico, hiszpańska aktorka, piosenkarka, tancerka
- 28 lutego:
  - María Fernanda Álvarez Terán, boliwijska tenisistka
  - Charles Jenkins, amerykańsko-serbski koszykarz
  - Zhang Liyin, chińska piosenkarka

### Marzec
- 1 marca:
  - Agata Cebula, polska piłkarka ręczna
  - Daniele Greco, włoski lekkoatleta, trójskoczek
  - Daniella Monet, amerykańska aktorka, piosenkarka
  - Carlos Vela, meksykański piłkarz
  - Alexis Wangmene, kameruński koszykarz
- 2 marca:
  - Toby Alderweireld, belgijski piłkarz
  - Meaghan Benfeito, kanadyjska skoczkini do wody
  - Jean-Frédéric Chapuis, francuski narciarz dowolny
  - Marcel Hirscher, austriacki narciarz alpejski
  - Aleksandra Panowa, rosyjska tenisistka
  - Jan Szymański, polski łyżwiarz szybki
- 3 marca:
  - Macris Carneiro, brazylijska siatkarka
  - Tina Manker, niemiecka wioślarka
  - Erwin Mulder, holenderski piłkarz, bramkarz
  - Raluca Olaru, rumuńska tenisistka
- 4 marca:
  - Joanna Fiodorow, polska lekkoatletka, młociarka
  - Erin Heatherton, amerykańska modelka
- 5 marca:
  - Sterling Knight, amerykański aktor, wokalista
  - Rehaset Mehari, erytrejska lekkoatletka, biegaczka
  - Anna Titimeć, ukraińska lekkoatletka, płotkarka
- 6 marca:
  - Dwight Buycks, amerykański koszykarz
  - Césaire Gandzé, kongijski piłkarz
  - Lee Seung-ryul, południowokoreański piłkarz
  - Agnieszka Radwańska, polska tenisistka
  - Wiktorija Żylinskajte, rosyjska piłkarka ręczna
- 7 marca:
  - Natalja Dianska, rosyjska siatkarka
  - Kento Nagayama, japoński aktor
  - Aleksandra Opaczanowa, kazachska wioślarka
  - Markus Steuerwald, niemiecki siatkarz
- 8 marca
  - Alona Aleksiejewa, rosyjska pływaczka
  - Laura Letrari, włoska pływaczka
- 9 marca:
  - Artiom Borodulin, rosyjski łyżwiarz figurowy
  - Florian Carvalho, francuski lekkoatleta, średniodystansowiec
  - Klariza Clayton, brytyjska aktorka
  - Patrick Hausding, niemiecki skoczek do wody
  - Hong Un-jong, północnokoreańska gimnastyczka
  - Karol Kowalewski, polski trener koszykówki
- 10 marca:
  - Etrit Berisha, albański piłkarz, bramkarz
  - Maxime Gonalons, francuski piłkarz
  - Stefanie Heinzmann, szwajcarska piosenkarka
  - Dayán Viciedo, kubański baseballista
- 13 marca:
  - Katarzyna Ćwiklińska, polska koszykarka
  - Holger Badstuber, niemiecki piłkarz
  - Peaches Geldof, brytyjska modelka, prezenterka telewizyjna (zm. 2014)
  - Marko Marin, niemiecki piłkarz
- 15 marca:
  - Elsina Hidersha, albańska piosenkarka (zm. 2011)
  - Tony Maiello, włoski piosenkarz
  - Sandro, brazylijski piłkarz
  - Nicole Schmidhofer, austriacka narciarka alpejska
  - Adrien Silva, portugalski piłkarz
  - Caitlin Wachs, amerykańska aktorka
- 16 marca:
  - Gabriel Attal, francuski polityk, samorządowiec, premier Francji
  - Jesús Dueñas, meksykański piłkarz
  - Blake Griffin, amerykański koszykarz
  - Vladimir Koman, węgierski piłkarz pochodzenia ukraińskiego
  - Aleksandr Panżynski, rosyjski biegacz narciarski
  - Magalie Pottier, francuska kolarka BMX
  - Theo Walcott, angielski piłkarz
- 17 marca:
  - Mikael Backlund, szwedzki hokeista
  - Calle Halfvarsson, szwedzki biegacz narciarski
  - Shinji Kagawa, japoński piłkarz
  - Joanna Kudelska, polska aktorka dubbingowa
  - Juan Lagares, dominikański baseballista
  - Neven Majstorović, serbski siatkarz
  - Julia Pietrucha, polska modelka, aktorka, piosenkarka
- 18 marca:
  - Filip Krušlin, chorwacki koszykarz
  - Oswaldo Alanís, meksykański piłkarz
  - Robert Bortuzzo, kanadyjski hokeista
  - Lily Collins, brytyjsko-amerykańska aktorka
  - François Goeske, niemiecko-francuski aktor
  - Charlotte Leys, belgijska siatkarka
  - Agnieszka Maluśkiewicz, polska lekkoatletka, kulomiotka
  - Lü Zhiwu, chiński pływak
  - Siergiej Parszywluk, rosyjski piłkarz
- 19 marca:
  - Hannes Aigner, niemiecki kajakarz górski
  - Aicha Benabderrahmene, algierska judoczka
  - Babak Ghorbani, irański zapaśnik (zm. 2014)
  - Vincent Hancock, amerykański strzelec sportowy
  - Gintarė Petronytė, litewska koszykarka
- 20 marca:
  - Xavier Dolan, kanadyjski aktor, reżyser i scenarzysta filmowy
  - Yoris Grandjean, belgijski piłkarz
  - Catherine McNeil, australijska modelka
  - Heather Richardson, amerykańska łyżwiarka szybka
  - William Yarbrough, amerykański piłkarz, bramkarz pochodzenia meksykańskiego
  - Zheng Xingjuan, chińska lekkoatletka, skoczkini wzwyż
  - Richard Almeida, azerski piłkarz pochodzenia brazylijskiego
- 21 marca:
  - Jordi Alba, hiszpański piłkarz
  - Jacek Kramek, polski kulturysta, trener personalny (zm. 2021)
  - Tom Leeb, francuski piosenkarz
  - Nicolás Lodeiro, urugwajski piłkarz
  - Elizabeth Reid, brytyjska siatkarka
  - Takeru Satō, japoński aktor
- 22 marca:
  - Eva de Goede, holenderska hokeistka na trawie
  - Allison Stokke, amerykańska lekkoatletka, tyczkarka
  - Néstor Vidrio, meksykański piłkarz
  - Jelle Vossen, belgijski piłkarz
  - Patrick Wiencek, niemiecki piłkarz ręczny
- 23 marca:
  - Éric Maxim Choupo-Moting, kameruński piłkarz
  - Julia Cohen, amerykańska tenisistka
  - Andrejs Kovaļovs, łotewski piłkarz
  - Małgorzata Reszka, polska lekkoatletka, wieloboistka
- 24 marca:
  - Natalia Bąk, polska tenisistka stołowa
  - Omer Damari, izraelski piłkarz
  - Rémi Français, szwajcarski skoczek narciarski
  - Kazuto Ioka, japoński bokser
  - Aleksandr Osipow, rosyjski hokeista
  - Deborah van Daelen, holenderska siatkarka
  - Ognjen Todorović, bośniacki piłkarz
- 25 marca:
  - James Anderson, amerykański koszykarz
  - Matthew Beard, brytyjski aktor
  - Alyson Michalka, amerykańska piosenkarka, aktorka
  - Armando Pulido, meksykański piłkarz
  - Scott Sinclair, angielski piłkarz
- 26 marca:
  - Mika Chunuonsee, tajski piłkarz pochodzenia walijskiego
  - Agnieszka Ellward, polska lekkoatletka, chodziarka
  - Abdusałam Gadisow, rosyjski zapaśnik
  - Simon Kjær, duński piłkarz
  - Jan Polák, czeski piłkarz
  - Rafał Supiński, polski aktor, piosenkarz
  - Konrad Tobiasiewicz, polski hokeista, bramkarz
- 27 marca:
  - Šarūnas Vasiliauskas, litewski koszykarz
  - Makrem Ben Romdhane, tunezyjski koszykarz
- 28 marca:
  - Logan Couture, kanadyjski hokeista
  - David Goodwillie, szkocki piłkarz
  - Lukas Jutkiewicz, angielski piłkarz pochodzenia polskiego
  - Stian Sivertzen, norweski snowboardzista
  - Carmen Toma, rumuńska lekkoatletka, trójskoczkini
  - Adrian Zieliński, polski sztangista
  - Siarhiej Żyhałka, białoruski szachista
- 29 marca:
  - Lorin Dixon, amerykańska koszykarka
  - Arnold Peralta, honduraski piłkarz (zm. 2015)
  - James Tomkins, angielski piłkarz
  - Tomáš Vaclík, czeski piłkarz, bramkarz
  - Latavious Williams, amerykański koszykarz
- 30 marca:
  - Finnur Justinussen, farerski piłkarz
  - Julija Kutiukowa, rosyjska siatkarka
  - Wang Lin, chińska badmintonistka
  - Chris Sale, amerykański baseballista
  - João Sousa, portugalski tenisista
- 31 marca:
  - Gilles Bettmer, luksemburski piłkarz
  - Wilde-Donald Guerrier, haitański piłkarz
  - Patrycja Kulwińska, polska piłkarka ręczna
  - Liu Zige, chińska pływaczka
  - Pablo Piatti, argentyński piłkarz

### Kwiecień
- 1 kwietnia:
  - Matías Aguirregaray, urugwajski piłkarz pochodzenia brazylijskiego
  - Jan Blokhuijsen, holenderski łyżwiarz szybki
  - Ewa Konieczny, polska judoczka
  - Zuzanna Leszczyńska, polska lekkoatletka, wieloboistka
  - Navab Nasirshelal, irański sztangista
  - Michał Wawer, polski prawnik, polityk, poseł na Sejm RP
- 2 kwietnia:
  - Jérémie Azou, francuski wioślarz
  - Sonja Gerhardt, niemiecka aktorka
  - Lim Eun-ji, południowokoreańska lekkoatletka, tyczkarka
- 3 kwietnia:
  - Romain Alessandrini, francuski piłkarz
  - Matija Duh, słoweński żużlowiec (zm. 2013)
  - Zsuzsanna Jakabos, węgierska pływaczka
- 4 kwietnia:
  - Vurnon Anita, holenderski piłkarz
  - Dean Bombač, słoweński piłkarz ręczny
  - Fabien Canal, francuski kolarz górski i szosowy
  - Chris Herd, australijski piłkarz
  - Junior Kabananga, kongijski piłkarz
  - Lauren O’Reilly, kanadyjska siatkarka
  - Natália Pereira, brazylijska siatkarka
  - Karolina Półrola, polska lekkoatletka, biegaczka średniodystansowa
  - Luiz Razia, brazylijski kierowca wyścigowy
  - Jens Toornstra, holenderski piłkarz
- 5 kwietnia:
  - Poonam Bajwa, indyjska aktorka
  - Justin Holiday, amerykański koszykarz
  - Rachel Homan, kanadyjska curlerka
  - Lily James, brytyjska aktorka
  - Amadou Kader, nigerski piłkarz
  - Caia van Maasakker, holenderska hokeistka na trawie
  - Trevor Marsicano, amerykański łyżwiarz szybki
  - Sōsuke Takatani, japoński zapaśnik
- 6 kwietnia:
  - Alexi Amarista, wenezuelski baseballista
  - Djamel Bakar, francuski piłkarz pochodzenia komoryjskiego
  - Anna Fitzpatrick, brytyjska tenisistka
  - Justyna Franieczek, polska niepełnosprawna lekkoatletka, biegaczka
  - Jonathan Zongo, burkiński piłkarz
- 7 kwietnia:
  - Franco Di Santo, argentyński piłkarz
  - Sylwia Grzeszczak, polska piosenkarka, kompozytorka, autorka tekstów
  - Teddy Riner, francuski judoka
- 8 kwietnia:
  - Lu Chunlong, chiński gimnastyk
  - Deivydas Matulevičius, litewski piłkarz
  - Thomas Schoorel, holenderski tenisista
  - Arvis Vilkaste, łotewski bobsleista
  - Gabriella Wilde, brytyjska modelka, aktorka
- 9 kwietnia - Michał Rado, polski samorządowiec, wicemarszałek województwa dolnośląskiego
- 10 kwietnia:
  - Jenny Alm, szwedzka piłkarka ręczna
  - Thomas Heurtel, francuski koszykarz
  - Jiří Kovář, włoski siatkarz pochodzenia czeskiego
  - Agnieszka Mrozińska, polska aktorka, wokalistka, tancerka
  - Suvi Teräsniska, fińska piosenkarka
- 11 kwietnia:
  - Iga Baumgart-Witan, polska lekkoatletka, sprinterka
  - Zola Jesus, amerykańska piosenkarka
  - Torrin Lawrence, amerykański lekkoatleta, sprinter (zm. 2014)
- 12 kwietnia:
  - Troy Doris, gujański lekkoatleta, trójskoczek
  - Timo Gebhart, niemiecki piłkarz
  - Miguel Ponce, meksykański piłkarz
  - Valentin Stocker, szwajcarski piłkarz
  - Artur Szpilka, polski bokser
  - Kaitlyn Weaver, kanadyjska łyżwiarka figurowa pochodzenia amerykańskiego
- 13 kwietnia:
  - Ryan Bailey, amerykański lekkoatleta, sprinter
  - Dong Dong, chiński gimnastyk
  - Toney McCray, amerykański koszykarz
  - Nastassia Mironczyk-Iwanowa, białoruska lekkoatletka, skoczkini w dal
- 14 kwietnia:
  - Darius Adams, amerykański koszykarz
  - Luis Hernández Rodríguez, hiszpański piłkarz
  - Óscar de Marcos, hiszpański piłkarz
  - Oczirbatyn Nasanburmaa, mongolska zapaśniczka
  - Dominik Paris, włoski narciarz alpejski
  - Kayla Pedersen, amerykańska koszykarka
  - Vít Přindiš, czeski kajakarz górski
  - Živko Živković, serbski piłkarz, bramkarz
- 15 kwietnia:
  - Denise Feierabend, szwajcarska narciarka alpejska
  - Elizabeta Samara, rumuńska tenisistka stołowa
  - Kriss Sheridan, polsko-amerykański piosenkarz, autor tekstów, aktor
- 16 kwietnia:
  - Mohamed Ahmed, emiracki piłkarz
  - Allen Guevara, kostarykański piłkarz
  - Marija Gurowa, rosyjska zapaśniczka
  - Damir Kreilach, chorwacki piłkarz
  - Hanna Leks, polska szachistka
  - Chris Löwe, niemiecki piłkarz
  - Daniel Parejo, hiszpański piłkarz
  - Mia Yim, amerykańska wrestlerka pochodzenia koreańskiego
- 17 kwietnia:
  - Charles Aránguiz, chilijski piłkarz
  - Martina Batini, włoska florecistka
  - Aleksandr Enbiert, rosyjski łyżwiarz figurowy
  - Lewon Hajrapetian, ormiański piłkarz
  - Wesley Koolhof, holenderski tenisista
  - Paraskiewi Papachristu, grecka lekkoatletyka, trójskoczkini
  - Floriane Pugin, francuska kolarka górska
- 18 kwietnia:
  - Bojan Bogdanović, chorwacki koszykarz
  - Alaksandr Hutar, białoruski piłkarz, bramkarz
  - Pascale Lebecque, francuska łuczniczka
  - Heather Meyers, amerykańska siatkarka
  - Julija Podskalna, rosyjska siatkarka
- 19 kwietnia:
  - Marko Arnautović, austriacki piłkarz pochodzenia serbskiego
  - Lauren Ellis, nowozelandzka kolarka szosowa i torowa
  - Li Jianbin, chiński piłkarz
  - Rob Simmons, australijski rugbysta
- 20 kwietnia:
  - Marta Drpa, serbska siatkarka
  - Alexandre Pilat, francuski wioślarz
  - Carlos Valdes, amerykański aktor
  - Sergei Zenjov, estoński piłkarz
- 21 kwietnia:
  - Anna Matysiak, polska aktorka
  - Carlos Muñoz, chilijski piłkarz
- 22 kwietnia – DeJuan Blair, amerykański koszykarz
- 23 kwietnia:
  - Kimberly Buys, belgijska pływaczka
  - Arleta Dudziak, polska biegaczka narciarska, biathlonistka
  - Andraž Struna, słoweński piłkarz
  - Karolina Szwed-Ørneborg, polska piłkarka ręczna
  - Nicole Vaidišová, czeska tenisistka
- 24 kwietnia:
  - Elīna Babkina, łotewska koszykarka
  - David Boudia, amerykański skoczek do wody
  - Naomi Cavaday, brytyjska tenisistka
  - Pieter Coolman, belgijski siatkarz
  - Melani Costa, hiszpańska pływaczka
  - Alenka Čebašek, słoweńska biegaczka narciarska
  - Melissa Gergel, amerykańska lekkoatletka, tyczkarka
  - Ian Matos, brazylijski skoczek do wody (zm. 2021)
  - Gaioz Nigalidze, gruziński szachista
- 25 kwietnia
  - Mika Kulmala, fiński skoczek narciarski
  - Michael van Gerwen, holenderski darter
- 26 kwietnia:
  - Luke Bracey, australijski aktor
  - Melvin Ingram, amerykański futbolista
  - Aarón Ñíguez, hiszpański piłkarz
  - Anżelika Timanina, rosyjska pływaczka synchroniczna
- 27 kwietnia:
  - Lars Bender, niemiecki piłkarz
  - Sven Bender, niemiecki piłkarz
  - Ałan Chugajew, rosyjski zapaśnik
  - Katy Curd, brytyjska kolarka górska
  - Martha Hunt, amerykańska modelka
- 29 kwietnia:
  - Guido Burgstaller, austriacki piłkarz
  - Foxes, brytyjska piosenkarka, autorka tekstów
  - Dimitris Minasidis, cypryjski sztangista
  - Samba Sow, malijski piłkarz
  - Domagoj Vida, chorwacki piłkarz
- 30 kwietnia:
  - Baauer, amerykański didżej, producent muzyczny
  - Anastasia Bucsis, kanadyjska łyżwiarka szybka
  - Katarzyna Grzybowska-Franc, polska tenisistka stołowa
  - Angelika Jakubowska, polska modelka, zdobywczyni tytułu Miss Polonia
  - Nigel Levine, brytyjski lekkoatleta, sprinter
  - Denys Łukaszow, ukraiński koszykarz
  - Małach, polski raper, producent muzyczny
  - Hrant Melkumian, ormiański szachista

### Maj
- 1 maja:
  - Murtaz Dauszwili, gruziński piłkarz
  - Cayla George, australijska koszykarka
  - Bryshon Nellum, amerykański lekkoatleta, sprinter
  - Koyomi Tominaga, japońska siatkarka
  - Ewa Trzebińska, polska szpadzistka
  - Emma Wikén, szwedzka biegaczka narciarska
- 2 maja:
  - Arnaud Djoum, belgijski piłkarz pochodzenia kameruńskiego
  - Soňa Mikysková, czeska siatkarka
  - Piotr Müller, polski prawnik, polityk, poseł na Sejm RP
  - Allison Pineau, francuska piłkarka ręczna
  - Jeanette Pohlen-Mavunga, amerykańska koszykarka
  - Sylwia Zagórska, polska tenisistka
- 3 maja:
  - Mohamed Abarhoun, marokański piłkarz (zm. 2020)
  - Katinka Hosszú, węgierska pływaczka
  - Shen Jingsi, chińska siatkarka
  - Selah Sue, belgijska piosenkarka, autorka tekstów, kompozytorka
  - Rok Tičar, słoweński hokeista
  - Marcelina Zawisza, polska działaczka społeczna, polityk, poseł na Sejm RP
- 4 maja:
  - Jorge Fernández Valcárcel, hiszpański siatkarz
  - Dániel Gyurta, węgierski pływak
  - Monika Kaczmarek, polska lekkoatletka, biegaczka długodystansowa
  - Tamás Kulifai, węgierski kajakarz
  - Mario Maloča, chorwacki piłkarz
  - James van Riemsdyk, amerykański hokeista
- 5 maja:
  - Ghada Ali, libijska lekkoatletka, sprinterka i skoczkini w dal
  - Chris Brown, amerykański piosenkarz
  - Ałła Czerkasowa, ukraińska zapaśniczka
  - Anna Hasselborg, szwedzka curlerka
  - Lu Jingjing, chińska tenisistka
  - Chris Overton, brytyjski aktor i producent filmowy
- 6 maja:
  - Dominika Cibulková, słowacka tenisistka
  - Ilja Fiedin, rosyjski hokeista
  - Nanna Bryndís Hilmarsdóttir, islandzka wokalistka, gitarzystka, członkini zespołu Of Monsters and Men
  - Amra Sadiković, szwajcarska tenisistka pochodzenia macedońskiego
  - Yi Siling, chińska strzelczyni sportowa
- 7 maja:
  - Adharvaa, indyjski aktor
  - Cherrelle Garrett, amerykańska bobsleistka
  - Taisija Udodenko, ukraińska koszykarka
- 8 maja:
  - Giorgio Avola, włoski florecista
  - Katy B, brytyjska piosenkarka, autorka tekstów
  - Liam Bridcutt, szkocki piłkarz
  - Nyle DiMarco, amerykański aktor, model, aktywista społeczny
  - Marco Kofler, austriacki piłkarz
  - Matt Martin, kanadyjski hokeista
  - Benoît Paire, francuski tenisista
  - Wily Peralta, dominikański baseballista
- 9 maja:
  - Katie Bouman, amerykańska informatyk
  - Aleksandra Domańska, polska aktorka
  - Karolin Horchler, niemiecka biathlonistka
  - Łukasz Litewka, polski polityk, poseł na Sejm RP
  - Philippe Marquis, kanadyjski narciarz dowolny
  - Peter Michael, nowozelandzki łyżwiarz szybki
  - Ilýa Tamurkin, turkmeński piłkarz
  - Zhang Linpeng, chiński piłkarz
- 10 maja:
  - Michał Aleksandrowicz, polski koszykarz
  - Ivan Almeida, kabowerdyjski piłkarz
  - Marrit Leenstra, holenderska łyżwiarka szybka
  - Hrvoje Milić, chorwacki piłkarz
  - Munir Mohand, marokański piłkarz, bramkarz
  - Kacper Płażyński, polski prawnik, samorządowiec, poseł na Sejm RP
  - Danielle Robinson, amerykańska koszykarka
  - Lindsey Shaw, amerykańska aktorka
- 11 maja
  - Aleksandra Podryadova, kazachska judoczka
  - Ada Szulc, polska piosenkarka
- 12 maja:
  - Elefteria Elefteriu, grecka piosenkarka
  - Konrad Eleryk, polski aktor
  - Evelyn Mayr, włoska tenisistka
  - Antti Raanta, fiński hokeista
  - Kimika Rozier, amerykańska siatkarka
  - Sabrin Sburlea, rumuński piłkarz
  - Marcin Szymczyk, polski motorowodniak
  - Zhang Chenglong, chiński gimnastyk
- 13 maja:
  - Marta Kubań, polska judoczka
  - Juan Postigos, peruwiański judoka
  - Angel Robinson, amerykańska koszykarka
  - Julia Rohde, niemiecka sztangistka
  - Michalina Sosna, polska aktorka, artystka kabaretowa
  - P.K. Subban, kanadyjski hokeista pochodzenia jamajskiego
  - Lukáš Vácha, czeski piłkarz
  - Karlo Vragović, chorwacki koszykarz
- 14 maja:
  - Rob Gronkowski, amerykański futbolista pochodzenia polskiego
  - Iza Lach, polska piosenkarka, kompozytorka, autorka tekstów
  - Jon Leuer, amerykański koszykarz
  - Thomas Litscher, szwajcarski kolarz górski
  - Arthur Pauli, austriacki skoczek narciarski pochodzenia polskiego
  - Alina Tałaj, białoruska lekkoatletka, płotkarka
  - Vanessa Vandy, fińska lekkoatletka, tyczkarka
- 15 maja:
  - Max Befort, niemiecki aktor
  - Kenneth Gangnes, norweski skoczek narciarski
  - Naomi Graham, amerykańska pięściarka
  - James Holland, australijski piłkarz
  - Philipp Hosiner, austriacki piłkarz
  - Synnøve Solemdal, norweska biathlonistka
  - Marek Wróbel, polski hokeista
  - Mapou Yanga-Mbiwa, francuski piłkarz pochodzenia środkowoafrykańskiego
  - Yang Junjing, chińska siatkarka
- 16 maja:
  - Lévi Alves Cabral, brazylijski siatkarz
  - Randy Culpepper, amerykański koszykarz
  - Álvaro Domínguez, hiszpański piłkarz
  - Ilias Fifa, marokańsko-hiszpański lekkoatleta, długodystansowiec
  - Betül Cemre Yıldız, turecka szachistka
- 17 maja:
  - Mateusz Borucki, polski siatkarz
  - Ibrahim Koroma, sierraleoński piłkarz
  - Michel Morganella, szwajcarski piłkarz
  - Jewgienija Ukołowa, rosyjska siatkarka plażowa
  - Tessa Virtue, kanadyjska łyżwiarka figurowa
- 18 maja:
  - Alexandru Chipciu, rumuński piłkarz
  - Stefan Ilsanker, austriacki piłkarz
  - Daniel Lafferty, północnoirlandzki piłkarz
  - Hanna Las, polska judoczka
  - Antonio López, meksykański piłkarz
- 19 maja:
  - Alex Cisak, australijski piłkarz, bramkarz pochodzenia polskiego
  - Jasmine, japońska piosenkarka
  - Ädylbek Nijazymbetow, kazachski bokser
- 21 maja:
  - Lisa Demetz, włoska skoczkini narciarska
  - Gülcan Mingir, turecka lekkoatletka, biegaczka długodystansowa
  - Emily Robins, nowozelandzka aktorka, piosenkarka
  - Hal Robson-Kanu, walijski piłkarz
  - Ivan Santini, chorwacki piłkarz
- 22 maja – Kasper Zborowski-Weychman, polski wokalista, aktor, prezenter
- 23 maja:
  - Patrick Hougaard, duński żużlowiec
  - Agnieszka Kaczmarczyk, polska koszykarka
  - Ezequiel Schelotto, włoski piłkarz pochodzenia argentyńskiego
  - Jeffery Taylor, amerykańsko-szwedzki koszykarz
  - Mario Vrančić, bośniacki piłkarz
- 24 maja:
  - Izu Azuka, nigeryjski piłkarz
  - Yannick Bolasie, kongijski piłkarz
  - Mohammed Fellah, norweski piłkarz pochodzenia marokańskiego
  - Dosżan Kartykow, kazachski zapaśnik
  - Kalin Lucas, amerykański koszykarz
  - Adel Taarabt, marokański piłkarz
  - Franziska Weber, niemiecka kajakarka
  - Tina Weirather, liechtensteińska narciarka alpejska
  - Jose Zepeda, amerykański bokser pochodzenia meksykańskiego
- 25 maja:
  - Vaqif Cavadov, azerski piłkarz
  - Matea Ikić, chorwacka siatkarka
  - Cassidy Lichtman, amerykańska siatkarka
  - Aliona Moon, mołdawska piosenkarka
  - Esteve Rabat, hiszpański motocyklista wyścigowy
- 26 maja:
  - Aušrinė Armonaitė, litewska politolog, polityk
  - Diana Ford, kanadyjska zapaśniczka
  - Tomáš Pekhart, czeski piłkarz
  - Jean Randrianasolo, madagaskarski piłkarz, bramkarz
  - Thamsanqa Sangweni, południowoafrykański piłkarz
  - Ana Santos, portugalska wioślarka
- 27 maja:
  - Innocent Emeghara, szwajcarski piłkarz pochodzenia nigeryjskiego
  - Christoph Fildebrandt, niemiecki pływak
  - Igor Morozov, estoński piłkarz
  - István Ungvári, węgierski bokser
  - Alona Zawarzina, rosyjska snowboardzistka
- 28 maja:
  - Stefan Balmazović, serbski koszykarz
  - Jenna Hagglund, amerykańska siatkarka
  - Michał Kądzioła, polski siatkarz plażowy
  - Ułan Konysbajew, kazachski piłkarz
  - Aleksiej Niegodajło, rosyjski bobsleista
  - Sébastien Reichenbach, szwajcarski kolarz szosowy
- 29 maja:
  - Martín Campaña, urugwajski piłkarz, bramkarz
  - Quentin Gilbert, francuski kierowca rajdowy
  - Eyþór Ingi Gunnlaugsson, islandzki piosenkarz
  - Riley Keough, amerykańska aktorka
  - Maksim Marozau, białoruski siatkarz
  - Petros Matheus, brazylijski piłkarz
  - David Meyler, irlandzki piłkarz
  - Ksienija Moskwina, rosyjska pływaczka
  - Brandon Mychal Smith, amerykański aktor, raper, piosenkarz
- 30 maja:
  - Ailee, koreańsko-amerykańska piosenkarka, autorka tekstów
  - Thomas Amrhein, szwajcarski bobsleista
  - Łesia Curenko ukraińska tenisistka
  - Alexandra Dulgheru, rumuńska tenisistka
  - Jules Goda, kaneruński piłkarz, bramkarz
  - Goh Liu Ying, malezyjska badmintonistka
  - Hyomin, południowokoreańska piosenkarka
  - Gijs Jorna, holenderski siatkarz
  - Libor Kozák, czeski piłkarz
  - Malwina Leśkiewicz, polska piłkarka ręczna
  - Sara Müldner, polska aktorka
  - Mikel San José, hiszpański piłkarz
  - Michele Santucci, włoski pływak
- 31 maja:
  - Bas Dost, holenderski piłkarz
  - Marco Reus, niemiecki piłkarz
  - Daniel Wass, duński piłkarz

### Czerwiec
- 1 czerwca:
  - Natalja Gonczarowa, rosyjska siatkarka
  - Ariana Kukors, amerykańska pływaczka
  - Kamil Kula, polski aktor
  - Kerbi Rodríguez, dominikański piłkarz
  - Zomboy, brytyjski didżej, producent muzyczny
  - Almir Bekić, bośniacki piłkarz
- 3 czerwca:
  - Stanisław Tymofejenko, ukraiński koszykarz
  - Jake O’Brien, amerykański koszykarz
  - Kateryna Barkowa, ukraińska lekkoatletka, tyczkarka
  - Petyr Fyrtunow, bułgarski skoczek narciarski
  - Agnieszka Skrzypulec, polska żeglarka sportowa
  - Tomasz Śnieg, polski koszykarz
  - Martina Zubčić, chorwacka taekwondzistka
- 4 czerwca:
  - Pekka Auvinen, fiński masowy morderca (zm. 2007)
  - Boris Došljak, czarnogórski piłkarz
  - Paweł Fajdek, polski lekkoatleta, młociarz
  - Harri Heliövaara, fiński tenisista
  - Franziska Hentke, niemiecka pływaczka
  - Silviu Lung Jr., rumuński piłkarz, bramkarz
  - Eldar Qasımov, azerski piosenkarz
- 5 czerwca:
  - Cam Atkinson, amerykański hokeista
  - Roxana Cocoș, rumuńska sztangistka
  - Ed Davis, amerykański koszykarz
  - Khaleem Hyland, trynidadzko-tobagijski piłkarz
  - Natalie Mastracci, kanadyjska wioślarka
- 6 czerwca:
  - Paula Brancati, kanadyjska aktorka
  - Serhij Hajduczenko, ukraiński hokeista pochodzenia rosyjskiego
  - Ghofrane Mohammad, syryjska lekkoatletka, płotkarka
  - Robert Sacre, amerykańsko-kanadyjski koszykarz
  - James Slipper, australijski rugbysta
  - Tomoko Sumishi, japońska lekkoatletka, tyczkarka
  - Paweł Wojciechowski, polski lekkoatleta, tyczkarz
- 7 czerwca:
  - Opoku Agyemang, ghański piłkarz
  - Shelley Buckner, amerykańska aktorka
  - Davide Candellaro, włoski siatkarz
  - Nicky Kuiper, holenderski piłkarz
  - Roque Mesa, hiszpański piłkarz
  - John Joe Nevin, irlandzki bokser
  - Patryk Pełka, polski koszykarz
- 8 czerwca:
  - Timea Bacsinszky, szwajcarska tenisistka
  - Elvin Məmmədov, azerski zawodnik taekwondo
  - Alina Moriewa, rosyjska zapaśniczka
  - Amaury Vassili, francuski piosenkarz
  - Olha Żownir, ukraińska szablistka
- 9 czerwca:
  - Chloë Agnew, irlandzka wokalistka, członkini zespołu Celtic Woman
  - Julie Bresset, francuska kolarka górska
  - Nicholas Buckland, brytyjski łyżwiarz figurowy
  - Żargałma Cyrienowa, rosyjska zapaśniczka
  - Rafał Fleger, polski żużlowiec
  - Kenner Gutiérrez, kostarykański piłkarz
  - Matthew Lowton, angielski piłkarz
  - Jun Mizutani, japoński tenisista stołowy
  - Slavko Perović, serbski piłkarz
  - William Satch, brytyjski wioślarz
  - Josephine Tomic, australijska kolarka szosowa i torowa
  - Dídac Vilà, hiszpański piłkarz
- 10 czerwca:
  - Jorge Daniel Hernández, meksykański piłkarz
  - Paulina Korzeniewska, polska poetka
  - El Fardou Ben Nabouhane, tunezyjski piłkarz
  - Alexandra Stan, rumuńska piosenkarka
  - Krystal Thomas, amerykańska koszykarka
  - Irene Vecchi, włoska szablistka
- 11 czerwca:
  - Michaił Aleksandrow, bułgarski piłkarz
  - Lorenzo Ariaudo, włoski piłkarz
  - Frank Facher, niemiecki żużlowiec
  - Fágner, brazylijski piłkarz
  - Sandra Guibert, peruwiańska siatkarka
  - Maya Moore, amerykańska koszykarka
- 12 czerwca:
  - Pablo Crer, argentyński siatkarz
  - Emma Eliasson, szwedzka hokeistka
  - Andrea Guardini, włoski kolarz szosowy
  - Ibrahim Jeilan, etiopski lekkoatleta, długodystansowiec
  - Nadieżda Kotlarowa, rosyjska lekkoatletka, sprinterka
  - Peter Lang, duński żeglarz sportowy
  - Ryō Tateishi, japoński pływak
  - Luisina Yaccuzzi, argentyńska siatkarka
- 13 czerwca:
  - Antonina Behnke, polska biegaczka średnio- i długodystansowa
  - Robyn Lawley, australijska modelka
  - Aleksiej Łowczew, rosyjski sztangista
  - Ryan McDonagh, amerykański hokeista
  - Andreas Samaris, grecki piłkarz
  - Sarsa, polska piosenkarka
  - Katarzyna Wilczyńska, polska judoczka
- 14 czerwca:
  - Lucy Hale, amerykańska aktorka, piosenkarka
  - Glenn O’Shea, australijski kolarz szosowy i torowy
  - Joao Rojas, ekwadorski piłkarz
- 15 czerwca – Alex Puccio, amerykańska wspinaczka sportowa
- 17 czerwca:
  - Queralt Castellet, hiszpańska snowboardzistka
  - Serykżan Mużykow, kazachski piłkarz
  - Harun Tekin, turecki piłkarz, bramkarz
  - Graham Vigrass, kanadyjski siatkarz
- 18 czerwca:
  - Wołodymyr Koniew, ukraiński koszykarz
  - Pierre-Emerick Aubameyang, gaboński piłkarz
  - Ondřej Čelůstka, czeski piłkarz
  - Luca De Maria, włoski wioślarz
  - Tahmina Kohistani, afgańska lekkoatletka, sprinterka
  - Matt Moore, amerykański baseballista
  - Oto Nemsadze, gruziński piosenkarz
  - Renee Olstead, amerykańska aktorka, piosenkarka, wokalistka jazzowa
  - Paweł Szramka, polski żołnierz zawodowy, logistyk, polityk, poseł na Sejm RP
  - Anna Veith, austriacka narciarka alpejska
- 19 czerwca:
  - Tassadit Aïssou, algierska siatkarka
  - Michał Bar, polski waterpolista
  - Abdelaziz Barrada, marokański piłkarz
  - Ögmundur Kristinsson, islandzki piłkarz, bramkarz
  - Juhani Ojala, fiński piłkarz
  - Alona Omielczenko, kazachska siatkarka
  - Will Payne, brytyjski aktor
- 20 czerwca:
  - Luke Babbitt, amerykański koszykarz
  - Ana Filip, rumuńska koszykarka
  - Javier Pastore, argentyński piłkarz
  - Kyla Richey, kanadyjska siatkarka
  - Paulina Rozwadowska, polska koszykarka
  - Ashley Weinhold, amerykańska tenisistka
- 21 czerwca:
  - Christopher Lamb, amerykański skoczek narciarski
  - Abby Ringquist, amerykańska skoczkini narciarska
- 23 czerwca:
  - Narcisse Bambara, burkiński piłkarz
  - Allie Bertram, kanadyjska aktorka
  - Lisa Carrington, nowozelandzka kajakarka
  - Alice Hunter, brytyjska aktorka
  - Aleksandra Krzos, polska siatkarka
  - Kristoffer Nordfeldt, szwedzki piłkarz, bramkarz
  - Josh Parker, amerykański koszykarz
  - Louis Rossi, francuski motocyklista wyścigowy
- 24 czerwca:
  - Jarret Eaton, amerykański lekkoatleta, płotkarz
  - Hajk Iszchanian, ormiański piłkarz
  - Kortez, polski wokalista, kompozytor, gitarzysta, pianista, puzonista
  - Rudy Verhoeff, kanadyjski siatkarz
  - Shukhrat Mukhammadiev, uzbecki piłkarz
  - Wang Xiaoli, chińska badmintonistka
- 25 czerwca:
  - Chris Brochu, amerykański aktor, piosenkarz
  - Eugenia Bujak, polska kolarka szosowa i torowa
  - Jack Cork, angielski piłkarz
  - Martyna Dąbkowska, polska gimnastyczka
  - Wojciech Kozłowski, polski siatkarz
- 26 czerwca:
  - Malin Dahlström, szwedzka lekkoatletka, tyczkarka
  - Anna Häfele, niemiecka skoczkini narciarska
  - Ludmyła Kowałenko, ukraińska lekkoatletka, biegaczka długodystansowa
  - Magid Magid, brytyjski samorządowiec, polityk pochodzenia somalijskiego
  - Daniela Schreiber, niemiecka pływaczka
  - Elia Soriano, włoski piłkarz
  - Grzegorz Wójtowicz, polski siatkarz
- 27 czerwca:
  - Sabino Brunello, włoski szachista
  - Florencia Natasha Busquets, argentyńska siatkarka
  - Krzysztof Ciecióra, polski urzędnik państwowy, wicewojewoda łódzki
  - Hwang Seok-ho, południowokoreański piłkarz
  - Damian Janikowski, polski zapaśnik
  - Piotr Kuleta, polski kajakarz, kanadyjkarz
  - Matthew Lewis, brytyjski aktor
  - Frank Stäbler, niemiecki zapaśnik
- 28 czerwca:
  - Ronny Fredrik Ansnes, norweski biegacz narciarski (zm. 2018)
  - Sergio Asenjo, hiszpański piłkarz, bramkarz
  - Joshua Dunkley-Smith, australijski wioślarz
  - Joe Kovacs, amerykański lekkoatleta, kulomiot pochodzenia wegierskiego
  - Lotta Lepistö, fińska kolarka szosowa
  - Nicole Rottmann, austriacka tenisistka
  - Aleksandr Sapieta, rosyjski piłkarz
  - Tomasz Ziętek, polski aktor, gitarzysta, wokalista, członek zespołów: The Fruitcakes i The Ape Man Tales
- 29 czerwca:
  - Isabelle Gulldén, szwedzka piłkarka ręczna
  - Maciej Sadlok, polski piłkarz
  - Clarisa Sagardía, argentyńska siatkarka
  - Wiktar Sasunouski, białoruski zapaśnik
  - Júlia Takács, hiszpańska lekkoatletka, chodziarka pochodzenia węgierskiego

### Lipiec
- 1 lipca:
  - Kent Bazemore, amerykański koszykarz
  - Mehdi Carcela-González, marokański piłkarz
  - Mitch Hewer, brytyjski aktor
  - Magdalena Holeksa, polska brydżystka
  - Teheivarii Ludivion, tahitański piłkarz
  - Hannah Murray, brytyjska aktorka
  - Farouk Ben Mustapha, tunezyjski piłkarz, bramkarz
  - Daniel Ricciardo, australijski kierowca wyścigowy
- 2 lipca:
  - Lucinda Brand, holenderska kolarka szosowa i przełajowa
  - Dev, amerykańska piosenkarka
  - Gilda Lombardo, włoska siatkarka
  - Tricia Mayba, kanadyjska siatkarka
  - Alex Morgan, amerykańska piłkarka
  - François Place, francuski narciarz alpejski i dowolny
  - Marianna Tolo, australijska koszykarka
- 3 lipca:
  - Amer Abdulrahman, emiracki piłkarz
  - Mathieu Bauderlique, francuski bokser
  - Iván Bolado, piłkarz z Gwinei Równikowej
  - Duan Yingying, chińska tenisistka
  - Bruna Honório, brazylijska siatkarka
  - Marina Łuczenko-Szczęsna, polska piosenkarka, kompozytorka, aktorka pochodzenia ukraińskiego
  - Judith Pietersen, holenderska siatkarka
  - Godfrey Walusimbi, ugandyjski piłkarz
  - Yun Won-chol, północnokoreański zapaśnik
- 5 lipca:
  - Charlie Austin, angielski piłkarz
  - Daniel Bartl, czeski piłkarz
  - Alona Fomina, ukraińska tenisistka
  - Sjinkie Knegt, holenderski łyżwiarz szybki, specjalista short tracku
  - Dejan Lovren, chorwacki piłkarz
  - Sean O’Pry, amerykański model
  - Bruno Romanutti, argentyński siatkarz
- 6 lipca:
  - Carolus Andriamahitsinoro, madagaskarski piłkarz
  - Jakub Jesionowski, polski piłkarz plażowy
  - Angelika Kurowska, polska aktorka
  - Li Ling, chińska lekkoatletka, tyczkarka
  - Srđan Stanić, bośniacki piłkarz
- 7 lipca:
  - Kim Bum, południowokoreański aktor, tancerz, piosenkarz, model
  - Jamie Johnston, kanadyjski aktor
  - Nikola Marković, serbski koszykarz
  - Alice Orr-Ewing, brytyjska aktorka
  - Timo Pielmeier, niemiecki hokeista
  - Chris Reed, amerykański łyżwiarz figurowy (zm. 2020)
  - Talisa Rhea, amerykańska koszykarka
- 8 lipca:
  - Jarden Dżerbi, izraelska judoczka
  - Marcin Kiełpiński, polski futsalista
  - Lesyanís Mayor, kubańska lekkoatletka, skoczkini wzwyż
- 9 lipca:
  - Lucia Bosetti, włoska siatkarka
  - Roman Koudelka, czeski skoczek narciarski
  - Varatchaya Wongteanchai, tajska tenisistka
- 11 lipca – David Henrie, amerykański aktor
- 12 lipca:
  - Swiatłana Walko, białoruska koszykarka
  - Rose Chelimo, bahrajńska lekkoatletka, biegaczka długodystansowa pochodzenia kenijskiego
  - Lars Eller, duński hokeista
  - Mirko Eramo, włoski piłkarz
  - Vladan Giljen, czarnogórski piłkarz, bramkarz
  - Witalij Hajduczyk, białoruski piłkarz
  - Cristina Ilie, rumuńska wioślarka
  - Agnieszka Kaps, polska judoczka
  - Iwan Karadżow, bułgarski piłkarz, bramkarz
  - Phoebe Tonkin, australijska aktorka, modelka
  - Xu Tingting, chińska lekkoatletka, trójskoczkini
- 13 lipca:
  - Jack Bobridge, australijski kolarz szosowy i torowy
  - Elkeson, brazylijski piłkarz
  - Kristina Kristiansen, duńska piłkarka ręczna
  - Tony Taylor, panamski piłkarz pochodzenia amerykańskiego
- 14 lipca – Marcel Sabat, polski aktor
- 15 lipca:
  - Alisa Klejbanowa, rosyjska tenisistka
  - Misza Marwin, ukraińsko-rosyjski piosenkarz
  - Anthony Randolph, amerykański koszykarz
  - Diego Ulissi, włoski kolarz szosowy
  - Tristan Wilds, amerykański aktor
  - Agata Zwiejska, polska pływaczka
- 16 lipca:
  - Gareth Bale, walijski piłkarz
  - Tony Bishop, amerykański koszykarz
  - Azubuike Egwuekwe, nigeryjski piłkarz
  - Marlena Ertman, polska wioślarka
  - Natasza Górnicka, polska piłkarka
  - Marija Milović, czarnogórska siatkarka
- 17 lipca:
  - Dawit Grigorian, ormiański piłkarz
  - Kinga Hatala, polska siatkarka
  - Meng Suping, chińska sztangistka
  - Charles Richard-Hamelin, kanadyjski pianista
  - Evelyn Verrasztó, węgierska pływaczka
  - Weronika Wedler, polska lekkoatletka, sprinterka
- 18 lipca:
  - Siemion Antonow, rosyjski koszykarz
  - Aljaž Bedene, słoweński tenisista
  - Jamie Benn, kanadyjski hokeista
  - Derek Dietrich, amerykański baseballista
  - Mandla Masango, południowoafrykański piłkarz
  - Yohan Mollo, francuski piłkarz
  - Alice Nesti, włoska pływaczka
  - Dmitrij Sołowjow, rosyjski łyżwiarz figurowy
  - Däuren Żumagazijew, kazachski zapaśnik
- 19 lipca:
  - Siergiej Andronow, rosyjski hokeista
  - Patrick Corbin, amerykański baseballista
  - Reika Kakiiwa, japońska badmintonistka
  - Andrij Kowałenko, ukraiński pływak
  - Neto, brazylijski piłkarz, bramkarz
  - Carolyn Swords, amerykańska koszykarka
  - Rune Velta, norweski skoczek narciarski
- 20 lipca:
  - Javier Cortés, meksykański piłkarz
  - Julija Gawriłowa, rosyjska szablistka
  - Jurij Gazinski, rosyjski piłkarz
  - Cristian Pasquato, włoski piłkarz
  - Moussa Yedan, burkiński piłkarz
- 21 lipca:
  - Rory Culkin, amerykański aktor
  - Wiesna Dołonc, serbska tenisistka
  - Marco Fabián, meksykański piłkarz
  - Chris Gunter, walijski piłkarz
  - Micheil Kadżaia, gruziński i serbski zapaśnik
  - Juno Temple, brytyjska aktorka
  - Ömer Toprak, turecki piłkarz
  - Jamie Waylett, brytyjski aktor
  - Sana Żaryłgasowa, kazachska siatkarka
- 22 lipca:
  - Israel Adesanya, nigeryjski kick-bokser, bokser i zawodnik mieszanych sztuk walki (MMA)
  - Edgar Çani, albański piłkarz
  - Leandro Damião, brazylijski piłkarz
  - Aleksandr Iwanow, rosyjski sztangista
  - Daryl Janmaat, holenderski piłkarz
  - Andressa Picussa, brazylijska siatkarka
  - Yon Tomarkin, izraelski aktor
- 23 lipca – Daniel Radcliffe, brytyjski aktor
- 24 lipca:
  - Eko Yuli Irawan, indonezyjski sztangista
  - Fredrik Lindström, szwedzki biathlonista
  - Felix Loch, niemiecki saneczkarz
  - Sakura Numata, japońska siatkarka
- 25 lipca:
  - Gabrieła Koewa, bułgarska siatkarka
  - Julieta Constanza Lazcano, argentyńska siatkarka
  - Daynara de Paula, brazylijska pływaczka
  - Magdalena Ogrodnik, polska lekkoatletka, skoczkini wzwyż
  - César Ramos, brazylijski kierowca wyścigowy
  - Brad Wanamaker, amerykański koszykarz
  - Marija Wołoszczenko, ukraińska skoczkini na trampolinie
- 26 lipca:
  - Suguru Awaji, japoński florecista
  - Steffen Mellemseter, norweski curler
  - Ivian Sarcos, wenezuelska modelka, zdobywczyni tytułu Miss World
  - Eemi Tervaportti, fiński siatkarz
  - Marina Wolnowa, kazachska pięściarka
  - Maksim Żygałow, rosyjski siatkarz
- 27 lipca:
  - Charlotte Arnold, kanadyjska aktorka
  - Mohamed Bangura, sierraleoński piłkarz
  - Henrik Dalsgaard, duński piłkarz
  - Sony Norde, haitański piłkarz
  - Natalia Partyka, polska tenisistka stołowa
- 28 lipca:
  - Adrien Broner, amerykański bokser
  - Monika Brzostek, polska siatkarka plażowa
  - Albin Ekdal, szwedzki piłkarz
  - Andrea Keszler, węgierska łyżwiarka szybka
  - Felipe Kitadai, brazylijski judoka
  - Susannah Townsend, brytyjska hokeistka na trawie
- 29 lipca:
  - Artis Ate, łotewski koszykarz
  - Kosovare Asllani, szwedzka piłkarka pochodzenia kosowskiego
  - Łukasz Borkowski, polski polityk
  - Marlen Esparza, amerykańska pięściarka
  - Julio Furch, argentyński piłkarz
  - Sebastian Kaleta, polski prawnik, urzędnik państwowy, polityk, poseł na Sejm RP
  - Atdhe Nuhiu, austriacki piłkarz pochodzenia albańskiego
  - Jay Rodriguez, angielski piłkarz pochodzenia hiszpańskiego
  - Grit Šadeiko, estońska lekkoatletka, wieloboistka
- 30 lipca:
  - Jaime Alas, salwadorski piłkarz
  - Corinna Dentoni, włoska tenisistka
  - Aleix Espargaró, hiszpański motocyklista wyścigowy
  - Johannes Halbig, niemiecki wokalista, członek zespołu Killerpilze
  - Mario Martínez, honduraski piłkarz
  - Marek Materek, polski samorządowiec, prezydent Starachowic
  - Ladale Richie, jamajski piłkarz
  - Luke Sikma, amerykański koszykarz
  - Ksienija Sizowa, rosyjska siatkarka
- 31 lipca:
  - Wiktoryja Azaranka, białoruska tenisistka
  - Alina Fiodorowa, ukraińska lekkoatletka, wieloboistka
  - Ludżajn al-Hazlul, saudyjska obrończyni praw kobiet
  - Alexis Knapp, amerykańska aktorka, modelka
  - Dániel Ligeti, węgierski zapaśnik
  - Christoffer Sundgren, szwedzki curler
  - Jessica Williams, amerykańska aktorka
  - Marshall Williams, kanadyjski aktor, model, wokalista

### Sierpień
- 1 sierpnia:
  - Jakub Załucki, polski koszykarz
  - Salman Al-Faraj, saudyjski piłkarz
  - Madison Bumgarner, amerykański baseballista
  - Dmitrij Kagarlicki, rosyjski hokeista
  - Aleh Michałowicz, białoruski zapaśnik
  - Andrés Ríos, argentyński piłkarz
  - Dawit Safarian, ormiański zapaśnik
  - Corinna Scholz, niemiecka curlerka
  - Allison Smalley, amerykańska koszykarka
  - Matt Williams, kanadyjsko-polski hokeista
- 2 sierpnia:
  - Jonas Blue, brytyjski didżej, producent muzyczny
  - Nacer Chadli, belgijski piłkarz pochodzenia marokańskiego
  - Yasmine Oudni, algierska siatkarka
  - Priscilla, francuska piosenkarka, aktorka
  - Ałła Szyszkina, rosyjska pływaczka synchroniczna
  - Matteo Trentin, włoski kolarz szosowy
- 3 sierpnia – Jules Bianchi, francuski kierowca Formuły 1 (zm. 2015)
- 4 sierpnia:
  - Taylor Brown, amerykański koszykarz
  - Tomasz Kaczor, polski kajakarz
  - Myriam Kloster, francuska siatkarka
  - Jessica Mauboy, australijska piosenkarka, autorka tekstów, aktorka
  - Martha McCabe, kanadyjska pływaczka
  - Wang Hao, chiński szachista
- 5 sierpnia:
  - Amy Atkinson, guamska lekkoatletka, biegaczka
  - Michele Baranowicz, włoski siatkarz pochodzenia polskiego
  - Ryan Bertrand, angielski piłkarz
  - John Raphael Bocco, tanzański piłkarz
  - Tal Ben Chajjim, izraelski piłkarz
  - Gia Grigalawa, gruziński piłkarz
  - Daniel Jasinski, niemiecki lekkoatleta, dyskobol pochodzenia polskiego
  - Darren Keet, południowoafrykański piłkarz, bramkarz
  - Ermir Lenjani, albański piłkarz
  - Claudia Pop, rumuńska koszykarka
  - Nina Radojčić, serbska piosenkarka
  - Rita Rasheed, węgierska koszykarka
  - Grégory Sertic, francuski piłkarz pochodzenia chorwackiego
- 6 sierpnia:
  - Aymen Abdennour, tunezyjski piłkarz
  - Sydney Colson, amerykańska koszykarka
  - Tongo Hamed Doumbia, malijski piłkarz
  - Róża Gumienna, polska kick-bokserka
  - Carli Lloyd, amerykańska siatkarka
  - Yu Wenxia, chińska modelka, zdobywczyni tytułu Miss World
- 7 sierpnia:
  - Tony Mitchell, amerykański koszykarz
  - DeMar DeRozan, amerykański koszykarz
  - Michaił Iwanow, bułgarski piłkarz, bramkarz
  - Katarzyna Krzeszowska, polska modelka, zdobywczyni tytułu Miss Polski
  - Türkan Məmmədyarova, azerska szachistka
  - Yang Kyong-il, północnokoreański zapaśnik
- 8 sierpnia:
  - Tala Al-Deen, niemiecka aktorka
  - Natalia Chudzik, polska piłkarka
  - Zuzanna Efimienko-Młotkowska, polska siatkarka
  - Scotty Hopson, amerykański koszykarz
  - Dener Jaanimaa, estoński piłkarz ręczny
  - Sesił Karatanczewa, bułgarsko-kazachska tenisistka
  - Karol Kłos, polski siatkarz
  - Lee Yi-ping, tajwańska siatkarka
  - Bilel Ben Messaoud, tunezyjski piłkarz
  - Nikola Mijailović, serbski siatkarz
  - Hannah Miley, brytyjska pływaczka
  - Takuya Murayama, japoński piłkarz
  - Anthony Rizzo, amerykański baseballista
  - Taras Stepanenko, ukraiński piłkarz
  - Jay Threatt, amerykański koszykarz
  - Marija Vrsaljko, chorwacka koszykarka
- 9 sierpnia:
  - Jason Heyward, amerykański baseballista
  - Andrea Iannone, włoski motocyklista wyścigowy
  - Steve Moses, amerykański hokeista
  - Stefania Okaka, włoska siatkarka
- 10 sierpnia:
  - Grace Carter, brytyjska siatkarka
  - Rafał Filek, polski judoka
  - Kevin Rolland, francuski narciarz dowolny
  - Giulio Sabbi, włoski siatkarz
  - Ben Sahar, izraelski piłkarz
  - Brenton Thwaites, australijski aktor
  - Janar Toomet, estoński piłkarz
  - Ana Tuba, serbska zapaśniczka
- 11 sierpnia:
  - Úrsula Corberó, hiszpańska aktorka
  - Takecia Jameson, amerykańska lekkoatletka, płotkarka
  - Déo Kanda, kongijski piłkarz
  - Julio César La Cruz, kubański bokser
  - Álex Quiñónez, ekwadorski lekkoatleta, sprinter (zm. 2021)
  - Eke Uzoma, nigeryjski piłkarz
- 12 sierpnia:
  - Silvia Araco, hiszpańska siatkarka
  - Tom Cleverley, angielski piłkarz
  - Dewayne Dedmon, amerykański koszykarz
  - Mariana Duque Mariño, kolumbijska tenisistka
  - Charlène Guignard, francusko-włoska łyżwiarka figurowa
  - Hong Jeong-ho, południowokoreański piłkarz
  - Geoffrey Mujangi Bia, belgijski piłkarz pochodzenia kongijskiego
  - Floribert Ndayisaba, burundyjski piłkarz
- 15 sierpnia:
  - Rob Horne, australijski rugbysta
  - Joe Jonas, amerykański wokalista, autor tekstów, kompozytor, członek zespołu Jonas Brothers
  - Armel Koulara, czadyjski piłkarz, bramkarz
  - Ryan McGowan, australijski piłkarz pochodzenia szkockiego
  - Carlos Pena Jr., amerykański aktor, piosenkarz
  - Belinda Peregrin, meksykańska piosenkarka, autorka tekstów, aktorka
  - Alexandru Rîșcan, mołdawski bokser
  - Jakub Voráček, czeski hokeista
- 16 sierpnia:
  - Dominique Da Sylva, mauretański piłkarz
  - Khamis Esmaeel, emiracki piłkarz
  - Eric Franke, niemiecki bobsleista
  - Cameron Gliddon, australijski koszykarz
  - Anel Hadžić, bośniacki piłkarz
  - Taleh Məmmədov, azerski zapaśnik
  - Katarzyna Pawłowska, polska kolarka torowa
  - Roeland Pruijssers, holenderski szachista
  - Riku Riski, fiński piłkarz
  - Wladimir Saruchanian, ormiański bokser
  - Moussa Sissoko, francuski piłkarz pochodzenia malijskiego
  - Wang Hao, chiński lekkoatleta, chodziarz
- 17 sierpnia:
  - Latisha Chan, tajwańska tenisistka
  - Štefan Chrtiansky, słowacki siatkarz
  - Szymon Rduch, polski koszykarz
  - Robert Lewandowski, amerykański koszykarz pochodzenia polskiego
  - Robert Mszwidobadze, gruziński judoka
  - Marta Mysur, polska zawodniczka taekwondo, policjantka
  - John Perrin, kanadyjski siatkarz
  - Jeff Simon, amerykański łyżwiarz szybki, specjalista short tracku
- 18 sierpnia:
  - Anna Akana, amerykańska aktorka, performerka, youtuberka, piosenkarka
  - Sebastiaan van Bemmelen, holenderski siatkarz
  - Amelia Bródka, polsko-amerykańska skateboardzistka
  - Ana Dabović, serbska koszykarka
  - Willie le Roux, południowoafrykański rugbysta
  - Alice McKennis, amerykańska narciarka alpejska
  - Nneka Onyejekwe, rumuńska siatkarka
  - Tim Wallburger, niemiecki pływak
- 19 sierpnia:
  - Wolfgang Bösl, niemiecki kombinator norweski
  - Petr Michálek, czeski siatkarz
  - Lil’ Romeo, amerykański raper, aktor
  - Maciej Rybus, polski piłkarz
  - Agata Witkowska, polska siatkarka
- 21 sierpnia:
  - Giuseppe Bellusci, włoski piłkarz
  - Rajko Brežančić, serbski piłkarz
  - Dmitrij Chwostow, rosyjski koszykarz
  - Paulina Gałązka, polska aktorka
  - Loice Jepkoisgei, kenijska siatkarka
  - Robert Knox, brytyjski aktor (zm. 2008)
  - Nik Omladič, słoweński piłkarz
  - Hayden Panettiere, amerykańska aktorka, piosenkarka
  - Cindy Roleder, niemiecka lekkoatletka, płotkarka
  - Aleix Vidal, hiszpański piłkarz
  - Charlie Westbrook, amerykański koszykarz
- 22 sierpnia:
  - Giacomo Bonaventura, włoski piłkarz
  - Aleksandra Gajewska, polska polityk, poseł na Sejm RP
  - Sandra Kruk, polska pięściarka
  - Dawit Targamadze, gruziński piłkarz
- 23 sierpnia:
  - Żaneta Baran, polska siatkarka
  - Trevor Bryan, amerykański bokser
  - Matías Defederico, argentyński piłkarz
  - Lianne La Havas, brytyjska piosenkarka pochodzenia jamajsko-greckiego
  - Jan Król, polski siatkarz
  - Atina Papafotiu, grecka siatkarka
  - Sidnei, brazylijski piłkarz
  - Piotr Swend, polski aktor niezawodowy
- 24 sierpnia:
  - Mateusz Bryk, polski hokeista
  - Tamara Csipes, węgierska kajakarka
  - Erik Shoji, amerykański siatkarz
- 25 sierpnia:
  - Amber Le Bon, brytyjska modelka
  - Nikola Malešević, serbski koszykarz
  - Devin Searcy, amerykański koszykarz
- 26 sierpnia:
  - André André, portugalski piłkarz
  - James Harden, amerykański koszykarz
  - Sun Ke, chiński piłkarz
  - Róża Kozakowska, polska lekkoatletka, skoczkini w dal
- 27 sierpnia:
  - Żaneta Durak, polska koszykarka
  - Romain Amalfitano, francuski piłkarz
  - Jelena Koczniewa, rosyjska piłkarka, bramkarka
  - Dawid Tomala, polski lekkoatleta, chodziarz
- 29 sierpnia:
  - Patrik Auda, czeski koszykarz
  - Vojtěch Hruban, czeski siatkarz
  - Liu Dan, chińska siatkarka
  - Ronnie Schwartz, duński piłkarz
  - Ivan Sesar, bośniacki piłkarz
  - Su Bingtian, chiński lekkoatleta, sprinter
- 30 sierpnia:
  - Bohdan Bondarenko, ukraiński lekkoatleta, skoczek wzwyż
  - Aleksandra Goss, polska wrotkarka i łyżwiarka szybka
  - Mallory Low, amerykańska aktorka
  - Alba Torrens, hiszpańska koszykarka
- 31 sierpnia:
  - Marta Dąbrowska, polska zawodniczka karate
  - Denise Hanke, niemiecka siatkarka
  - Josip Sobin, chorwacki koszykarz
  - Tameka Williams, lekkoatletka z Saint Kitts i Nevis, sprinterka

### Wrzesień
- 1 września:
  - Artur Jusupow, rosyjski piłkarz
  - Bill Kaulitz, niemiecki wokalista, członek zespołu Tokio Hotel
  - Tom Kaulitz, niemiecki gitarzysta, członek zespołu Tokio Hotel
  - Peter Kildemand, duński żużlowiec
  - Lisandro López, argentyński piłkarz
  - Gustav Nyquist, szwedzki hokeista
  - Jacopo Sarno, włoski aktor, piosenkarz
  - Kelsey Serwa, kanadyjska narciarka dowolna
  - Lea Sirk, słoweńska piosenkarka
  - Daniel Sturridge, angielski piłkarz pochodzenia jamajskiego
  - Teodor Todorow, bułgarski siatkarz
- 2 września:
  - Muhammad Ali, pakistański piłkarz
  - Amit Iwri, izraelska pływaczka
  - Richard Kilty, brytyjski lekkoatleta, sprinter
  - Adam Kszczot, polski lekkoatleta, średniodystansowiec
  - Marcus Morris, amerykański koszykarz
  - Markieff Morris, amerykański koszykarz
  - Alexandre Pato, brazylijski piłkarz
  - Polina Stoyneva, bułgarska siatkarka
  - Zedd, rosyjsko-niemiecki didżej
- 3 września:
  - Daniel Ashley Addo, ghański piłkarz
  - Gusttavo Lima, brazylijski piosenkarz
  - Stephanie Niemer, amerykańska siatkarka
  - Martina Pinto, włoska aktorka
- 4 września:
  - Marta Bechis, włoska siatkarka
  - Agnieszka Bezrączko, polska judoczka
  - Barry Douglas, szkocki piłkarz
  - Alejandro Silva, urugwajski piłkarz
  - Andrelton Simmons, baseballista z Curaçao
  - Agnes Sperrer, austriacka wioślarka
  - Jan Ziobro, polski polityk, poseł na Sejm RP
- 5 września:
  - Elena Delle Donne, amerykańska koszykarka
  - Asley González, kubański judoka
  - Katerina Graham, amerykańska aktorka, piosenkarka, producentka, tancerka, modelka
  - Akiko Kohno, japońska siatkarka
  - Grzegorz Sandomierski, polski piłkarz, bramkarz
  - Craig Smith, amerykański hokeista
  - José Ángel Valdés, hiszpański piłkarz
  - Ben Youngs, angielski rugbysta
- 6 września:
  - Max Czornyj, polski pisarz
  - Brittany Lewis, amerykańska koszykarka
  - Audrey Deroin, francuska piłkarka ręczna
  - Jana Szczerbań, rosyjska siatkarka
  - Piotr Śmigielski, polski koszykarz
- 8 września:
  - Jelena Arżakowa, rosyjska lekkoatletka, biegaczka średniodystansowa
  - Avicii, szwedzki didżej, producent muzyczny (zm. 2018)
  - Barbara Białas, polska judoczka
  - Gylfi Sigurðsson, islandzki piłkarz
  - Tabaré Viudez, urugwajski piłkarz
  - Jessica Walker, amerykańska siatkarka
- 9 września:
  - Gylfi Sigurðsson, islandzki piłkarz
  - Dairis Bertāns, łotewski koszykarz
- 10 września:
  - Tomáš Fabián, czeski piłkarz
  - Alexa Glatch, amerykańska tenisistka
  - Matt Ritchie, szkocki piłkarz pochodzenia angielskiego
  - Younousse Sankharé, francuski piłkarz pochodzenia maureatańskiego
  - Dmitrij Szczerbinin, rosyjski siatkarz
- 11 września:
  - Karima Christmas-Kelly, amerykańska koszykarka
  - Fernando Hernández Ramos, kubański siatkarz
  - Andy Ruiz, meksykański bokser
  - Kathleen Scheer, amerykańska koszykarka
  - Carmen Thalmann, austriacka narciarka alpejska
- 12 września:
  - Freddie Freeman, amerykański baseballista pochodzenia kanadyjskiego
  - Tom Hateley, angielski piłkarz
  - Aberu Kebede, etiopska lekkoatletka, biegaczka długodystansowa
  - Rafał Majka, polski kolarz szosowy
  - Natalia Valentin-Anderson, portorykańska siatkarka
  - Joseph Wall, amerykański koszykarz
  - Samir Hadji, marokańsko-francuski piłkarz
- 13 września:
  - Marvin Bakalorz, niemiecki piłkarz
  - Thomas Müller, niemiecki piłkarz
  - Ewelina Szybiak, polska kolarka szosowa
- 14 września:
  - Jimmy Butler, amerykański koszykarz
  - Jessica Brown Findlay, brytyjska aktorka
  - Logan Henderson, amerykański aktor, tancerz, raper, piosenkarz
  - Jesse James, amerykański aktor
  - Ryan Rossiter, amerykańsko-japoński koszykarz
  - Magdalena Szabó, polska siatkarka
- 15 września:
  - Salah Abdeslam, francuski terrorysta pochodzenia marokańskiego
  - Saliou Ciss, senegalski piłkarz
  - Kate Grigorieva, rosyjska modelka
  - Martin Thomas, francuski kajakarz górski
  - Yasniel Toledo, kubański bokser
- 16 września – Joanna Sulej, polska łyżwiarka figurowa
- 17 września:
  - Danielle Brooks, amerykańska aktorka
  - Danny Queck, niemiecki skoczek narciarski
  - Michael Rabušic, czeski piłkarz
  - József Tabaka, węgierski żużlowiec
  - Zhao Shasha, chińska zapaśniczka
  - Ajla Šišič, bośniacka lekkoatletyka, tyczkarka
- 18 września – Serge Ibaka, hiszpański koszykarz, kongijskiego pochodzenia
- 19 września:
  - Gloria Brown, amerykańska koszykarka
  - Daniel Ekedo, piłkarz z Gwinei Równikowej
  - Tyreke Evans, amerykański koszykarz
  - Koffi Dan Kowa, nigerski piłkarz
  - Jason De Rocco, kanadyjski siatkarz
  - George Springer, amerykański baseballista
- 20 września:
  - Dawid Bręk, polski koszykarz (zm. 2022)
  - Kamil Górny, polski hokeista
  - Tiffany Hayes, amerykańska koszykarka
  - Margarita Niestierowa, rosyjska pływaczka
  - Stefan Wilson, brytyjski kierowca wyścigowy
- 21 września:
  - Jason Derulo, amerykański piosenkarz, producent muzyczny, autor tekstów, tancerz, choreograf, aktor pochodzenia haitańskiego
  - Manny Harris, amerykański koszykarz
  - Jaroslav Janus, słowacki hokeista, bramkarz
  - Rachel Laurent, amerykańska lekkoatletka, tyczkarka
  - Swietłana Romaszyna, rosyjska pływaczka synchroniczna
  - Małgorzata Wojtyra, polska kolarka torowa
- 22 września:
  - Felix Brodauf, niemiecki skoczek narciarski
  - Cœur de pirate, kanadyjska piosenkarka
  - Spas Delew, bułgarski piłkarz
  - Sabine Lisicki, niemiecka tenisistka pochodzenia polskiego
- 23 września:
  - Sachi Amma, japoński wspinacz sportowy
  - A.J. Applegate, amerykańska aktorka pornograficzna
  - Dani Daniels, amerykańska aktorka pornograficzna
  - Brandon Jennings, amerykański koszykarz
  - Aleksandr Lenderman, amerykański szachista pochodzenia rosyjskiego
  - Michał Olszewski, polski szachista
  - Mara Scherzinger, niemiecka aktorka
  - Aleksandra Szafraniec, polska siatkarka
  - Jaimie Thibeault, kanadyjska siatkarka
  - Rashid Yussuff, angielski piłkarz pochodzenia nigeryjskiego
- 24 września – Kevin Horlacher, niemiecki skoczek narciarski
- 25 września:
  - Giorgi Dżanelidze, gruziński piłkarz
  - Hanna Kniaziewa, ukraińsko-izraelska lekkoatletka, skoczkini w dal i trójskoczkini
  - Samantha Murray, brytyjska pięcioboistka nowoczesna
- 26 września:
  - Nicolas Bézy, francuski rugbysta
  - Ciaran Clark, irlandzki piłkarz pochodzenia angielskiego
  - Arciom Dziamkou, białoruski hokeista
  - James Feigen, amerykański pływak
  - Kieran Gibbs, angielski piłkarz
  - Idrissa Gueye, senegalski piłkarz
  - Radik Isajew, azerski zawodnik taekwondo pochodzenia rosyjskiego
  - Julija Ostapczuk, ukraińska zapaśniczka
  - Filip Pławiak, polski aktor
  - Vixen, polski raper, wokalista, producent muzyczny
- 27 września:
  - Jay Blankenau, kanadyjski siatkarz
  - Aleksandra Jarosz, polska brydżystka, Mistrz Krajowy
  - Idalys Ortíz, kubańska judoczka
  - Park Tae-hwan, południowokoreański pływak
  - Pihla Pelkiö, fińska siatkarka
  - Jeneba Tarmoh, amerykańska lekkoatletka, sprinterka
  - Anna Wörner, niemiecka narciarka dowolna
- 28 września:
  - Arty, rosyjski didżej, producent muzyczny
  - Çağla Büyükakçay, turecka tenisistka
  - Piotr Czerkawski, polski krytyk filmowy i dziennikarz
  - Mireła Demirewa, bułgarska lekkoatletka, skoczkini wzwyż
  - Raphael Holzdeppe, niemiecki lekkoatleta, tyczkarz
  - Darius Johnson-Odom, amerykański koszykarz
  - Ri Sŏl Ju, północnokoreańska pierwsza dama
  - David Simbo, sierraleoński piłkarz
- 29 września:
  - Huang Minming, chińska lekkoatletka, tyczkarka
  - Jewhen Konoplanka, ukraiński piłkarz
  - Maciej Makuszewski, polski piłkarz
  - Laura Peel, australijska narciarka dowolna
  - Andrea Poli, włoski piłkarz
- 30 września:
  - Joel González, hiszpański taekwondzista
  - Lukas Hofer, włoski biathlonista
  - Patryk Janas, polski aktor, piosenkarz, prezenter telewizyjny
  - Joan Kibor, kenijska siatkarka
  - Justin Lee, amerykański aktor pochodzenia koreańskiego
  - Anton von Lucke, niemiecki aktor
  - Amina Temmar, algierska judoczka
  - Jasmine Thomas, amerykańska koszykarka

### Październik
- 1 października:
  - Jelena Alajbeg, chorwacka siatkarka
  - Lauren Albanese, amerykańska tenisistka
  - Guido Falaschi, argentyński kierowca wyścigowy (zm. 2011)
  - Ofentse Nato, botswański piłkarz
- 2 października:
  - Frederik Andersen, duński hokeista, bramkarz
  - Marta Gastini, włoska aktorka
  - Agata Klimczak, polska aktorka, wokalistka, kostiumolog
  - Aleksandr Komaristy, rosyjski hokeista
  - George Nash, brytyjski wioślarz
- 3 października:
  - Katarzyna Bednarczyk, polska koszykarka
  - Giorgi Gabedawa, gruziński piłkarz
  - Jānis Kaufmanis, łotewski koszykarz
  - Iva Landeka, chorwacka piłkarka
  - Allison Mayfield, amerykańska siatkarka
  - Aleksiej Nałobin, rosyjski siatkarz
- 4 października:
  - Janisław Gerczew, bułgarski judoka
  - Hong Wei, chiński badmintonista
  - Dakota Johnson, amerykańska aktorka, modelka
  - Kengo Kawamata, japoński piłkarz
  - Taichirō Koga, japoński siatkarz
  - Lil Mama, amerykańska piosenkarka, raperka
  - Kimmie Meissner, amerykańska łyżwiarka figurowa
  - Haley Nemra, lekkoatletka z Wysp Marshalla, biegaczka
  - Rambé, kabowerdyjski piłkarz
  - Viktoria Rebensburg, niemiecka narciarka alpejska
  - Justyna Rybak, polska lekkoatletka, sprinterka i płotkarka
  - Colleen Ward, amerykańska siatkarka
  - Tessa Worley, francuska narciarka alpejska
  - Tessa Worley, francuska narciarka alpejska
- 5 października:
  - André Pinto, portugalski piłkarz
  - Daniele Ratto, włoski kolarz szosowy
  - Katarzyna Woźniak, polska łyżwiarka szybka
- 6 października:
  - Valeria Baroni, argentyńska aktorka, piosenkarka, tancerka
  - Ding Jianjun, chiński sztangista
  - Kim Bo-kyung, południowokoreański piłkarz
  - Katarzyna Luboń, polska judoczka
  - Pizzi, portugalski piłkarz
- 9 października:
  - Darxia Morris, amerykańska koszykarka
  - Liborio Sánchez, meksykański piłkarz, bramkarz
  - Anna Wessman, szwedzka lekkoatletka, oszczepniczka
- 10 października:
  - Jeurys Familia, amerykański baseballista pochodzenia dominikańskiego
  - Rıza Kayaalp, turecki zapaśnik
  - Ołeh Miszczenko, ukraiński piłkarz
  - José Salvatierra, kostarykański piłkarz
  - Aimee Teegarden, amerykańska aktorka
  - Ana José Tima, dominikańska lekkoatletka, trójskoczkini
- 11 października:
  - Chafik Besseghier, francuski łyżwiarz figurowy
  - Władimir Borisow, rosyjski kulturysta
  - Dienis Juskow, rosyjski łyżwiarz szybki
  - Robert Manson, nowozelandzki wioślarz
  - Riddick Moss, amerykański wrestler
  - Paula Schramm, niemiecka aktorka
  - Erik Steinhagen, niemiecki pływak
  - Kamil Szeremeta, polski bokser
- 12 października:
  - Dee Bost, amerykańsko-bułgarski koszykarz
  - Ganso, brazylijski piłkarz
  - Orry Jackson, niemiecki wokalista, raper, autor tekstów, członek zespołu Part Six
  - Christina Jazidzidu, grecka wioślarka
  - Anna-Maria Kipphardt, niemiecka wioślarka
  - Anna Ōmiya, japońska curlerka
  - Samantha Stewart, kanadyjska zapaśniczka
- 13 października:
  - Carlos Betancur, kolumbijski kolarz szosowy
  - Breno Borges, brazylijski piłkarz
  - Aleksandr Jerochin, rosyjski piłkarz
  - Jakub Kuśmieruk, polski koszykarz
  - Alexandria Ocasio-Cortez, amerykańska polityk, kongreswoman
  - Slimane, francuski piosenkarz, autor tekstów pochodzenia algierskiego
  - Nina Szymczyk, polska windsurferka
  - Mirosław Tomczak, polski szablista
- 15 października:
  - Yancy Gates, amerykański koszykarz
  - Anthony Joshua, brytyjski bokser
  - Ola Kamara, norweski piłkarz pochodzenia sierraleońskiego
  - Charalambos Kiriaku, cypryjski piłkarz
  - Delfina Merino, argentyńska hokeistka na trawie
  - Alen Pamić, chorwacki piłkarz (zm. 2013)
  - Denis Popović, słoweński piłkarz
  - Ivan Quintans, liechtensteiński piłkarz
  - Adam Waczyński, polski koszykarz
  - Aisling Tucker Moore-Reed, amerykańska pisarka, dziennikarka i zabójczyni
- 16 października:
  - Angie Bainbridge, australijska pływaczka
  - Dan Biggar, walijski rugbysta
  - Abhijeet Gupta, indyjski szachista
  - Cristian Martínez, andorski piłkarz
  - Kiriłł Panczenko, rosyjski piłkarz
  - Katarzyna Ptasińska, polska aktorka
  - Kim van Sparrentak, holenderska polityk, eurodeputowana
- 17 października:
  - Sophie Luck, australijska aktorka
  - Sosthene Taroum Moguenara, niemiecka lekkoatletka, skoczkini w dal
  - Efe Odigie, amerykański koszykarz
  - Lauren Wilkinson, kanadyjska wioślarka
- 18 października:
  - Yousuf Butt, pakistański piłkarz
  - Leigh Howard, australijski kolarz torowy i szosowy
  - Mindaugas Kuzminskas, litewski koszykarz
  - Joy Lauren, amerykańska aktorka
  - Linda Sandblom, fińska lekkoatletka, skoczkini wzwyż
- 19 października:
  - Lorenza Izzo, chilijska aktorka
  - No Seon-yeong, południowokoreańska łyżwiarka szybka
  - Miroslav Stoch, słowacki piłkarz
- 20 października:
  - Mare Dibaba, etiopska lekkoatletka, biegaczka długodystansowa
  - Dennis Diekmeier, niemiecki piłkarz
  - Simson Exumé, haitański piłkarz
  - Lamine Gassama, senegalski piłkarz
  - Jess Glynne, amerykańska piosenkarka
  - Damian Kabat, polski lekkoatleta, biegacz długodystansowy
  - Kelly Murphy, amerykańska siatkarka
  - Iwona Prędecka, polska pływaczka
  - Yanina Wickmayer, belgijska tenisistka
  - Colin Wilson, amerykański hokeista
- 21 października:
  - Festus Ezeli, nigeryjski koszykarz
  - Isidro Gutiérrez, salwadorski piłkarz
  - Arakel Mirzojan, ormiański sztangista
  - Sherry Moreno, argentyńska siatkarka
  - Sam Vokes, walijski piłkarz
- 22 października:
  - Chantal Blaak, holenderska kolarka torowa i szosowa
  - Iryna Chariw, ukraińska zapaśniczka
  - Piero Codia, włoski pływak
  - Tamara Gonzalez Perea, polska blogerka modowa, prezenterka telewizyjna, stylistka, celebrytka pochodzenia panamskiego
  - Jonathan Kodjia, iworyjski piłkarz
  - Kathrin Stirnemann, szwajcarska kolarka górska i szosowa
  - Omar Visintin, włoski snowboardzista
- 23 października:
  - Johnathan Franklin, amerykański futbolista
  - Michaił Hardziejczuk, białoruski piłkarz
  - Andrij Jarmołenko, ukraiński piłkarz
  - Anisia Kirdiapkina, rosyjska lekkoatletka, chodziarka
- 24 października:
  - Armin Bačinovič, słoweński piłkarz
  - David Castañeda, amerykański aktor
  - Jack Colback, angielski piłkarz
  - Cristian Gamboa, kostarykański piłkarz
  - Shenae Grimes, kanadyjska aktorka
  - Maren Hammerschmidt, niemiecka biathlonistka
  - Eric Hosmer, amerykański baseballista
  - Paweł Krupa, polski piłkarz ręczny
  - PewDiePie, szwedzki youtuber
  - Eliza Taylor-Cotter, australijska aktorka
  - Ognjen Vranješ, bośniacki piłkarz pochodzenia serbskiego
  - Wira Wama, papuaski piłkarz
- 25 października:
  - Amber English, amerykańska strzelczyni sportowa
  - Wendy García, meksykańska zapaśniczka
  - Sten Grytebust, norweski piłkarz, bramkarz pochodzenia liberyjskiego
  - Milena Pędziwiatr, polska lekkoatletka, sprinterka
  - Mia Wasikowska, australijska aktorka
- 26 października – Emil Sajfutdinow, rosyjski żużlowiec pochodzenia tatarskiego
- 27 października:
  - Lucas Domínguez, chilijski piłkarz
  - Mia Manganello, amerykańska kolarka szosowa, łyżwiarka szybka
  - Magdalena Parysek, polska koszykarka
  - Sasha Strunin, polska piosenkarka pochodzenia rosyjskiego
  - Rubén Tejada, panamski baseballista
- 28 października:
  - Devin Ebanks, amerykański koszykarz
  - Jaroslav Hertl, czeski hokista
  - Camille Muffat, francuska pływaczka (zm. 2015)
  - Kévin Théophile-Catherine, francuski piłkarz
  - Zhang Ling, hongkońska tenisistka
- 29 października:
  - Karolina Czarnecka, polska aktorka, wokalistka
  - Primož Roglič, słoweński skoczek narciarski, kolarz szosowy
  - Solar, polski raper
  - Joel Ward, angielski piłkarz
- 30 października:
  - Ashley Barnes, angielski piłkarz
  - Nastia Liukin, amerykańska gimnastyczka pochodzenia rosyjskiego
  - Benjamin Toniutti, francuski siatkarz
  - Islom Tukhtakhodjaev, uzbecki piłkarz
- 31 października:
  - Francisco Barretto Júnior, brazylijski gimnastyk
  - Mirko Iwanowski, macedoński piłkarz
  - Małgorzata Ostrowska, polska armwrestlerka, trener personalny kulturystyki i fitness
  - Rógvi Poulsen, farerski piłkarz

### Listopad
- 1 listopada:
  - Mihail Dudaš, serbski lekkoatleta, wieloboista
  - Odmar Færø, farerski piłkarz
  - Eduardo Iturrizaga, wenezuelski szachista
  - Gabriela Koukalová, czeska biathlonistka
  - Jan Morávek, czeski piłkarz
  - Francine Simpson, jamajska lekkoatletka, skoczkini w dal
- 2 listopada:
  - Brayan Angulo, kolumbijski piłkarz
  - Angela Dorogan, mołdawska zapaśniczka
  - Stevan Jovetić, czarnogórski piłkarz
  - Ana Moceyawa, nowozelandzka zapaśniczka i judoczka
  - Artur Mroczka, polski żużlowiec
  - Tibor Pleiss, niemiecki koszykarz
  - Natalie Pluskota, amerykańska tenisistka
  - Luke Schenn, kanadyjski hokeista
  - Katelyn Tarver, amerykańska piosenkarka, autorka tekstów, aktorka, modelka
  - Vitolo, hiszpański piłkarz
  - Demeu Żadyrajew, kazachski zapaśnik
- 3 listopada:
  - Paula DeAnda, amerykańska piosenkarka
  - Joyce Jonathan, francuska piosenkarka
  - Alina Ryżowa, białoruska zapaśniczka
- 4 listopada:
  - Sa’id Abdewali, irański zapaśnik
  - Axel Bachmann Schiavo, paragwajski szachista
  - Emese Barka, węgierska zapaśniczka
  - Lewis Bridger, angielski żużlowiec
  - Anton Gaddefors, szwedzki koszykarz
  - Karol Gruszecki, polski koszykarz
  - Krystian Paczków, polski zapaśnik, sumita
  - Enner Valencia, ekwadorski piłkarz
  - Damian Warner, kanadyjski lekkoatleta, wieloboista
  - Chris Wright, amerykański koszykarz
- 5 listopada – D.J. Kennedy, amerykański koszykarz
- 6 listopada:
  - Jozy Altidore, amerykański piłkarz pochodzenia haitańskiego
  - Aaron Hernandez, amerykański futbolista (zm. 2017)
  - Bandzragczijn Ojuunsüren, mongolska zapaśniczka
  - Zaur Sadajew, rosyjski piłkarz pochodzenia czeczeńskiego
  - Dominik Windisch, włoski biathlonista
- 7 listopada:
  - Mame-Ibra Anne, francuski lekkoatleta, sprinter
  - Džiugas Bartkus, litewski piłkarz, bramkarz
  - Yukiko Ebata, japońska siatkarka
  - Sonny Gray, amerykański baseballista
  - Hillary Hurley, amerykańska siatkarka
  - Nadieżda Tołokonnikowa, rosyjska artystka, aktywistka polityczna
- 8 listopada:
  - Paulina Peret, polska siatkarka
  - Nikos Polichronidis, niemiecko-grecki skoczek narciarski
  - Morgan Schneiderlin, francuski piłkarz
  - Giancarlo Stanton, amerykański baseballista
  - Adam White, australijski siatkarz
- 9 listopada:
  - Gianluca Bezzina, maltański lekarz, piosenkarz
  - Baptiste Giabiconi, francuski model, piosenkarz
  - Daiki Kamikawa, japoński judoka
  - Marcin Nowakowski, polski koszykarz
  - Paul van der Ploeg, australijski kolarz górski i szosowy
  - Lucinda Whitty, australijska żeglarka sportowa
- 10 listopada:
  - Inha Oriechowa, ukraińsko-austriacka koszykarka
  - Taron Egerton, brytyjski aktor
  - Ana Fernández García, hiszpańska aktorka
  - Maja Škorić, serbska koszykarka
- 11 listopada:
  - Radu Albot, mołdawski tenisista
  - Julija Chitra, białoruska pływaczka
  - Kim Un-ju, północnokoreańska sztangistka
  - Sofia Mattsson, szwedzka zapaśniczka
  - Josué Mitchell, kostarykański piłkarz
  - Paul Papp, rumuński piłkarz
  - Giacomo Perez d’Ortona, francuski pływak
  - Robin Ramírez, paragwajski piłkarz
  - Adam Rippon, amerykański łyżwiarz figurowy
  - Reina Tanaka, japońska piosenkarka
  - Zargo Touré, senegalski piłkarz
  - Nungnadda Wannasuk, tajska tenisistka
  - Miran Zupančič, słoweński skoczek narciarski
- 12 listopada – Zakaria Ismaili, marokański piłkarz
- 14 listopada – Wojciech Gąsienica-Kotelnicki, polski skoczek narciarski
- 15 listopada:
  - Meghan Beesley, brytyjska lekkoatletka, płotkarka i sprinterka
  - Anastasija Sawczenko, rosyjska lekkoatletka, tyczkarka
  - Staš Skube, słoweński piłkarz ręczny
  - Daniel Alejandro Torres, kolumbijski piłkarz
  - Walerija Wolik, rosyjska lekkoatletka, tyczkarka
  - Zhang Fengliu, chińska zapaśniczka
- 16 listopada:
  - Vicki Adams, szkocka curlerka
  - Roman Jebavý, czeski tenisista
  - Javier Ernesto Jiménez, kubański siatkarz
  - Abigail Johnston, amerykańska skoczkini do wody
  - Norbert Kaczmarczyk, polski rolnik, dziennikarz, samorządowiec, polityk, poseł na Sejm RP
  - Szymon Kiełbasa, polski żużlowiec
  - Akeem Latifu, nigeryjski piłkarz
  - Milan Mačvan, serbski koszykarz
- 18 listopada:
  - Marc Albrighton, angielski piłkarz
  - Mari Eide, norweska biegaczka narciarska
  - José Manuel Fernández, hiszpański piłkarz
  - Lu Jiajing, chińska tenisistka
- 19 listopada:
  - Kenneth Faried, amerykański koszykarz
  - Aleh Haroszka, białoruski hokeista
  - Marion Lotout, francuska lekkoatletka, tyczkarka
  - Patryk Strzeżek, polski siatkarz
  - Roman Trofimow, rosyjski skoczek narciarski
- 20 listopada:
  - Joni Brandão, portugalski kolarz szosowy
  - Artak Daszian, ormiański piłkarz
  - Abby Erceg, nowozelandzka piłkarka
  - Babita Kumari, indyjska zapaśniczka
  - Cody Linley, amerykański aktor
  - Agon Mehmeti, albański piłkarz
  - Robert Orzechowski, polski piłkarz ręczny
  - Siergiej Połunin, ukraiński tancerz baletowy
  - Eduardo Vargas, chilijski piłkarz
  - Dmitrij Żytnikow, rosyjski piłkarz ręczny
- 21 listopada:
  - Edwin Ávila, kolumbijski kolarz szosowy i torowy
  - Dárvin Chávez, meksykański piłkarz
  - Fabian Delph, angielski piłkarz
  - Marlena Hajduk, polska piłkarka
  - Katarzyna Możdżeń, polska siatkarka
  - Elise Ringen, norweska biathlonistka
- 22 listopada:
  - Alden Ehrenreich, amerykański aktor
  - Daniel Milewski, polski prawnik, polityk, poseł na Sejm RP
  - Chris Smalling, angielski piłkarz
  - Viktorija Smirnova, łotewska siatkarka
  - Gabriel Torje, rumuński piłkarz
- 23 listopada:
  - Margot van Geffen, holenderska hokeistka na trawie
  - Steven Marshall, kanadyjski siatkarz
- 24 listopada:
  - Sheniqua Ferguson, bahamska lekkoatletka, sprinterka
  - Mario Gavranović, szwajcarski piłkarz pochodzenia chorwackiego
  - Dejen Gebremeskel, etiopski lekkoatleta, długodystansowiec
  - Lukas Hradecky, fiński piłkarz, bramkarz pochodzenia słowackiego
  - Anna Ryżykowa, ukraińska lekkoatletka, płotkarka
- 25 listopada:
  - Tom Dice, belgijski piosenkarz
  - Juliann Faucette, amerykańska siatkarka
  - Kike, hiszpański piłkarz
  - Andriej Łarkow, rosyjski biegacz narciarski
  - Kasia Popowska, polska piosenkarka, autorka tekstów, kompozytorka
  - Steve Smith, kanadyjski kolarz górski (zm. 2016)
- 26 listopada:
  - Juan Cala, hiszpański piłkarz
  - Maria Sanchez, amerykańska tenisistka
  - Junior Stanislas, angielski piłkarz
- 27 listopada:
  - Witalij Bialinski, białoruski hokeista, bramkarz
  - Ana Cleger, kubańska siatkarka
  - Misha Cross, polska aktorka pornograficzna
  - Danuta Kazmucha, polska brydżystka
  - Arantxa King, bermudzka lekkoatletka, skoczkini w dal
  - Sercan Sararer, turecki piłkarz
  - Andriej Sobolew, rosyjski snowboardzista
  - Michaił Stefanowicz, białoruski hokeista
  - Amir Waithe, panamski piłkarz
- 28 listopada:
  - Jelizaweta Bryzhina, ukraińska lekkoatletka, sprinterka
  - Josh Magette, amerykański koszykarz
- 29 listopada:
  - Dominic Adiyiah, ghański piłkarz
  - Tapaphaipun Chaisri, tajska siatkarka
  - Angelika Kulisch, polska kolarka
  - Bongani Ndulula, południowoafrykański piłkarz
  - Borisław Nowaczkow, bułgarski i amerykański zapaśnik
  - Juan Patiño, paragwajski piłkarz
  - Yūsuke Tanaka, japoński gimnastyk
- 30 listopada:
  - Mohamed Aoudou, beniński piłkarz
  - Bae Yoo-na, południowokoreańska siatkarka
  - Íñigo Cervantes, hiszpański tenisista
  - Kimberly Hill, amerykańska siatkarka
  - Lee Jung-su, południowokoreański łyżwiarz szybki, specjalista short tracku
  - Ferguson Rotich, kenijski lekkoatleta, średniodystansowiec
  - Vladimír Weiss, słowacki piłkarz

### Grudzień
- 2 grudnia:
  - Agata Biernat, polska instruktorka fitness, modelka, zdobywczyni tytułu Miss Polonia
  - Matteo Darmian, włoski piłkarz
  - Anna Katharina Schmid, szwajcarska lekkoatletka, tyczkarka
  - Cassie Steele, kanadyjska aktorka, piosenkarka
  - Ernst Umhauer, francuski aktor
  - Kazuya Yamamura, japoński piłkarz
- 3 grudnia:
  - Arina Biłocerkiwśka, ukraińska koszykarka
  - Gillian Carleton, kanadyjska kolarka torowa
  - Maja Hyży, polska piosenkarka
  - Donior Islamov, mołdawski zapaśnik
  - Frank Lopez, belizeński piłkarz
  - Katura Marae, vanuacka lekkoatletka, sprinterka
  - Alex McCarthy, angielski piłkarz, bramkarz
  - Tomasz Narkun, polski zawodnik MMA, grappler
  - Mattia Pesce, włoski pływak
- 4 grudnia:
  - Buxton Popoali'i, nowozelandzki rugbysta
  - Anastasiya Qurbanova, azerska siatkarka
- 5 grudnia:
  - Pamela Jelimo, kenijska lekkoatletka, biegaczka średniodystansowa
  - Julija Leżniewa, rosyjska śpiewaczka operowa (mezzosopran koloraturowy)
  - Linet Masai, kenijska lekkoatletka, biegaczka długodystansowa
  - Dariusz Trela, polski piłkarz, bramkarz
- 8 grudnia:
  - Drew Doughty, kanadyjski hokeista
  - Jen Ledger, brytyjska perkusistka, wokalistka, członkini zespołu Skillet
  - Andrew Nicholson, amerykański koszykarz
  - Adrian Pracoń, norweski polityk pochodzenia polskiego
  - Sugar Rodgers, amerykańska koszykarka
  - Behdad Salimi, irański sztangista
  - Sandra Szczygioł, polska siatkarka
- 9 grudnia:
  - Eric Bledsoe, amerykański koszykarz
  - Kareem Maddox, amerykański koszykarz
  - Wioletta Nasiadko, polska judoczka
- 10 grudnia:
  - Rosalind Groenewoud, kanadyjska narciarka dowolna
  - Domagoj Kapec, chorwacki hokeista (zm. 2008)
  - Marion Maréchal-Le Pen, francuska polityk, reprezentantka Frontu Narodowego
- 12 grudnia:
  - Esquiva Falcão Florentino, brazylijski bokser
  - François Heersbrandt, belgijski pływak
  - Julieta Puntín, argentyńska siatkarka
- 13 grudnia:
  - Filip Kraljević, chorwacki koszykarz
  - Cécilia Berder, francuska szablistka
  - Hellen Onsando Obiri, kenijska lekkoatletka, biegaczka
  - Nerea Pena, hiszpańska piłkarka ręczna
  - Taylor Swift, amerykańska piosenkarka, autorka tekstów, aktorka
  - Tim Tscharnke, niemiecki biegacz narciarski
  - Ksienija Ułukan, kirgiska tenisistka
- 14 grudnia:
  - Damian Boruch, polski siatkarz
  - Jung Woo-young, południowokoreański piłkarz
  - Paulo Magalhaes, chilijski piłkarz
  - Casper Ulrich Mortensen, duński piłkarz ręczny
  - Onew, południowokoreański piosenkarz, aktor
  - Aisha Praught Leer, jamajska lekkoatletka, biegaczka
  - Christian Ribeiro, walijski piłkarz pochodzenia portugalskiego
  - Adam Sobczak, polski wioślarz
  - Yang Hyo-jin, południowokoreańska siatkarka
- 15 grudnia:
  - Helena Ciak, francuska koszykarka
  - Ian Hoog, nowozelandzki piłkarz
  - Ryan McBride, irlandzki piłkarz (zm. 2017)
  - Eva Michalski, niemiecka siatkarka
  - Anthony Miles, amerykański koszykarz
  - Arina Rodionowa, rosyjska tenisistka
- 16 grudnia:
  - Mikkel Bødker, duński hokeista
  - Tyler Chatwood, amerykański baseballista
  - Christina Michel, niemiecka lekkoatletka, tyczkarka
  - Wiera Niebolsina, rosyjska szachistka
  - Chris Polk, amerykański futbolista
  - Daniele Vocaturo, włoski szachista
- 17 grudnia:
  - Zsófia Simon, węgierska koszykarka
  - André Ayew, ghański piłkarz
  - Sophie Boilley, francuska biathlonistka
  - André Hansen, norweski piłkarz, bramkarz
  - Marcel Risse, nirmiecki piłkarz
  - Żajna Szekierbiekowa, kazachska pięściarka
  - Xu Li, chińska zapaśniczka
  - Taylor York, amerykański gitarzysta, członek zespołu Paramore
- 18 grudnia
  - Ashley Benson, amerykańska aktorka
  - Kaitlyn Farrington, amerykańska snowboardzistka
  - Marie Gayot, francuska lekkoatletka, sprinterka
  - Thulani Hlatshwayo, południowoafrykański piłkarz
  - Lauren Mansfield, australijska koszykarka
  - Mathilde Rivière, francuska zapaśniczka
  - Robert Tasso, vanuacki piłkarz
  - Mitchell Whitmore, amerykański łyżwiarz szybki
  - Nicole Wötzel, niemiecka biathlonistka
  - Tsimafei Zhukouski, chorwacki siatkarz pochodzenia białoruskiego
- 20 grudnia:
  - Elif Onur, turecka siatkarka
  - Izabela Zwierzyńska, polska aktorka i modelka
- 21 grudnia:
  - Katarzyna Golba, polska lekkoatletka, chodziarka
  - Fang Yuting, chińska łuczniczka
  - Cheikhou Kouyaté, senegalski piłkarz
  - Jorien ter Mors, holenderska łyżwiarka szybka
  - Shōhei Tochimoto, japoński skoczek narciarski
- 22 grudnia
  - Zawen Badojan, ormiański piłkarz
  - Logan Huffman, amerykański aktor
  - Peng Hsien-yin, tajwański tenisista
  - Jordin Sparks, amerykańska piosenkarka
- 23 grudnia
  - Ajym Äbdyldina, kazachska zapaśniczka
  - Marcos Sánchez, panamski piłkarz
- 24 grudnia
  - Rashed al-Huti, bahrajński piłkarz
  - Steve Johnson, amerykański tenisista
  - Diafra Sakho, senegalski piłkarz
  - Danuta Urbanik, polska lekkoatletka, biegaczka
- 25 grudnia
  - Rosalío Medrano, kolumbijski zapaśnik
  - Keri Wong, amerykańska tenisistka pochodzenia chińskiego
  - Adrian von Ziegler, szwajcarski kompozytor
- 26 grudnia:
  - Yohan Blake, jamajski lekkoatleta, sprinter
  - Sofiane Feghouli, algierski piłkarz
  - Ha Joon-eem, południowokoreańska siatkarka
  - Pa Modou Jagne, gambijski piłkarz
  - Keenan MacWilliam, kanadyjska aktorka, piosenkarka
  - Lecabela Quaresma, portugalska lekkoatletka, wieloboistka
  - Karlo Ressler, chorwacki prawnik, polityk
  - Diego Simonet, argentyński piłkarz ręczny
- 27 grudnia
  - Teteh Bangura, sierraleoński piłkarz
  - Iwona Cichosz, polska aktorka niezawodowa, tłumaczka polskiego języka migowego, działaczka społeczna
  - Josianne Cutajar, maltańska prawnik, działaczka samorządowa, polityk
  - Dżawid Gamzatow, rosyjski i białoruski zapaśnik
  - David King, amerykański futbolista
  - Kateryna Łahno, ukraińska szachistka
- 28 grudnia:
  - Harry Arter, irlandzki piłkarz
  - George Blagden, brytyjski aktor
  - Lewan Kałandadze, rosyjski siatkarz
  - Marzena Kościelniak, polska lekkoatletka, płotkarka
  - Bennie Logan, amerykański futbolista
  - Mackenzie Rosman, amerykańska aktorka
  - Salvador Sobral, portugalski piosenkarz
- 29 grudnia
  - Jane Levy, amerykańska aktorka
  - Kei Nishikori, japoński tenisista
  - Harri Säteri, fiński hokeista
  - Sibusiso Vilakazi, południowoafrykański piłkarz
- 30 grudnia:
  - Behailu Assefa, etiopski piłkarz
  - Diogo Silvestre Bittencourt, brazylijski piłkarz
  - Manuel Gaspar Costa, angolski piłkarz
  - Elgudża Grigalaszwili, gruziński piłkarz
  - Alexandra Klineman, amerykańska siatkarka
  - Ryan Sheckler, amerykański skateboarder
  - Kateřina Vaňková, czeska tenisistka
- 31 grudnia
  - Sylwester Wardęga, polski youtuber, twórca filmowy
  - Kelvin Herrera, dominikański baseballista
  - Line Jørgensen, duńska piłkarka ręczna
  - Natalia Kowalska, polska zawodniczka sportów samochodowych
  - Mohammed Rabiu, ghański piłkarz
  - Cwetan Sokołow, bułgarski siatkarz

## Zmarli

### Styczeń
- 4 stycznia – Kazimierz Brusikiewicz, polski aktor (ur. 1926)
- 7 stycznia – Hirohito, cesarz Japonii (ur. 1901)
- 10 stycznia – Walentin Głuszko, rosyjski specjalista techniki rakietowej (ur. 1908)
- 12 stycznia – Zygmunt Hübner, polski aktor, reżyser, publicysta i pedagog (ur. 1930)
- 19 stycznia – Zbigniew Resich, polski prawnik, sportowiec, profesor nauk prawnych, pierwszy prezes Sądu Najwyższego, dziekan Wydziału Prawa i Administracji Uniwersytetu Warszawskiego, poseł na Sejm PRL V kadencji (ur. 1915)
- 20 stycznia – Józef Cyrankiewicz, polski działacz socjalistyczny, premier Polski (ur. 1911)
- 23 stycznia:
  - Salvador Dalí, hiszpański malarz (ur. 1904)
  - Ludwik Konarzewski, polski malarz, rzeźbiarz i pedagog plastyczny (ur. 1918)
- 24 stycznia – Štefan Peciar, słowacki językoznawca (ur. 1912)
- 28 stycznia – Halina Konopacka, polska lekkoatletka (ur. 1900)

### Luty
- 17 lutego – Jan Vreede, holenderski żeglarz, medalista olimpijski (ur. 1900)
- 23 lutego – Hans Hellmut Kirst, niemiecki pisarz (ur. 1914)
- 27 lutego – Konrad Lorenz, austriacki etolog (ur. 1903)
- 28 lutego – Albin Siekierski, śląski prozaik (ur. 1920)

### Marzec
- 14 marca – Zyta Burbon-Parmeńska, cesarzowa Austrii i królowa Węgier (ur. 1892)
- 12 marca – Clelia Gatti Aldrovandi, włoska harfistka (ur. 1901)
- 17 marca – Marek Bliziński, polski gitarzysta jazzowy (ur. 1947)
- 18 marca – Harold Jeffreys, brytyjski astronom i geofizyk (ur. 1891)
- 20 marca – Danuta Sokolnicka, polska jubilerka, złotniczka, pierwsza w Polsce kobieta z tytułem mistrza złotnictwa (ur. 1918)
- 28 marca – Ludwika Nitschowa, polska rzeźbiarka, autorka Syrenki nad Wisłą (ur. 1889)
- 29 marca – Jo Mihaly, niemiecka tancerka, aktorka, pisarka, działaczka społeczna (ur. 1902)

### Kwiecień
- 12 kwietnia – Sugar Ray Robinson, amerykański bokser (ur. 1921)
- 15 kwietnia:
  - Charles Vanel, francuski aktor i reżyser (ur. 1892)
  - Hu Yaobang, polityk chiński, przywódca Komunistycznej Partii Chin (ur. 1915)
- 22 kwietnia:
  - György Kulin, węgierski astronom (ur. 1905)
  - Emilio Segrè, amerykański fizyk, poch. włoskiego (ur. 1905)
- 27 kwietnia – Leopold Buczkowski, polski pisarz (ur. 1905)
- 30 kwietnia – Sergio Leone, włoski reżyser filmowy (ur. 1929)

### Maj
- 1 maja – Edward Ochab, komunistyczny działacz społeczny i polityczny w okresie PRL (ur. 1906)
- 2 maja – Giuseppe Siri, kardynał, wieloletni (1946-1987) arcybiskup Genui, jeden z liderów konserwatywnej frakcji w Kolegium Kardynalskim, kilkukrotny Papabile (ur. 1906)
- 6 maja – Antoni Kiliński, polski inżynier, cybernetyk (ur. 1909)
- 11 maja – Tomasz Zan, polski konspirator, żołnierz AK, prawnuk Tomasza Zana „Promienistego” (ur. 1902)
- 24 maja – Mia Beyerl, austriacka śpiewaczka operowa, pianistka i nauczycielka muzyki (ur. 1900)
- 27 maja – Zygmunt Andrzej Heinrich, polski taternik, alpinista, himalaista (ur. 1937)

### Czerwiec
- 3 czerwca – ajatollah Ruhollah Chomejni, przywódca polityczny i religijny Iranu (ur. 1900)
- 18 czerwca – Jacek Zwoźniak, polski piosenkarz i artysta kabaretowy (ur. 1952)
- 20 czerwca – George Bidwell, brytyjski pisarz (ur. 1905)
- 22 czerwca – Halina Mikołajska, polska aktorka i reżyserka (ur. 1925)

### Lipiec
- 2 lipca – Andriej Gromyko, polityk radziecki, wieloletni minister spraw zagranicznych ZSRR (ur. 1909)
- 6 lipca:
  - Einar Fróvin Waag, farerski polityk, właściciel browaru Föroya Bjór (ur. 1894)
  - János Kádár, przywódca Węgier w latach 1956–1988 (ur. 1912)
- 10 lipca:
  - Mel Blanc – amerykański aktor dubbingowy, zwany „Człowiekiem o 1000 głosach” (ur. 1908)
  - Wiesław Stasielak, polski koszykarz, trener (ur. 1947)
- 11 lipca – Laurence Olivier, angielski aktor i reżyser (ur. 1907)
- 14 lipca – Artur Sandauer, polski krytyk literacki, pisarz, tłumacz, profesor UW (ur. 1913)
- 15 lipca – Maria Kuncewiczowa, polska pisarka (ur. 1895)
- 16 lipca:
  - Herbert von Karajan, austriacki dyrygent (ur. 1908)
  - Nicolás Guillén, kubański poeta (ur. 1902)
- 19 lipca – Kazimierz Sabbat, polski polityk, premier i prezydent Polski na uchodźstwie (ur. 1913)
- 24 lipca – Czesław Łapiński, taternik, alpinista, ratownik tatrzański i wieloletni kierownik schroniska nad Morskim Okiem (ur. 1912)

### Sierpień
- 14 sierpnia:
  - Alfons Karny, polski rzeźbiarz (ur. 1901)
  - Ricky Berry, amerykański koszykarz (ur. 1964)
- 22 sierpnia – Aleksandr Jakowlew (ros. Александр Сергеевич Яковлев), rosyjski konstruktor lotniczy (ur. 1906)
- 24 sierpnia – Feliks Topolski, polski malarz i rysownik (ur. 1907)
- 26 sierpnia – Irving Stone, amerykański pisarz (ur. 1903)
- 28 sierpnia – Konstanty Puzyna, polski teatrolog, eseista, publicysta, poeta (ur. 1929)

### Wrzesień
- 1 września:
  - Kazimierz Deyna, polski piłkarz (ur. 1947)
  - Tadeusz Sendzimir, polski inżynier i wynalazca (ur. 1894)
  - Shah Azizur Rahman, pakistański i bangladeski polityk, premier Bangladeszu w latach 1979–1982 (ur. 1925)
- 3 września:
  - Gaetano Scirea, włoski piłkarz, zginął w wypadku samochodowym w Polsce (ur. 1953)
  - Jan Trepczyk, kaszubski literat i działacz społeczny (ur. 1907)
- 4 września – Zenon Kliszko, polski podporucznik, polityk, poseł do KRN, wicemarszałek Sejmu PRL (ur. 1908)
- 8 września – Barry Sadler, amerykański piosenkarz i pisarz (ur. 1940)
- 10 września – Zbigniew Rychlicki, polski artysta grafik, ilustrator książek dla dzieci (ur. 1922)
- 18 września – Aleksandra Śląska, polska aktorka (ur. 1925)
- 28 września – Ferdinand Marcos, filipiński polityk (ur. 1917)
- 29 września:
  - Andrzej Gieysztor, polski kierowca, pilot rajdowy (ur. 1941)
  - Zdzisław Kamiński, polski dziennikarz, popularyzator nauki (ur. 1946)
  - Andrzej Kurek, polski dziennikarz, popularyzator nauki (ur. 1947)

### Październik
- 1 października – Stanisława Fleszarowa-Muskat, polska pisarka (ur. 1919)
- 4 października – Graham Chapman, brytyjski komik, jeden z założycieli Monty Python (ur. 1941)
- 6 października:
  - Bette Davis, amerykańska aktorka (ur. 1908)
  - Jaromír Korčák, czeski geograf, demograf i statystyk (ur. 1895)
- 10 listopada – Peter Berglar, niemiecki lekarz i historyk (ur. 1919)
- 15 października – Danilo Kiš, serbski pisarz (ur. 1935)
- 24 października – Jerzy Kukuczka, polski alpinista (ur. 1948)

### Listopad
- 1 listopada – Hoimar von Ditfurth, niemiecki popularyzator nauki (ur. 1921)
- 5 listopada – Vladimir Horowitz, pianista (ur. 1903)
- 11 listopada – Józef Szaflarski, polski geograf, profesor (ur. 1908)
- 13 listopada – Franciszek Józef II, książę Liechtensteinu (ur. 1906)
- 23 listopada – Alojzy Sitko, polski piłkarz, reprezentant kraju w piłce nożnej (ur. 1911)
- 24 listopada – Toni Zweifel, szwajcarski działacz Opus Dei, Sługa Boży (ur. 1938)

### Grudzień
- 11 grudnia – Lindsay Crosby, amerykański piosenkarz i aktor (ur. 1938)
- 14 grudnia – Andriej Sacharow, radziecki fizyk jądrowy, laureat pokojowej nagrody Nobla (ur. 1921)
- 16 grudnia – Lee Van Cleef, amerykański aktor (ur. 1925)
- 22 grudnia – Samuel Beckett, irlandzki poeta (ur. 1906)
- 25 grudnia:
  - Nicolae Ceaușescu, przywódca komunistyczny, rumuński dyktator (ur. 1918)
  - Elena Ceaușescu, rumuńska polityk, wicepremier, pierwsza dama (ur. 1916)
- 28 grudnia – Hermann Oberth, niemiecki naukowiec, jeden z pionierów techniki rakietowej (ur. 1894)
- 30 grudnia – Sten Abel, norweski żeglarz, medalista olimpijski (ur. 1899)
- 31 grudnia – Clarence Hammar, szwedzki żeglarz, medalista olimpijski (ur. 1899)
- data dzienna nieznana: 
  - grudzień – Herman Looman, holenderski żeglarz, olimpijczyk (ur. 1907)

## Zdarzenia astronomiczne
- 20 lutego – zaćmienie Księżyca
- 7 marca – częściowe zaćmienie Słońca
- 17 sierpnia – zaćmienie Księżyca
- 31 sierpnia – częściowe zaćmienie Słońca

## Nagrody Nobla
- z fizyki – Norman F. Ramsey, Hans G. Dehmelt, Wolfgang Paul
- z chemii – Sidney Altman, Thomas R. Cech
- z medycyny – Michael Bishop, Harold Varmus
- z literatury – Camilo José Cela
- nagroda pokojowa – Dalajlama XIV, duchowy i polityczny przywódca Tybetańczyków
- z ekonomii – Trygve Haavelmo

## Święta ruchome
- Tłusty czwartek: 2 lutego
- Ostatki: 7 lutego
- Popielec: 8 lutego
- Niedziela Palmowa: 19 marca
- Pamiątka śmierci Jezusa Chrystusa: 22 marca
- Wielki Czwartek: 23 marca
- Wielki Piątek: 24 marca
- Wielka Sobota: 25 marca
- Wielkanoc: 26 marca
- Poniedziałek Wielkanocny: 27 marca
- Wniebowstąpienie Pańskie: 4 maja
- Zesłanie Ducha Świętego: 14 maja
- Boże Ciało: 25 maja

## Dane statystyczne
- źródło danych: Bank Światowy
  - Ludność świata: 5,206,750,125
  - Tempo wzrostu liczby ludności: 1,73% na rok
  - Długość życia: 65,2 lat
  - Wskaźnik płodności: 3,3 urodzeń na kobietę
  - Współczynnik umieralności poniżej 5 roku życia: 91,4
  - Zużycie energii na mieszkańca: 1476,16 kg